# Guerre de Cent Ans
Vous lisez un « article de qualité » labellisé en 2007.
Pour la première guerre de Cent Ans, voir Conflit entre Capétiens et Plantagenêts.
Pour la seconde (ou troisième) guerre de Cent Ans, voir Seconde guerre de Cent Ans.
Batailles
La guerre de Cent Ans (en anglais : Hundred Years' War) est un conflit entrecoupé de trêves plus ou moins longues, opposant, de 1337 à 1453, la dynastie des Plantagenêts à celle des Valois, à travers elles, le royaume d'Angleterre et celui de France. Le terme même de « guerre de Cent Ans » est une construction historiographique établie au XIXe siècle pour regrouper cette succession de conflits.
Au début du XIVe siècle, trois axes de tensions favorisent son émergence :
- la « grande dépression médiévale », théorisée par Guy Bois (crise démographique conjuguée à une stagnation économique du fait de l'alourdissement de la pression fiscale seigneuriale) ;
- les constants affrontements entre Plantagenêts et Capétiens pour la souveraineté et le contrôle des fiefs de Guyenne ;
- le conflit dynastique pour la couronne de France qui naît, en 1328, à la mort de Charles IV le Bel, dernier fils de Philippe IV le Bel.

La guerre connaît plusieurs phases. L'Angleterre remporte d'abord de nombreuses victoires, avant que la France ne reprenne le dessus à partir de 1364 ; en 1378, les Anglais ne contrôlent ainsi plus que quelques villes sur le continent. À compter de 1380, l'affaiblissement du pouvoir royal, conjugué à un contexte économique difficile, conduit à une période de guerre civile dans les deux pays, situation dont le royaume d'Angleterre est le premier à sortir. Henri V d'Angleterre profite alors de la folie du roi Charles VI de France et de la guerre civile entre Armagnacs et Bourguignons pour relancer le conflit. Fort de son alliance avec les Bourguignons, il obtient d'épouser la fille du roi, Catherine de Valois, et la dévolution de la couronne de France à sa descendance (le futur Henri VI) par le traité de Troyes signé en 1420. Cependant, la mort prématurée d'Henri V (1422), le sentiment national naissant et la modification des circuits économiques rendent difficile le maintien des Anglais en France. En 1429, l'épopée de Jeanne d'Arc marque les esprits tout en renforçant la légitimité de Charles VII. Six ans plus tard, celui-ci conclut la paix d'Arras avec le duc de Bourgogne ; les Anglais sont dès lors inexorablement repoussés — notamment avec la reprise de Paris, en 1436, par le connétable Arthur de Richemont — et ne contrôlent plus, après la bataille décisive de Castillon en 1453, que Calais sur le continent (qui ne sera reprise par la France qu'à l'issue du siège de Calais en 1558), la paix étant signée en 1475 (traité de Picquigny).
Sur le plan démographique, les batailles ont fait peu de morts en dehors de la noblesse, mais les pillages ont eu des conséquences néfastes sur les populations civiles. Du point de vue militaire, cette guerre marque une rupture, avec le déclin de la cavalerie au profit de l'infanterie et l'apparition de l'artillerie. Ce conflit voit également l'apparition durable de l'emploi de troupes mercenaires dans chacun des camps en présence. Elle a également des conséquences économiques, l'augmentation des prix favorisant le commerce sur de longues distances, et religieuses, avec le Grand Schisme d'Occident qui oppose les papes de Rome et d'Avignon. Elle aboutit à une affirmation du sentiment national, la rivalité franco-anglaise n'étant plus dorénavant seulement issue d'un conflit dynastique. De la même manière, la mutation de la Bourgogne en principauté indépendante engendre un conflit de deux siècles avec les Habsbourg.

## Origine du nom

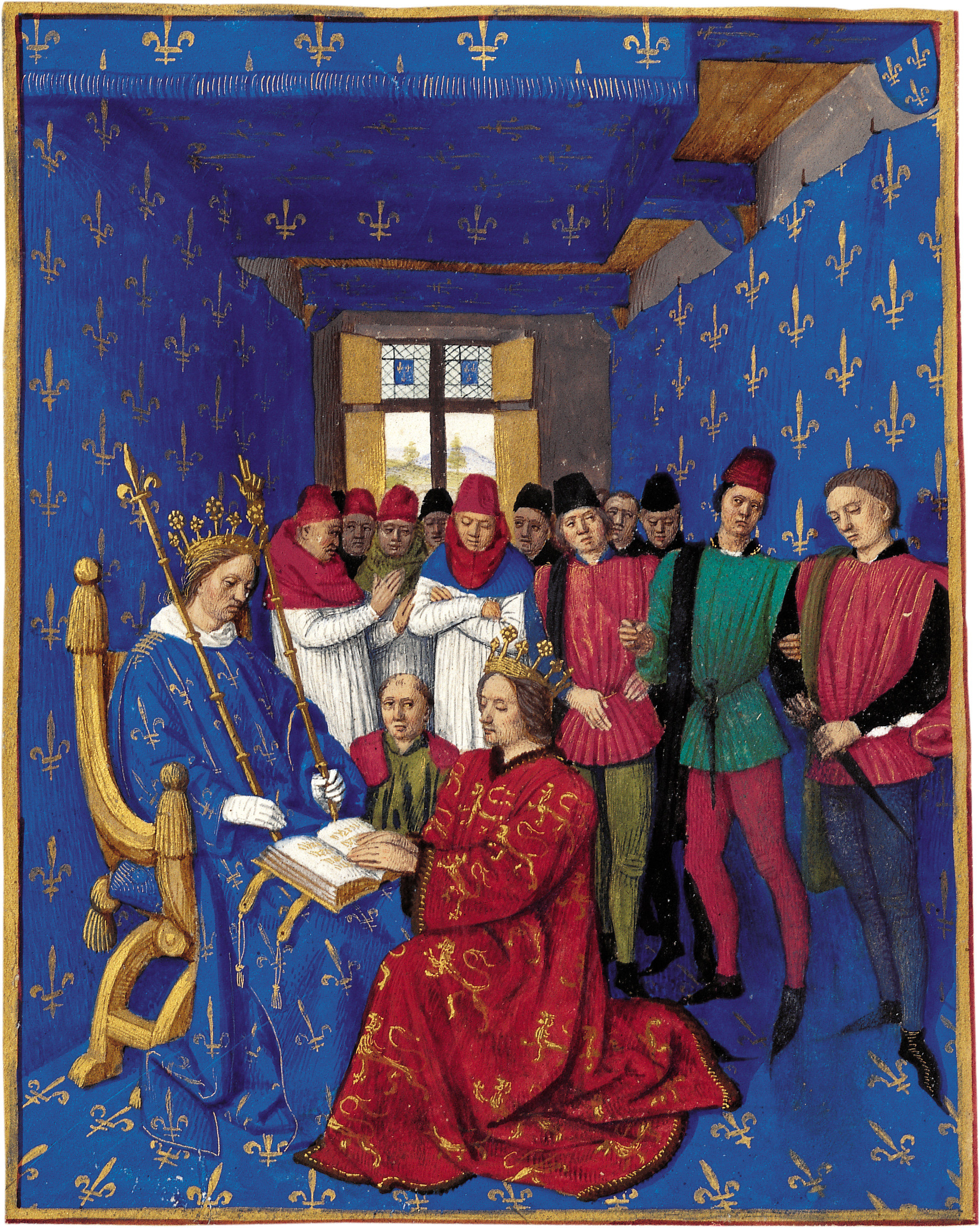
A l'origine de la guerre de cent ans : L'hommage d'Édouard Ier d'Angleterre à Philippe le Bel, roi de France, le 5 juin 1286, dans une salle du palais royal, en présence de la cour. Enluminure extraite des Grandes Chroniques de France, Tours, vers 1455-1460. BnF, département des Manuscrits, Français 6465, fol. 30 v.

Si les contemporains ont ressenti dès la fin du XIVe siècle[réf. nécessaire] l'exceptionnelle durée du conflit, ce n'est qu'au XIXe siècle que la formule « guerre de Cent Ans » s'impose dans l'historiographie.
D'après les recherches du médiéviste Philippe Contamine (1932-2022), elle apparaît pour la première fois dans le Tableau chronologique de l'Histoire du Moyen Âge de Chrysanthe Desmichels, édité à Paris en 1823. Le même auteur a en réalité déjà employé cette expression dans un manuel scolaire de 1820.
Le premier manuel scolaire utilisant cette formule date de 1839 (M. Boreau, L'Histoire de France à l'usage des classes), destiné aux élèves de 6 à 12 ans (enseignement primaire). Le premier ouvrage historique titré La Guerre de cent ans est publié en 1852 par Théodore Bachelet,.

## Forces en présence

### Royaume de France

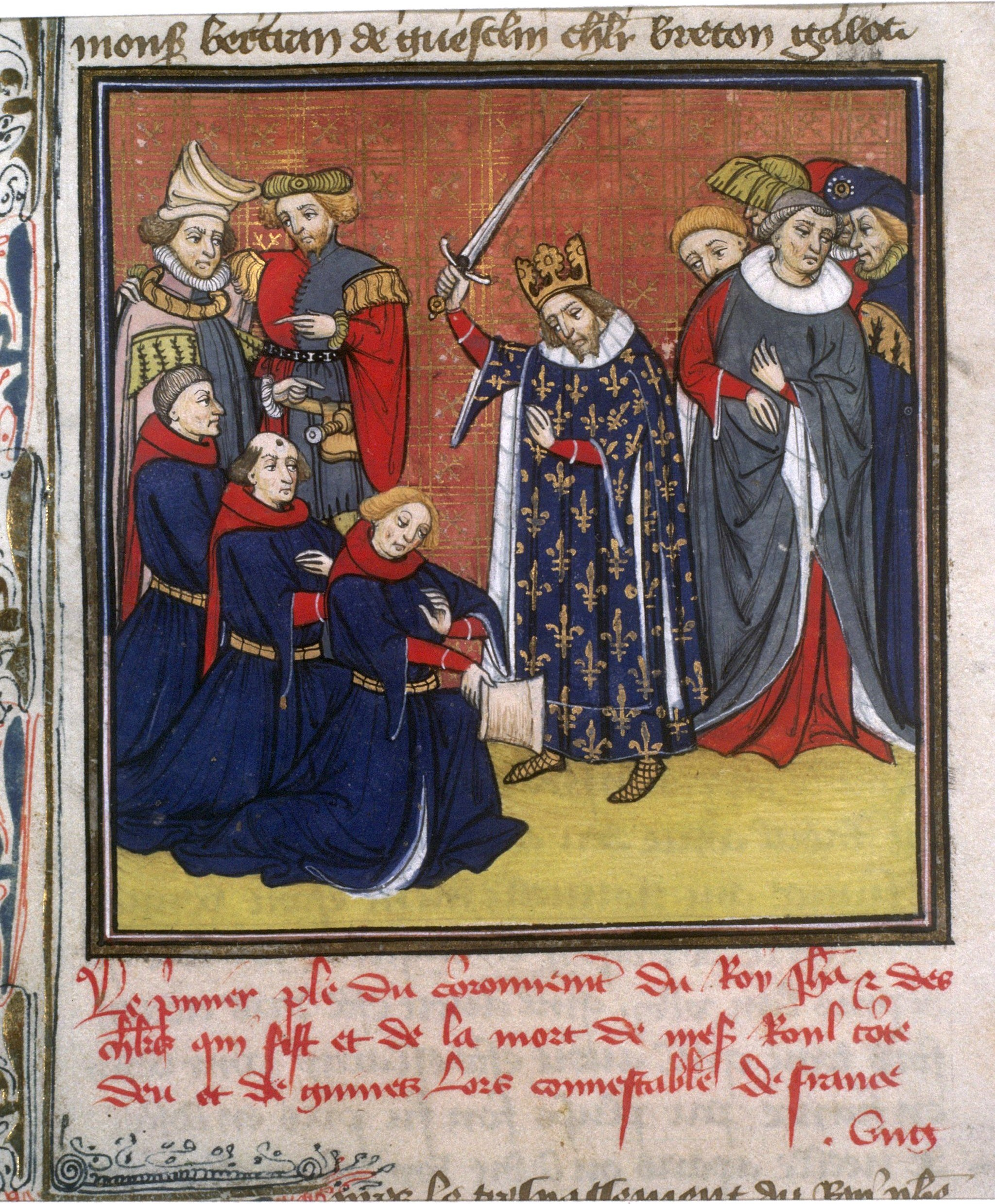
Le royaume de France est un régime féodal qui donne une grande place à la chevalerie. Sur cette enluminure, Jean II le Bon adoube des chevaliers. Miniature de l'atelier du Maître de Virgile tirée d'un manuscrit des Grandes Chroniques de France, BNF, Fr.73.

Au début du XIVe siècle, le royaume de France, irrigué par de grands bassins fluviaux, bénéficiant d'un climat favorable et d'une agriculture florissante, compte entre 16 et 17 millions d'habitants,,, ce qui en fait la première puissance démographique d'Europe. En 1328, une grande enquête administrative portant sur près des trois quarts de la population et recensant les feux fiscaux, permet de donner un aperçu du territoire. On y compte 2 469 987 foyers soit environ 12 millions d'habitants et 32 500 paroisses. Paris, à elle seule, compte, selon ce recensement, plus de 200 000 habitants. Cette augmentation de la population n'est pas sans effet sur l'aménagement du territoire, puisqu'une grande partie des forêts est défrichée au profit de l'agriculture fondée sur un régime féodal et religieux très hiérarchisé. La capacité agricole et le développement massif de l'énergie hydraulique permettent de nourrir la population (il n'y a plus eu de famine depuis le XIIe siècle). Avec la croissance proto-industrielle de l'usage du fer, avec l'apparition de nouvelles techniques de labour ou d'attelage mais aussi l'utilisation du cheval au détriment du bœuf, des zones peu fertiles peuvent avoir des exploitations qui fournissent de la nourriture à une population dense, la noblesse quant à elle ayant pour devoir de défendre les terres.
Plus que sa population, le Royaume est imposant aussi par sa taille. Au couronnement de Philippe VI de Valois, la France s'étend de l'Escaut aux Pyrénées, de l'océan Atlantique au Rhône, à la Saône et à la Meuse, un pays que l'on met « 22 jours à traverser du nord au sud et 16 d'est en ouest » selon Gilles Le Bouvier au XVe siècle soit près de 424 000 km2,. Près de soixante régions se différencient entre elles par de grandes disparités linguistiques, culturelles, historiques voire, à certains moments, religieuses (comme les cathares au sud au siècle précédent). Ainsi, le Nord du Royaume parlant la langue d'oïl et proche du berceau de la dynastie capétienne, possédait de riches terres agricoles et une population plus nombreuse (14 foyers par km2 pour l'Île-de-France et jusqu'à 22 foyers par km2 pour les bailliages de Senlis et de Valois pour une moyenne de 7,9 foyers par km2) se démarquant nettement du Sud. Ce dernier, où la langue d'oc était utilisée, avait une culture imprégnée par l'ancienne présence romaine mais était aussi plus pauvre sur le plan agricole (en revanche, l'élevage y était plus riche) et moins peuplé (près de 4 foyers par km2 pour les comtés de Bigorre, de Béarn par exemple), mais surtout il était plus indépendant vis-à-vis du roi, car si ce dernier transférait une partie de son autorité entre les mains de ses vassaux, il devait tenir compte de leur avis. Toutefois le souverain ne se privait pas de s'immiscer dans la politique intérieure de ses subordonnés puisque depuis le XIIe siècle, il bénéficiait de pouvoirs inégalés jusque-là. Il était au sommet d'une pyramide où les échelons inférieurs lui devaient fidélité.
Le clergé joue un rôle social majeur dans cette organisation de la société. Les clercs, sachant lire et compter, gèrent les institutions ; les religieux font fonctionner les œuvres caritatives et les écoles (voir Éducation au Moyen Âge en Occident) ; par le biais des fêtes religieuses, le nombre des jours chômés atteint 140 par an. Toutefois sur ce plan aussi une différence Nord/Sud existe. Le Midi, moins marqué par la renaissance carolingienne et les ordres religieux que le Nord, se tournait essentiellement vers les sciences telles que la médecine alors que le Nord avait une préférence pour la philosophie ou la théologie. Deux villes démontrent ce clivage, Paris et Montpellier ; alors que la première possédait une des universités les plus réputées du monde chrétien sur le plan théologique, la seconde avait quant à elle une des plus prestigieuses facultés de médecine d'Occident où il n'était pas rare de voir des étudiants venus du Moyen-Orient ou d'Afrique du Nord y étudier.
De la même manière, la noblesse doit conjuguer richesse, pouvoir et bravoure sur le champ de bataille : vivant du labeur des paysans, le maître se doit de manifester sa bravoure et sa loyauté envers eux. L'Église a œuvré pour canaliser les chevaliers-brigands dès la fin du Xe siècle. À partir du concile de Charroux en 989, les hommes en armes sont priés de mettre leur puissance au service des pauvres et de l'Église et deviennent des milites Christi (« soldats du Christ »). Depuis le XIIIe siècle, le roi de France a réussi à faire admettre l'idée que son pouvoir de droit divin lui permettait de créer des nobles (voir Anoblissement). La noblesse se différencie donc du reste de la population par son sens de l'honneur et doit faire montre d'esprit chevaleresque, protéger le peuple et rendre justice en préservant un certain confort matériel. Elle doit justifier sur le champ de bataille son statut social : l'adversaire doit être vaincu face à face dans un combat héroïque. L'armée est donc structurée autour de la chevalerie la plus puissante d'Europe, cavalerie lourde combattant de front, au corps à corps. Cette volonté de briller sur les champs de bataille est accrue par l'habitude de l'époque de faire des prisonniers et de monnayer leur libération contre rançon. La guerre devient donc très lucrative pour les bons combattants et les risques d'être tué sont donc amoindris pour les autres. Depuis Philippe le Bel, le roi peut convoquer « le ban et l'arrière-ban », c'est-à-dire tous les hommes libres de 15 à 60 ans, de toute condition (chevaliers et paysans, jeunes et vieux, riches et pauvres). Vers 1340, Philippe VI de Valois peut compter sur 30 000 hommes d'armes ainsi que 30 000 hommes de pied. Numériquement, c'est inégalable, car l'entretien d'un tel nombre de combattants représente un coût extraordinairement élevé, mais c'est une armée hétéroclite et peu disciplinée.
Pour asseoir leur pouvoir face à la grande noblesse et à la papauté, les Capétiens ont donné des gages au peuple : créations de villes franches avec octroi de chartes de franchises, création des états généraux… L'équilibre social passe par l'acceptation par le peuple d'un pouvoir royal fort, qui l'émancipe de l'arbitraire féodal, et une administration de plus en plus centralisée qui lui assure un certain confort matériel. À la veille de la guerre de Cent Ans, ce système se fragilise car à la suite de la croissance démographique qui a lieu depuis le Xe siècle, on assiste à une surpopulation des campagnes et à une demande d'autonomie des villes,,. La taille des parcelles des paysans se réduit et les prix agricoles chutent : les ressources fiscales de la noblesse diminuent et il devient impératif de briller sur le champ de bataille pour renflouer ses finances. Or l'équipement d'un chevalier coûte toujours plus cher.
En trois siècles, les rois capétiens ont réussi à consolider leur autorité et à agrandir leur territoire aux dépens des Plantagenêts. Le prestige royal de la France est immense et, au temps de Philippe IV le Bel, le réseau d'alliances françaises s'étend jusqu'en Russie. Toutefois, malgré les confiscations territoriales de Philippe Auguste, saint Louis et Philippe IV le Bel, les rois d'Angleterre ont conservé l'étroit duché de Guyenne et le petit comté de Ponthieu : le roi d'Angleterre est ainsi le vassal du roi de France.

### Royaume d'Angleterre

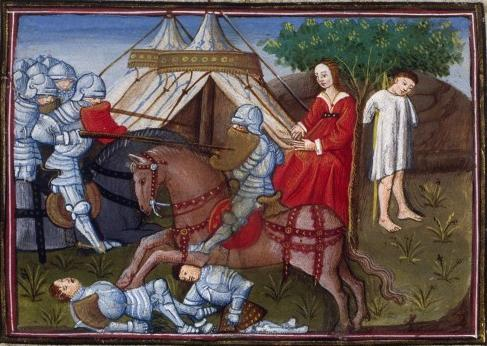
Yvain secourant la damoiselle. Enluminure tirée d'une version de Lancelot du Lac du XVe siècle. Le chevalier doit avoir un comportement loyal, le combat est l'occasion de justifier son statut social.

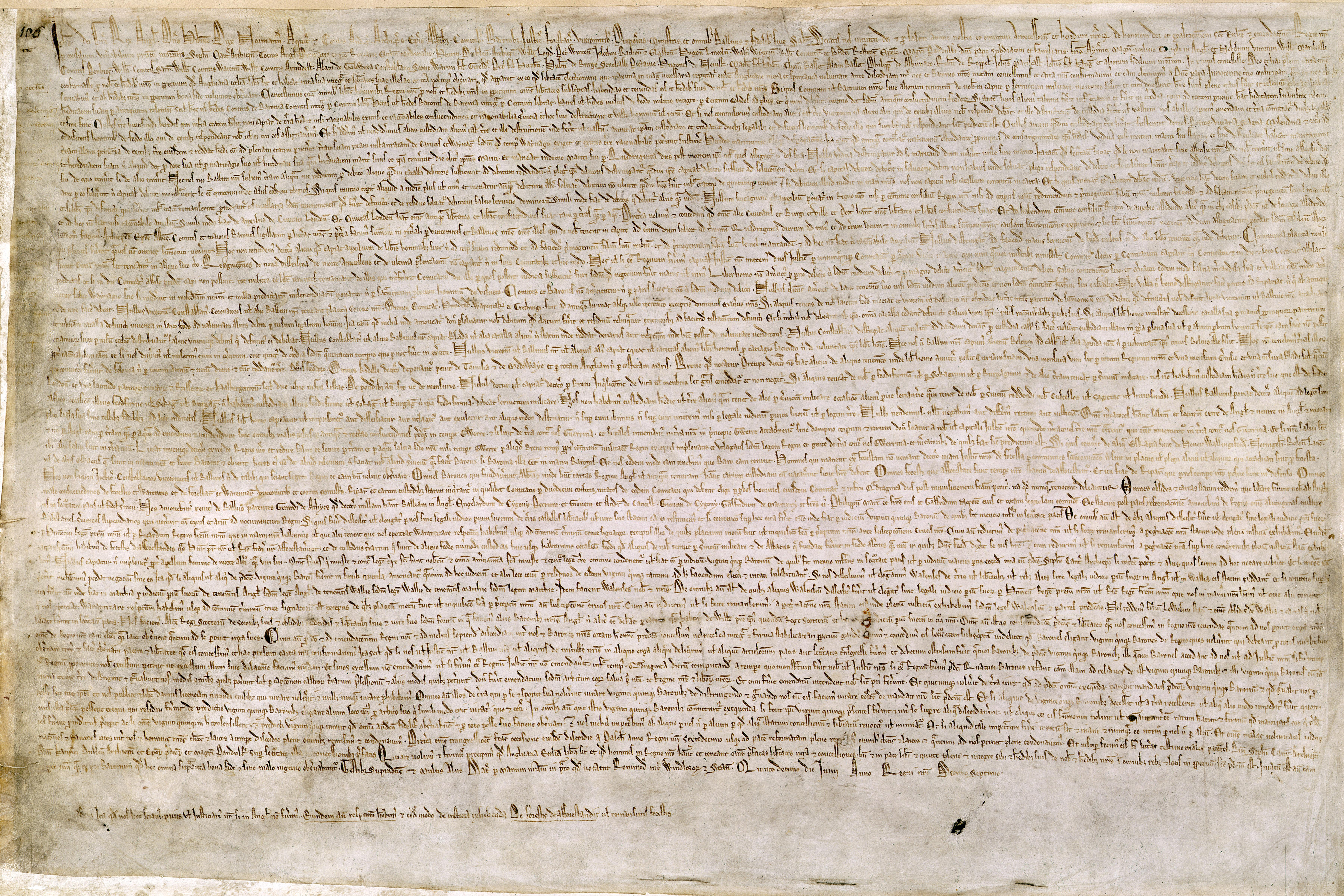
La Magna Carta, ou Grande Charte.

Le royaume d'Angleterre, beaucoup moins peuplé avec quatre millions d'habitants, est touché par le refroidissement climatique européen à partir du XIIIe siècle et doit renoncer à certaines productions agricoles (le vin, par exemple, produit auparavant dans tout le Sud de l'Angleterre, ne l'est plus qu'en Guyenne,) et opter pour une économie fondée sur la spécialisation et le commerce. Le climat pluvieux et les pâturages verdoyants favorisent l'élevage (plus particulièrement des ovins) permettant une importante production de laine utilisée par les tisserands et les drapiers (les ovins anglais produisent une laine particulièrement fine et d'excellente qualité pour le filage). L'artisanat, le commerce et donc les villes se sont développés. Les habitants des villes ont surtout besoin de liberté d'entreprendre et de limiter la pression fiscale (une grande partie des finances de l'État vient de la taxe sur la laine),. De même, les propriétaires fonciers (barons et clergé) voient d'un mauvais œil l'augmentation des impôts rendue nécessaire par le financement de la guerre contre Philippe Auguste, d'autant que Jean sans Terre accumule défaites et pertes territoriales. Ce dernier doit leur concéder la Grande Charte de 1215 qui mène à un pouvoir de contrôle sur la fiscalité par le Parlement d'Angleterre.
Le commerce rend l'Angleterre très dépendante de la Guyenne (car elle produit des vins supérieurs en qualité et en quantité à ceux d'Angleterre), des Flandres (dont les drapiers achètent la laine) et de la Bretagne (qui lui vend du sel indispensable à la conservation des aliments).
Depuis deux siècles, la souveraineté sur l'Ouest de la France, du duché d'Aquitaine au riche et puissant comté de Flandre, est à l'origine de conflits et d'intrigues entre Capétiens et Plantagenêts. Cette lutte, commencée au milieu du XIIe siècle avec un énorme avantage pour les Plantagenêts (qui possédaient alors l'Anjou, la Normandie, le Maine, le Poitou, l'Aquitaine et le Limousin), se termine par la confiscation de la majeure partie de leurs possessions au profit du roi de France. Du grand empire Plantagenêt, il ne reste plus qu'une Aquitaine diminuée et réduite à la côte gasconne et à Bordeaux, nommée Guyenne.
La langue des élites est l'anglo-normand, pour l'essentiel de l'ancien normand, fortement influencé par le dialecte angevin à l'époque des Plantagenêts et de manière moindre par l'anglo-saxon, et cela, jusqu'en 1361 (décret d'Édouard III), bien que l'anglo-saxon continue d'être employé par le peuple.
D'autre part, l'Angleterre doit faire face à la deuxième guerre d'indépendance d'Écosse (1332 à 1357). Depuis 1296, profitant de la mort d'Alexandre III sans héritier mâle et d'une tentative de prise de contrôle par mariage, l'Angleterre considère l'Écosse comme un État vassal. Cependant, les Écossais ont contracté avec la France, la Vieille Alliance, le 23 octobre 1295, et Robert Bruce, lors de la bataille de Bannockburn, a écrasé la chevalerie anglaise pourtant très supérieure en nombre grâce à une armée essentiellement composée d'hommes d'armes à pied protégés des charges par un premier rang de piquiers. Les Anglais adaptent donc leur manière de combattre en diminuant la cavalerie mais en utilisant plus d'archers et d'hommes d'armes à pied protégés des charges par des pieux plantés dans le sol (ces unités, pour accroître leur mobilité, se déplacent à cheval mais combattent à pied). Édouard III met en œuvre cette nouvelle façon de combattre en soutenant Édouard Balliol contre les partisans de David II d'Écosse, le fils de Robert Bruce. Grâce à cette tactique, les Anglais remportent plusieurs batailles importantes dont la bataille de Dupplin Moor en 1332 et celle de Halidon Hill en 1333,. David II doit s'enfuir et trouve refuge en France où il est accueilli par Philippe VI de Valois,. Édouard Balliol devient roi d'Écosse, vassal de l'Angleterre et est honni par son peuple. Grâce à cette campagne, Édouard III peut disposer d'une armée moderne et rodée aux nouvelles tactiques (il y a aussi expérimenté la stratégie des chevauchées qui consiste à piller le pays sur de grandes distances grâce à une armée montée).
En effet, dans les années 1310-1330, la réduction de la proportion de cavaliers, et en particulier de cavaliers lourds, dans les troupes combattantes est l'évolution la plus importante par rapport à l'armée féodale traditionnelle. La diminution du nombre de propriétaires terriens suffisamment riches pour s'équiper en chevalier en est la principale cause. Il est donc décidé de recruter dans les catégories sociales inférieures, suivant un système de conscription, un corps armé moins onéreux à équiper ; l'infanterie également appelée « gens de pied », composés eux-mêmes de fantassins et de gens de trait (archers et arbalétriers). Selon les besoins, chaque paroisse est chargée de fournir un certain nombre d'hommes valides, entraînés et équipés qui ne sont payés qu'en cas de guerre à l'extérieur du pays ; le roi peut ainsi exiger que tout propriétaire foncier jouissant d'un revenu de 40 livres sterling réponde à son appel, et comme en France, il peut mobiliser l'ensemble de la population. Ces fantassins appartiennent tous à la partie supérieure de la paysannerie, car ils doivent fournir leur équipement et leur bidet pour leur déplacement. Cette infanterie montée devenait alors plus mobile et économisait ses forces pour le combat. La cavalerie légère, était représentée par les hobelars qui appartenaient le plus souvent à la classe aisée des propriétaires terriens. Le hobelar est équipé d'un plastron de cuir, d'un casque et des gantelets de fer, une épée, un couteau et une lance. L'archer monté était également représenté dans la classe aisée des propriétaires terriens. Son arme, le grand arc longbow, un arc encombrant de 2 m de haut, fera des ravages lors des batailles de la guerre de Cent Ans. Placés généralement en rangs serrés sur les ailes, abrités derrière une palissade principalement composée de pieux taillés en pointes, mais également derrière des charrettes et autres obstacles, ces archers étaient capables de décocher 6 flèches à la minute, faisant ainsi pleuvoir une pluie de flèches qui décime les charges ennemies. Ce corps des archers montés remplace entre 1320-1330 le corps des arbalétriers (à pied). Pour les autres classes de la paysannerie, ils composent selon le cas le corps des archers à pied, le corps des coutiliers ou celui des épéistes. Les troupes anglaises privilégient donc la défense sur l'attaque.

## Origines du conflit
Si on trouve les raisons profondes du conflit dans la crise démographique, économique et sociale que traverse l'Europe du XIVe siècle, le déclenchement de la guerre est motivé par la montée progressive de la tension entre les rois de France et d'Angleterre au sujet de la Guyenne, des Flandres et de l'Écosse. La question dynastique, posée par une interruption de la descendance mâle directe des Capétiens, avec la disparition du dernier fils de Philippe IV le Bel, en est le prétexte officiel.

### Causes culturelles, démographiques, économiques et sociales du conflit

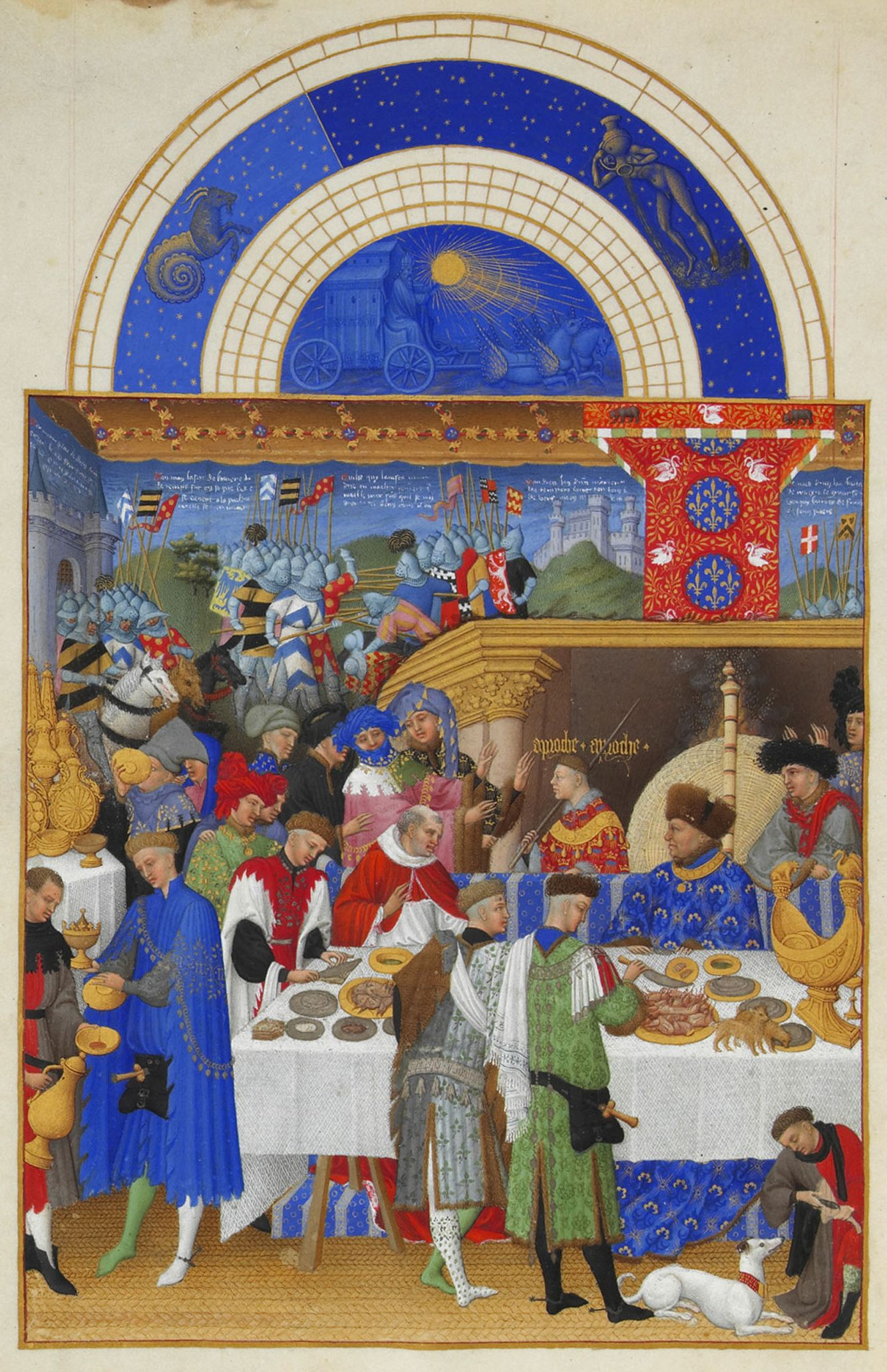
Table de Jean Ier de Berry, vers 1411-1416. Au XVe siècle, vin et viandes sont au menu de la table des nobles. Les Très Riches Heures du duc de Berry, mois de janvier, musée Condé, Ms.65, f.1.

Alors que, sous l'effet des progrès des techniques agraires et des défrichements (essartages), la population s'accroît en Occident depuis le Xe siècle, on franchit un seuil qui dépasse les capacités de productions agricoles dans certaines zones d'Europe dès la fin du XIIIe siècle. Avec le jeu des partages successoraux les parcelles subissent un morcellement et se réduisent : leur surface moyenne diminue des deux tiers entre 1240 et 1310. Certaines régions, comme les Flandres, sont en surpopulation et essaient de gagner des terres cultivables sur la mer ; néanmoins, pour couvrir leurs besoins, elles optent pour une économie de commerce permettant d'importer les denrées agricoles. En Angleterre, dès 1279, 46 % des paysans ne disposent que d'une superficie cultivable inférieure à 5 hectares, surface minimum pour nourrir une famille de cinq personnes. En France, la situation est à peine meilleure, en 1311 à Garges près de Paris (voir Garges-lès-Gonesse), plus de deux tiers des habitants possèdent un terrain inférieur à 34 ares si l'on y compte la maison qui prend près de 20 ares, dans ce contexte, la moindre catastrophe naturelle peut ruiner une famille. La population rurale s'appauvrit, le prix des produits agricoles baisse et les revenus fiscaux de la noblesse diminuent alors que la pression fiscale augmente, faisant croître les tensions avec la population rurale.
Beaucoup de paysans tentent donc leur chance comme saisonniers dans les villes pour des salaires très faibles, engendrant aussi des tensions sociales en milieu urbain. Le refroidissement climatique provoque de mauvaises récoltes qui se traduisent, avec la pression démographique, en famines (qui avaient pourtant disparu depuis le XIIe siècle) dans le nord de l'Europe en 1314, 1315 et 1316 : Ypres perd 10 % de sa population et Bruges 5 % en 1316. L'essor des villes accroît ce déficit et le ravitaillement doit être assuré par un commerce à plus ou moins longue distance. D'autre part, des consommateurs, au niveau de vie plus élevé grâce à la prospérité générale, réclament une nourriture plus abondante et plus variée : la mode de boire du vin se répand largement dans la noblesse ; pour toutes les classes de la société, le companagium (l'accompagnement du pain) devient plus abondant et plus riche. L'enrichissement de la société et les nouvelles demandes en produits à plus forte valeur ajoutée poussent les paysans à diversifier leurs productions. Le vignoble se développe avec la demande : ceux du Nord et de l'Est de la France augmentent leur production. Les souverains anglais, qui ne possèdent sur le continent que la Guyenne, y font croître le vignoble ; au même moment, les ducs de Bourgogne encouragent la production et l'exportation des vins de Beaune. Cette diversification de l'agriculture accroît le déficit en produits de base dans l'alimentation de l'époque.
Surtout, l'incapacité de l'État à faire accepter l'impôt l'oblige pour équilibrer son budget à user de mutations monétaires. Ce qui revient à alléger la dette de l'État en dévaluant la monnaie. Ceci a entre autres pour effet de diminuer les revenus fonciers qui sont fixés contractuellement.
La noblesse doit compenser la diminution de ses revenus fonciers et la guerre en est un excellent moyen grâce aux rançons perçues après capture d'un adversaire, au pillage et à l'augmentation des impôts justifiée par la guerre. La noblesse, et plus particulièrement la noblesse anglaise dont les revenus fonciers sont plus touchés, adopte donc un comportement belliciste. En France, le roi Philippe VI de Valois doit renflouer les caisses de l'État et une guerre permet de lever des impôts exceptionnels.

### Sphères d'influences économiques et culturelles de la France et de l'Angleterre
- Possessions de Jeanne de Navarre
- États pontificaux
- Territoires contrôlés par Édouard III

Sphères d'influence et principaux axes commerciaux au royaume de France en 1337.
Possessions de Jeanne de Navarre
États pontificaux
Territoires contrôlés par
Zone d'influence économique anglaise
Zone d'influence culturelle française

Depuis Louis IX, la modernisation du système juridique attire dans la sphère culturelle française de nombreuses régions limitrophes. En particulier, en terres d'Empire, les villes du Dauphiné ou du comté de Bourgogne recourent à la justice royale pour régler des litiges : le roi envoie ainsi le bailli de Mâcon qui intervient à Lyon pour y régler des différends, comme le sénéchal de Beaucaire qui intervient à Vivier ou à Valence. Les rois de France savent attirer à leur cour la noblesse de ces régions en allouant des rentes et en se livrant à une habile politique matrimoniale. L'hommage prêté au roi de France par les comtes de Savoie contre l'octroi de pensions, la mort héroïque à Crécy du roi de Bohême Jean de Luxembourg, beau-père de Jean le Bon, et la cession du Dauphiné à Philippe VI par le comte Humbert II du Viennois ruiné par son incapacité à lever l'impôt et sans héritier après la mort de son fils unique sont de parfaites illustrations de ce phénomène. Inversement, le fait que le roi d'Angleterre soit vassal du roi de France pour la Guyenne lui pose problème car tous les litiges peuvent être réglés à Paris et donc en sa défaveur.
L'essor du commerce a rendu certaines régions dépendantes économiquement de l'un ou l'autre royaume. À cette époque, le transport de marchandises s'effectue essentiellement par voie maritime ou fluviale. La Champagne et la Bourgogne alimentent Paris par la Seine et ses affluents et sont donc pro-françaises. La Normandie est partagée car elle est le point d'union entre ce bassin économique et la Manche qui devient une zone d'échanges de plus en plus intenses grâce aux progrès des techniques maritimes (le contournement de la péninsule Ibérique par les navires italiens devient de plus en plus fréquent). L'Aquitaine qui exporte son vin en Angleterre, la Bretagne qui exporte son sel et les Flandres qui importent la laine anglaise ont tout intérêt à être dans la sphère d'influence anglaise.
Ainsi, les Flamands, voulant échapper à la pression fiscale française, se révoltent de manière récurrente contre le roi de France, d'où les batailles successives de Courtrai (1302), de Mons-en-Pévèle (1304) et de Cassel (1328). Les Flamands apportent leur soutien au roi d'Angleterre, déclarant même en 1340 qu'Édouard III est le légitime roi de France. Les deux États ont donc intérêt à augmenter leurs possessions territoriales pour accroître leurs rentrées fiscales et renflouer leurs finances. Dès lors, les intrigues des deux rois pour faire passer la Guyenne, la Bretagne et les Flandres sous leur influence conduisent rapidement à la guerre entre les deux États : celle-ci s'étend finalement sur 116 ans.

### La question dynastique
Pour comprendre la question dynastique de 1328, il faut remonter une dizaine d'années dans le temps. En 1316, la mort de Louis X le Hutin, deux ans seulement après celle de son père Philippe le Bel, marque la fin du « miracle capétien » : de 987 à 1316, les rois capétiens ont toujours eu un fils à qui transmettre la couronne à leur mort. De sa première épouse, Marguerite de Bourgogne qui a été condamnée pour infidélité, Louis X le Hutin n'a qu'une fille, Jeanne de Navarre. À sa mort, sa seconde femme attend un enfant. Un fils naît : Jean Ier le Posthume, mais il ne vit que quatre jours avant de mourir.
Cas inédit jusqu'alors, l'héritier direct du royaume de France se trouve donc être Jeanne de Navarre, une femme. La décision qui est prise à ce moment est très importante, car elle devient coutume et va être appliquée sur la question dynastique qui va se poser en 1328. L'infidélité de la reine Marguerite n'est qu'un prétexte pour écarter sa fille Jeanne, et choisir Philippe V le Long (frère de Louis X le Hutin) comme roi de France. En fait, il s'agit d'un choix géopolitique découlant du refus de voir un éventuel étranger épouser la reine et diriger le pays. Le choix du monarque français se fonde sur l'hérédité et le sacre, mais l'élection reprend ses droits en cas de problème. Les Capétiens avaient pris soin légalement de renforcer leurs possessions en rattachant à la couronne les fiefs de leurs vassaux morts sans héritiers mâles. Philippe le Bel avait introduit la « clause de la masculinité », selon l'expression de Jean Favier, en révisant, la veille de sa mort, le statut de l'apanage de Poitou qui, « faute d'héritier mâle, reviendrait à la couronne de France ». La loi salique n'est pas invoquée lors du choix du nouveau roi de France. Ce n'est que trente ans plus tard, vers 1350, qu'un bénédictin de l'abbaye de Saint-Denis, qui tient la chronique officielle du Royaume, invoque cette loi pour renforcer la position du roi de France dans le duel de propagande qu'il livre à Édouard III d'Angleterre. Cette loi date des Francs et indique que les femmes doivent être exclues de la « terre salique ». Le terme salique provient de la rivière Sala, aujourd'hui Yssel, aux Pays-Bas, terre des Francs saliens[source insuffisante]. Cette loi est reprise, adaptée à la situation et avancée comme argument de poids dans les disputes sur la légitimité du roi.
Après le court règne de Philippe V, mort lui aussi sans héritier mâle, c'est son plus jeune frère, Charles IV, qui, bénéficiant du précédent posé par son aîné, ceint à son tour la couronne en 1322. Mais son règne dure également peu de temps. Avant de mourir, sa femme étant enceinte, il demande que, si elle lui donne un fils, celui-ci soit roi. Si ce doit être une fille, il charge les nobles de choisir à qui reviendra la couronne.
Quand ce troisième et dernier fils de Philippe le Bel meurt sans descendant mâle en 1328, la question dynastique est la suivante : Isabelle de France, dernière fille de Philippe le Bel, a un fils, Édouard III, roi d'Angleterre. Peut-elle transmettre un droit qu'elle ne peut elle-même exercer selon la coutume fixée dix ans plus tôt ? Édouard III se propose comme candidat, mais c'est Philippe VI de Valois qui est choisi. Il est le fils de Charles de Valois, frère cadet de Philippe le Bel et descend donc par les mâles de la lignée capétienne. Les pairs de France (voir Pairie de France (Ancien Régime)) refusent de donner la couronne à un roi étranger, suivant la même logique de politique nationale que dix ans auparavant,. Avec bien des réticences, Édouard III d'Angleterre prête alors hommage à Philippe VI, étant son vassal au titre de la Guyenne,
Édouard III, ayant prêté hommage et reconnu pour roi Philippe VI de Valois, et ayant dû accepter des concessions en Guyenne (mais il se réserve le droit de réclamer les territoires arbitrairement confisqués), s'attend à ce qu'on lui laisse les mains libres en Écosse (voir Guerres d'indépendance de l'Écosse). Mais Philippe VI confirme son soutien à David Bruce. Édouard III saisit alors le prétexte de sa légitimité royale pour déclencher la guerre.

### La querelle de Guyenne: le problème de la souveraineté
- Aquitaine : fief du roi d'Angleterre en France en 1328.
- Royaume de France.
- Possessions des Plantagenêt en France sous Henri II Plantagenêt en 1180.

France en 1328.
Aquitaine : fief du roi d'Angleterre en France en 1328.
Royaume de France.
Possessions des Plantagenêt en France sous en 1180.

Cette querelle est encore plus importante que la question dynastique pour expliquer le déclenchement de la guerre. La Guyenne pose un problème considérable aux rois de France et d'Angleterre : Édouard III se trouve être le vassal de Philippe VI de France et doit donc reconnaitre la souveraineté du roi de France sur la Guyenne. Dans la pratique, un jugement rendu en Guyenne peut être soumis à un appel devant la cour de Paris et non pas à Londres. Le roi de France a donc le pouvoir de révoquer toutes les décisions juridiques prises par le roi d'Angleterre en Aquitaine, ce qui est bien sûr totalement inacceptable pour les Anglais. Dès lors, la souveraineté sur la Guyenne fait l'objet d'un conflit larvé entre les deux monarchies depuis plusieurs générations.
En 1323, le père de Philippe VI, Charles de Valois, en expédition pour le compte du roi Charles IV le Bel, fait saisir une bastide fortifiée construite par les Anglais à Saint-Sardos, en plein territoire du duc de Guyenne, malgré les plus vives protestations et recours en justice d'Édouard II d'Angleterre et du seigneur voisin Raymond-Bernard de Montpezat. Ce dernier réplique par les armes le 16 octobre 1323, alors que le procureur du roi de France se trouve à Saint-Sardos pour officialiser l'alliance. À la tête de sa troupe, renforcée d'éléments anglais, le seigneur de Montpezat attaque le château de Saint-Sardos et ruine le village. Il fait passer la garnison au fil de l'épée et le représentant de Charles IV est pendu. Devant ce prétexte tout trouvé, le Parlement, arguant que le duc de Guyenne n'avait pas prêté hommage à son suzerain, confisque le duché en juillet 1324. Le roi de France envahit la quasi-totalité de l'Aquitaine mais accepte de mauvaise grâce de restituer ce territoire en 1325. Pour recouvrer son duché, le roi Édouard II d'Angleterre doit transiger : il envoie son fils, le futur Édouard III, prêter l'hommage mais le roi de France ne lui propose qu'une Guyenne amputée de l'Agenais. Les choses semblent se débloquer en 1327 à l'avènement d'Édouard III qui recouvre son duché contre la promesse d'une indemnité de guerre. Mais les Français, faisant traîner en longueur la remise des terres, forcent Édouard III à venir prêter hommage, ce qu'il fait le 6 juin 1329. Cependant, lors de cette cérémonie, Philippe VI fait consigner que l'hommage n'est pas prêté pour les terres qui ont été détachées du duché de Guyenne par Charles IV le Bel (en particulier l'Agenais). Édouard considère que son hommage n'implique pas la renonciation de la revendication des terres extorquées,.

### Intrigues et déclaration de guerre
La tension monte entre les deux souverains d'autant que la noblesse pousse au conflit. Elle débouche inévitablement sur une déclaration de guerre en 1337.
Le roi de France aide les Écossais dans leur combat contre l'Angleterre. C'est la politique menée depuis plusieurs siècles par les rois capétiens : il s'agit de la Vieille Alliance (l'« Auld Alliance »). Le roi d'Écosse, David Bruce (voir David II (roi d'Écosse)), a été chassé par Édouard III en 1333 et Philippe VI l'héberge à Château-Gaillard et réarme ses partisans en attendant qu'il ait reconstitué des forces suffisantes pour reprendre pied en Écosse.
En 1334, il convoque les ambassadeurs anglais, dont l'archevêque de Cantorbéry et leur précise que l'Écosse de David Bruce est comprise dans la paix,. En 1335, David Bruce peut attaquer les îles Anglo-Normandes grâce à une flotte financée par Philippe VI. C'est un échec, mais cela fait craindre à Édouard III une invasion de l'Angleterre.
Édouard III intrigue en Flandre, son mariage avec Philippa de Hainaut lui permet de tisser des liens dans le Nord de la France et dans le Saint-Empire : Robert d'Artois est réfugié à Londres depuis 1336, il a acheté l'alliance du comte de Hainaut ainsi que celle de l'empereur Louis de Bavière pour 300 000 florins et le duc de Brabant ainsi que le comte Gueldre se tournent vers lui. Les Flamands sont outrés par le ralliement du comte Louis Ier de Flandre au roi de France et de la pression fiscale qui s'ensuit, mais en cas de relance du conflit avec le roi de France, ils devraient verser une lourde amende au pape (qui a le pouvoir de les excommunier ou de jeter l'interdit sur les villes flamandes). Il est prévu avec Jacob van Artevelde (l'homme fort de l'opposition flamande) que les Flandres reconnaissent Édouard comme roi de France ce qui permet de contourner cet accord. Louis de Nevers réagit en arrêtant des marchands anglais. Édouard III coupe l'approvisionnement en laine de cette région en août 1336, menaçant son économie constituée essentiellement de draperie et de tissage. Mais surtout, il soutient l'industrie textile du Brabant auquel il est allié et prend des mesures incitatives pour faire venir en Angleterre les tisserands flamands désœuvrés pour y créer sa propre industrie textile. Si la Flandre reste neutre ou prend le parti du roi de France, elle risque de perdre tout son pouvoir économique et est menacée de ruine. La Flandre se révolte donc contre les Français en 1337.
La réouverture du conflit aquitain et le soutien apporté par les Valois à ses adversaires écossais amènent Édouard III à faire de ses prétentions au trône de France un moyen de justifier sa cause. Par mesure de rétorsion, Philippe VI décide donc de confisquer la Guyenne pour félonie le 24 mai 1337. Édouard III d'Angleterre réplique en revendiquant la couronne de France. Le 7 octobre 1337, un archevêque est envoyé à Paris pour jeter le gant à « Philippe, qui se dit roi de France ». La guerre commence.

## Principales phases du conflit
La guerre de Cent Ans comprend deux grands mouvements qui répondent à une même structure : une première période, de 1337 à 1380, qui voit l'effondrement de la puissance de la monarchie française, puis une période de crise suivie d'un rétablissement et d'une seconde période, de 1415 à 1453, reproduisant le même cycle : effondrement, crise, rétablissement. Ces deux périodes sont séparées par une longue trêve provoquée par des conflits de pouvoir dans les deux camps.
On peut subdiviser chacune de ces deux grandes périodes en deux phases :

Territoires contrôlés par les Français.
Territoires contrôlés par les Anglais.
Territoires contrôlés par le duc de Bourgogne.

- de 1337 à 1364, le génie tactique d'Édouard III d'Angleterre entraîne une succession de victoires anglaises sur la chevalerie française. La noblesse française est complètement discréditée et le pays sombre dans la guerre civile. À la suite du traité de Brétigny, une grande partie de la France est contrôlée par les Anglais ;
- de 1364 à 1380, Charles V le Sage entame une patiente reconquête du territoire. Le roi a compris que la victoire finale se jouerait sur le sentiment d'appartenance nationale. Il laisse les Anglais ravager la campagne par des chevauchées alors que lui-même soulage la population en envoyant les Grandes compagnies combattre en Castille. Évitant les batailles rangées qui ont été désastreuses durant la première phase du conflit, il reprend progressivement plusieurs places fortes à l'ennemi. En 1375, Édouard III ne contrôle plus sur le continent que Calais, Cherbourg, Brest, Bordeaux, Bayonne, et quelques forteresses dans le Massif central ;
- de 1380 à 1429, la minorité puis la folie de Charles VI permettent aux « grands », les membres de la haute noblesse française, de prendre le contrôle du Royaume. Il en résulte une rivalité entre les ducs de Bourgogne et d'Orléans qui dégénère en guerre civile. Henri V en joue et reprend du terrain sur le continent. Il en résulte le désastre français de la bataille d'Azincourt. En 1419, l'assassinat de Jean sans Peur entraîne une alliance anglo-bourguignonne et l'effondrement du parti d'Armagnac. En vertu du traité de Troyes de 1420, Henri V épouse la fille de Charles VI, devient l'héritier de ce dernier et cumule les titres de roi d'Angleterre et de régent de France. Le dauphin Charles est déshérité. Cependant, à la suite de la mort prématurée d'Henri V, son fils Henri VI, âgé de quelques mois, prend le titre de roi de France et d'Angleterre ;
- de 1429 à 1453, les Anglais sont progressivement chassés de France. Jeanne d'Arc cristallise le sentiment national et assoit Charles VII sur le trône français en dépit du traité de Troyes qui l'avait déshérité. Les Anglais privés du soutien de la population sont lentement chassés du continent. En 1435, le traité d'Arras met fin à l'alliance anglo-bourguignonne et déséquilibre définitivement le rapport de force en faveur des Français. En 1453, les Anglais ne contrôlent plus que Calais à la suite de leur défaite subie à Castillon. Mais la paix n'est finalement signée qu'en 1475, sous les règnes de Louis XI et d'Édouard IV.

### Les victoires d'ÉdouardIII: de 1337 à 1364

#### La guerre par procuration

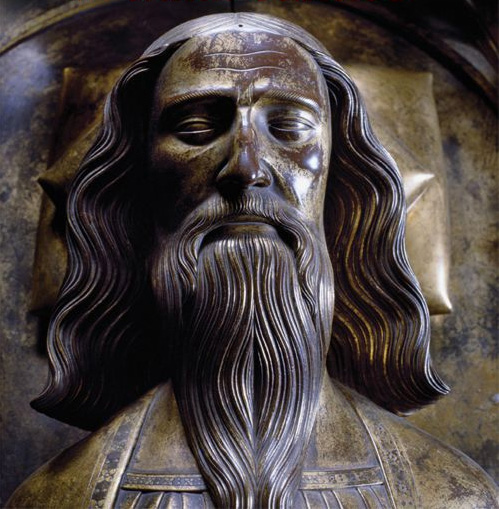
Édouard III, roi d'Angleterre
(gisant dans l'abbaye de Westminster).

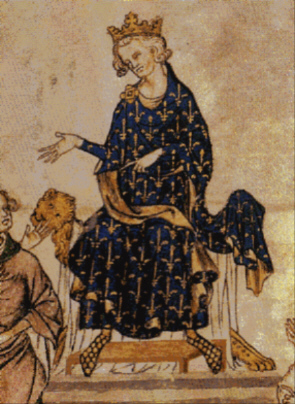
Philippe VI de Valois, roi de France
(détail de la miniature Le procès de Robert d'Artois, vers 1336, Paris, BnF, ms. français 18437, 2).

Si la guerre est déclarée en 1337, le conflit ne débute que plus tard. Les deux rois ne sont pas riches, et doivent négocier les impôts avec leur parlement respectif, voire emprunter l'argent nécessaire à la guerre.
Les belligérants commencent la guerre par alliés interposés. Ainsi, Édouard III d'Angleterre soutient Jean de Montfort contre Charles de Blois, parent de Philippe VI de Valois, lors de la guerre de Succession de Bretagne. De leur côté, les Français soutiennent les Écossais en guerre contre les Anglais.
Au début du conflit, tandis qu'Édouard III, en tant que petit-fils de Philippe le Bel, peut revendiquer la couronne de France, le roi de France, n'ayant pas de revendication sur la couronne d'Angleterre, n'a qu'un but : récupérer la Guyenne. Il lui faut donc contraindre Édouard III d'Angleterre à en accepter la confiscation et à mettre fin à ses prétentions à la couronne de France.
Les Français, avec le renfort de mercenaires génois, ont le rapport de force maritime pour eux. Ainsi, la flotte française pille régulièrement les ports anglais. Une stratégie de blocus est imaginée car le vin de Guyenne et le sel de Bretagne ou de Poitou sont vitaux pour l'Angleterre. Le commerce de la laine vers les Flandres et du vin de Bordeaux est interrompu et les finances anglaises sont au plus mal. Les drapiers flamands, sévèrement touchés par le conflit, se soulèvent contre leur comte Louis Ier de Flandre. Ils sont conduits par Jacob van Artevelde qui a pris le pouvoir en Flandres et s'allient au roi d'Angleterre.

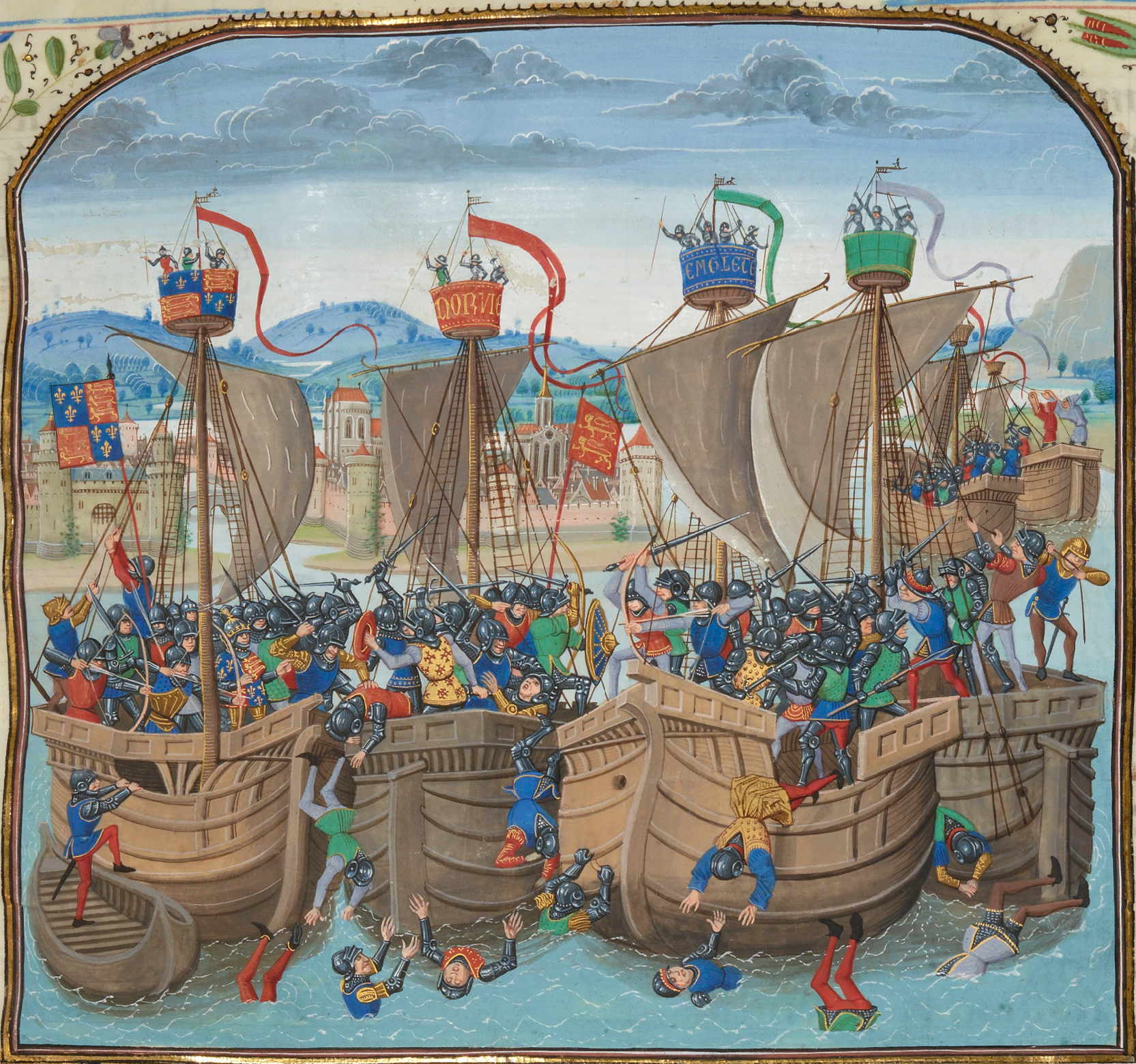
Bataille de L'Écluse à Sluys. Miniature de Loyset Liédet tirée des Chroniques de Jean Froissart, BNF, Fr.2643.

Le commerce ayant repris avec l'Angleterre, les Français envoient leur flotte à L'Écluse, à l'embouchure du canal reliant Bruges à la mer du Nord, pour imposer un blocus naval. Le 24 juin 1340, lors de la bataille de L'Écluse, la flotte française, y compris de nombreux navires bretons, subit une défaite totale qui inverse le rapport de force maritime. Cette défaite met fin au projet d'envoyer des troupes françaises soutenir les Écossais, et permet à Édouard III d'Angleterre de relancer le commerce de la laine. Au début des années 1340, le retour des laines anglaises ne ramène cependant pas la prospérité en Flandres et l'autorité de Jacob van Artevelde est de plus en plus contestée. De plus, le pape Clément VI ayant lancé une excommunication aux Flamands parjures, Louis II de Flandre parvient à reprendre pied dans le comté et force Jacob van Artevelde à répondre par une fuite en avant. Ce dernier désavoue le comte de Flandre et propose le comté à Édouard de Woodstock, fils d'Édouard III d'Angleterre, le futur Prince Noir. Mais il est trop tard pour lui. Contesté dans sa ville même de Gand, Jacob van Artevelde est assassiné lors d'une émeute le 17 juillet ou le 24 juillet 1345. La Flandre abandonne dès lors Édouard III et se rallie à la France.
- Principales batailles
- Chevauchée d'Édouard III en 1339
- Chevauchée d'Édouard III en 1346
- Chevauchée du Prince noir en 1355
- Chevauchée de Lancastre en 1356
- Chevauchée du Prince noir en 1356
- Chevauchée d'Édouard III en 1359-60

1re phase de la guerre de Cent Ans
Principales batailles

Fort de sa nouvelle maîtrise maritime, une armée d'Édouard III d'Angleterre débarque à Brest en 1343. Toutefois, son allié Jean de Montfort est capturé à Nantes, puis meurt en 1345. Charles de Blois reste seul prétendant au duché de Bretagne. Une trêve est signée en Bretagne, les Anglais gardent le contrôle de Brest jusqu'en 1397.
Redoutant une invasion anglaise, Philippe VI parvient à convaincre son vieil allié écossais d'attaquer l'Angleterre par le nord car, Édouard III ayant regroupé son armée au sud du pays, la frontière écossaise devrait être peu défendue. Le 7 octobre 1346, David II d'Écosse, roi d'Écosse, attaque l'Angleterre à la tête de 12 000 hommes. Mais il est défait et capturé à la bataille de Neville's Cross. Édouard III a les mains libres pour débarquer en France.

#### Les chevauchées
Pour pouvoir continuer la guerre, Édouard III doit rallier les élites, et donc le Parlement, à sa cause. Pour ce faire il était nécessaire de mener des actions victorieuses sur le continent, or à cette époque la France est, avec 20 millions d'habitants, cinq fois plus peuplée que l'Angleterre. La chevalerie française est la plus nombreuse et la plus aguerrie d'Europe, c'est pourquoi Édouard III n'envisage pas de tenir le terrain où il était facile de perdre crédibilité, armée et même sa propre vie. Les quelques batailles rangées comme celles de Crécy, Poitiers voire Azincourt l'étaient plus par la force des choses que d'une volonté d'affrontement direct. Édouard III prévoit donc une guerre de pillage qui a le mérite de s'autofinancer. Une des plus célèbres chevauchées anglaises est celle de 1346 : une armée réduite, mobile, avançant sur un front réduit et pratiquant une guerre totale dévastant systématiquement les régions traversées, sans égards pour une population dont le roi d'Angleterre se dit le souverain légitime.
En 1347, juste avant le début de la peste noire, Philippe VI de Valois dispose d'une armée de 50 000 soldats. Numériquement l'avantage revient à la France nettement plus peuplée que l'Angleterre, mais la guerre d'Édouard III, loin de ses bases, lui coûte moins cher et oblige le roi de France à se lancer dans un conflit défensif ruineux. En effet, la durée de mobilisation de l'armée anglaise est de quelques mois, de plus elle est largement rentabilisée par les pillages. Le nombre de soldats est limité aussi à cause de la capacité de la flotte anglaise : sur les 20 à 30 000 soldats à sa disposition, Édouard III n'en choisit que la moitié, parmi les meilleurs. Face à cela, le roi français a deux solutions. La première consiste à laisser passer les armées anglaises tout en garnissant les châteaux et les cités fortifiées ; le coût de cette méthode est élevé, ajoutant celui des troupes en garnison à celui du pillage et la destruction de la campagne environnante par l'ennemi, avec pour conséquence un fort discrédit pour le souverain. La seconde consiste à mobiliser la population avec la difficulté du temps passé à former l'armée pendant lequel les chevauchées remplissent leurs objectifs, obligeant les troupes du roi de France à ne pouvoir que poursuivre les Anglais, qui dès lors peuvent choisir quand et où a lieu l'affrontement. Philippe VI tente les deux stratégies sans succès.
Édouard III visait plusieurs objectifs par ces pillages, tout d'abord il faut bien comprendre que le but n'est pas véritablement la possession du royaume de France. Il cherche à moyen terme à saper l'autorité de Philippe VI en démontrant qu'il est incapable de défendre son peuple et, à long terme, son but est avant tout la consolidation et la validation juridique définitive de sa souveraineté exclusive sur la Guyenne, si possible agrandie : il cherche plus à cesser d'être un vassal du roi de France pour la Guyenne qu'à le remplacer sur le trône de France, comme le montre son renoncement à cette revendication lors du traité de Brétigny[source insuffisante].
Pour réaliser ses objectifs, Édouard III, lors de sa première chevauchée de 1339, débarque sur le continent avec 10 000 à 15 000 hommes dont 1 600 hommes d'armes (cavalerie lourde), 1 500 archers montés, 1 650 archers à pied et 800 hommes recrutés aux Pays-Bas et en Germanie. Divisés en trois groupes avançant en parallèle sur dix à vingt kilomètres par jour dans un couloir d'environ vingt kilomètres, selon un circuit où les villes peu ou pas fortifiées sont les premières visées, ses armées pillent méticuleusement les terres en prenant soin de détruire le bétail et les instruments de production comme les fours ou les moulins. Finalement, cette chevauchée de 1339 ravage plus de 200 villages. Six ans plus tard en 1345, la chevauchée menée par Édouard III s'avère encore plus productive du côté anglais mais aussi plus destructrice pour les Français jusqu'à ce que finalement les deux armées se rencontrent à Crécy le 26 août. Les Français sont plus nombreux, mais l'armée française, comptant sur sa chevalerie puissante, affronte une armée anglaise composée d'archers et de fantassins en cours de professionnalisation. Les tactiques utilisées découlent de l'organisation sociale différente des deux pays. La France est un pays féodal et religieux dont la noblesse doit justifier sur le champ de bataille l'origine divine de son pouvoir : on doit vaincre l'adversaire face à face dans un corps à corps héroïque. La noblesse française applique à la lettre les codes de la chevalerie, et combat courtoisement : c'est-à-dire en évitant de tuer un chevalier ennemi de sang noble, mais plutôt en cherchant à le capturer afin de le rançonner.

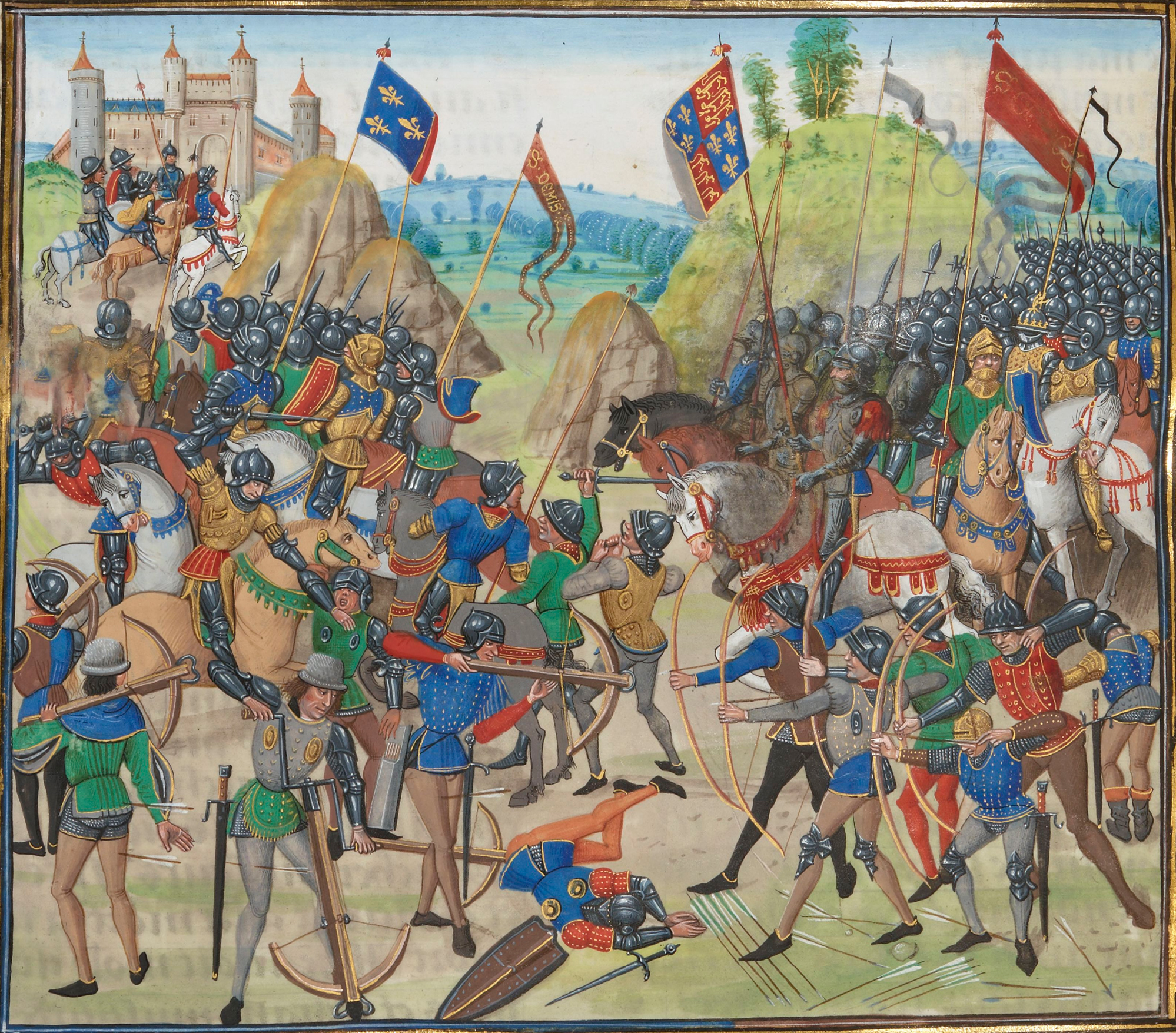
La bataille de Crécy. Miniature de Loyset Liédet tirée des Chroniques de Jean Froissart, BNF, Fr.2643.

De son côté, l'Angleterre est un pays tourné vers l'artisanat et le commerce. La tactique guerrière des Anglais, rodée par des années de guerre en Écosse, est fondée sur une recherche maximum d'efficacité. Il en résulte une armée très organisée où les chevaliers comptent moins.
Au vu de leur grande supériorité numérique, les Français sont certains de l'emporter à Crécy. Or, confrontée à la baisse de ses revenus fonciers, la noblesse compte se renflouer avec les rançons demandées en échange des chevaliers adverses capturés. Dès lors, chacun veut atteindre le plus vite possible l'ennemi anglais afin de se tailler la part du lion ; personne n'obéit aux ordres du roi Philippe VI qui, emporté par le mouvement, est contraint de se lancer à corps perdu dans la bataille. Gênés dans leur progression par leurs propres piétons et les arbalétriers mercenaires génois mis en déroute par la pluie de flèches anglaises, les chevaliers français sont obligés d'en découdre avec leurs propres hommes. C'est un désastre du côté français où Philippe VI de Valois s'illustre par son incompétence militaire : les chevaliers français chargent par vagues successives le mont de Crécy, mais leurs montures (à l'époque non ou peu protégées) sont massacrées par les pluies de flèches décochées par les archers anglais abrités derrière des rangées de pieux. Peinant à se relever de leur chute, les chevaliers français, lourdement engoncés dans leurs armures, sont des proies faciles pour les fantassins qui n'ont plus qu'à les achever.

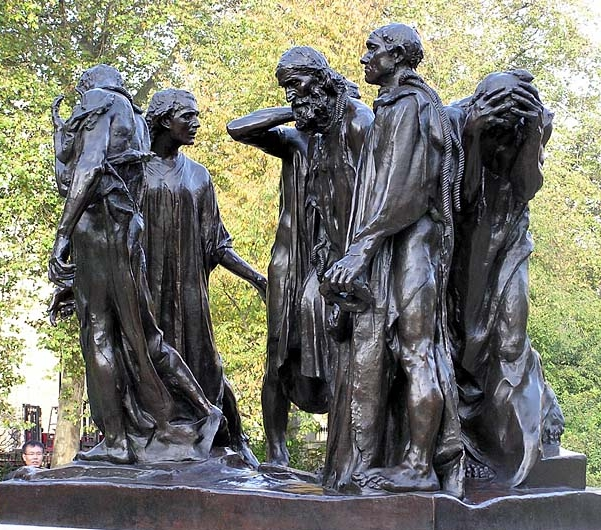
Statue des bourgeois de Calais par Auguste Rodin.

L'armée française anéantie, Édouard III remonte vers le nord et met le siège devant Calais. Avec une armée de secours, le roi de France essaie bien de lever le blocus de la ville, mais n'ose pas affronter Édouard III.
C'est dans de dramatiques circonstances, au cours desquelles les célèbres bourgeois de Calais remettent les clés de leur ville aux assiégeants, que Calais passe sous domination anglaise (1347), laquelle va durer jusqu'au XVIe siècle. Philippe VI négocie une trêve avec Édouard III, qui, en position de force, obtient la souveraineté pleine et entière sur Calais. Édouard III rentre en Angleterre victorieux, les bras chargés des richesses pillées en France et avec lui les clefs de la ville de Calais qui n'était d'ailleurs même pas prévue à son départ. Quant à Philippe VI de Valois, il ressort totalement humilié et apparaît comme un roi incapable de défendre son territoire.

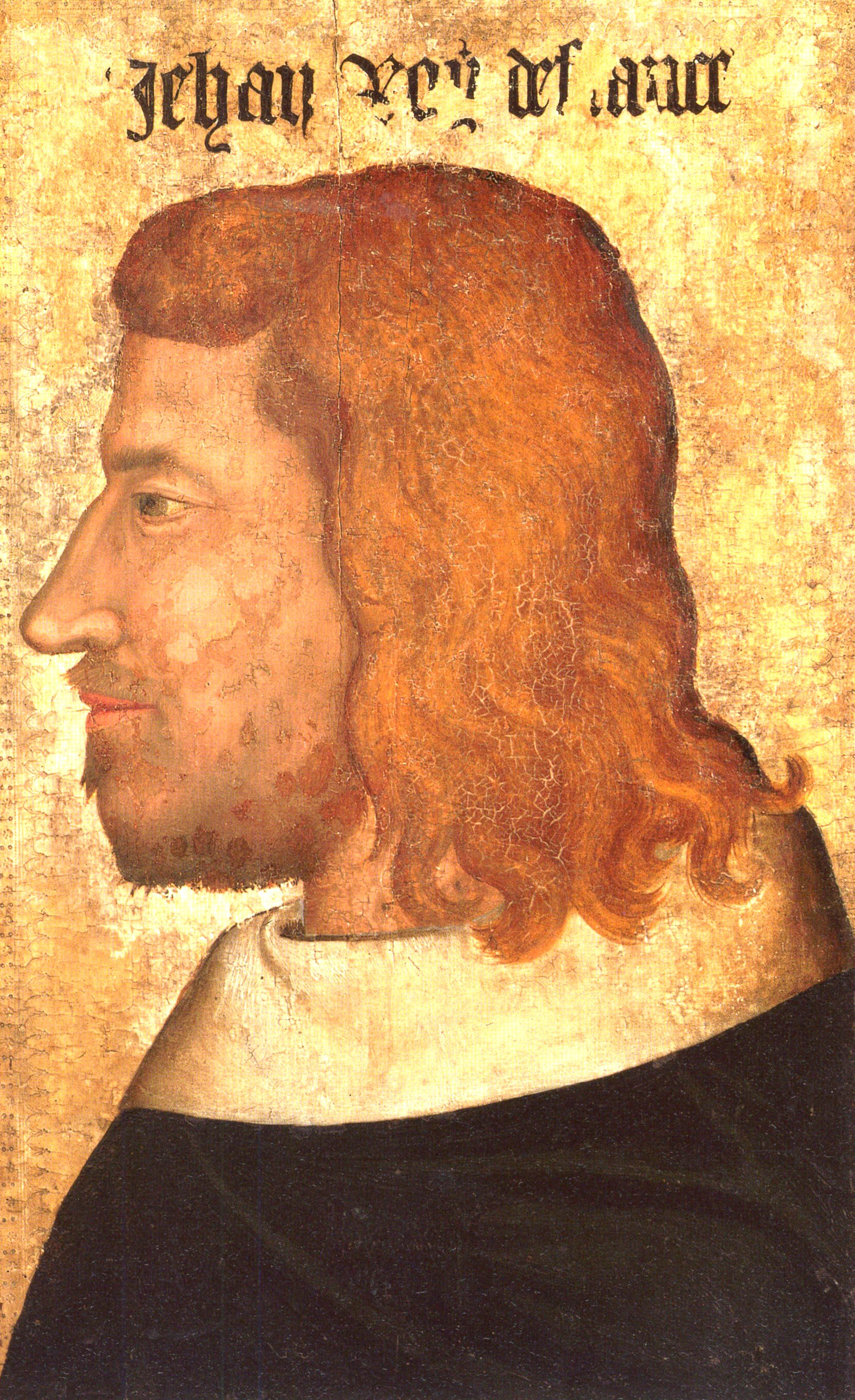
Jean II le Bon, roi de France de 1350 à 1364, musée du Louvre.

Si la peste noire, ou Grande Peste, de 1349 oblige les belligérants à cesser le combat jusqu'en 1355, elle est aussi vécue comme une punition divine. Philippe VI doit sa couronne à un vote des pairs de France qui ont écarté Édouard III et Philippe d'Évreux. Vaincu par une armée nettement inférieure en nombre à Crécy, le roi de France a dû fuir, ce qui met en doute la légitimité divine de son pouvoir. Le prestige et l'autorité royale des Valois sont donc profondément altérés. Le désordre s'installe dans le Royaume sans que son successeur, Jean II le Bon, parvienne à inverser la tendance. L'économie va mal et, pour éviter de recourir aux impôts de plus en plus impopulaires, l'État procède à des mutations qui dévaluent brutalement la monnaie ; le commerce se réduit comme une peau de chagrin ce qui conduit les commerçants et artisans à souhaiter plus d'autonomie pour les villes et une monnaie stable. Les mercenaires démobilisés, que ce conflit a utilisé sur le long terme, se regroupent en bandes et forment les Grandes compagnies qui terrorisent et pillent les campagnes. L'insécurité grandit sur les routes et dans les campagnes : la noblesse ne remplit plus le rôle qui lui est imparti dans la société féodale.

#### L'influence du roi de Navarre
Le roi Charles II de Navarre dit « le Mauvais » est le petit-fils de Louis X le Hutin. Sa mère Jeanne, écartée de la couronne de France par ses oncles puis par les Valois, n'a pu ceindre que la couronne de Navarre. Privée de ses terres restantes, la Brie et la Champagne, elle transmet un profond ressentiment à son fils Charles II, roi de Navarre à sa mort en 1349. Se considérant comme l'héritier légitime du trône de France, il entre à partir de 1353 en conflit avec le roi de France pour de nombreuses années. En janvier 1354, il fait assassiner le favori du roi Charles de La Cerda, auquel Jean II vient de donner le comté d'Angoulême qui lui revenait de droit. Jean le Bon, qui ne souhaite pas rompre la trêve avec les Anglais, est obligé d'accepter le traité de Mantes le 22 février 1354. Par ce dernier, le Navarrais agrandit son domaine normand de plusieurs vicomtés et fiefs : Beaumont-le-Roger, Breteuil, Conches, Pont-Audemer, Orbec, Valognes, Coutances et Carentan. En contrepartie, il abandonne ses prétentions sur la Champagne.
Mais Jean II tarde à appliquer le traité de Mantes et cherche même à assassiner Charles II et ses frères à l'occasion d'un dîner. Charles II de Navarre rentre alors à Pampelune, recrute des troupes et s'allie avec le duc de Lancastre. Un plan de partage de la France est établi entre Anglais et Navarrais au terme duquel, en cas de conquête de la France, il en obtiendrait de grandes régions et Édouard III le reste du pays et la couronne. Le retour de Charles II à Cherbourg en août 1355 avec une forte troupe ainsi que la menace anglaise contraignent Jean II à respecter ses engagements. Il signe le traité de Valognes le 10 septembre 1355 et remet au roi de Navarre les terres qui lui sont dues.
Toujours confronté à la menace anglaise, Jean le Bon doit convoquer les états généraux, le 28 décembre 1355, pour lever l'armée de 30 000 hommes nécessaires. Ceux-ci sont extrêmement méfiants quant à la gestion des finances publiques (échaudés par les dévaluations entraînées par les mutations monétaires) et n'acceptent la levée d'une taxe sur le sel (la gabelle) que si les états généraux peuvent en contrôler l'application et l'utilisation des fonds prélevés. Les officiers qui prélèveraient la taxe doivent être désignés par les états généraux et dix députés doivent entrer au conseil du roi afin de contrôler les finances.

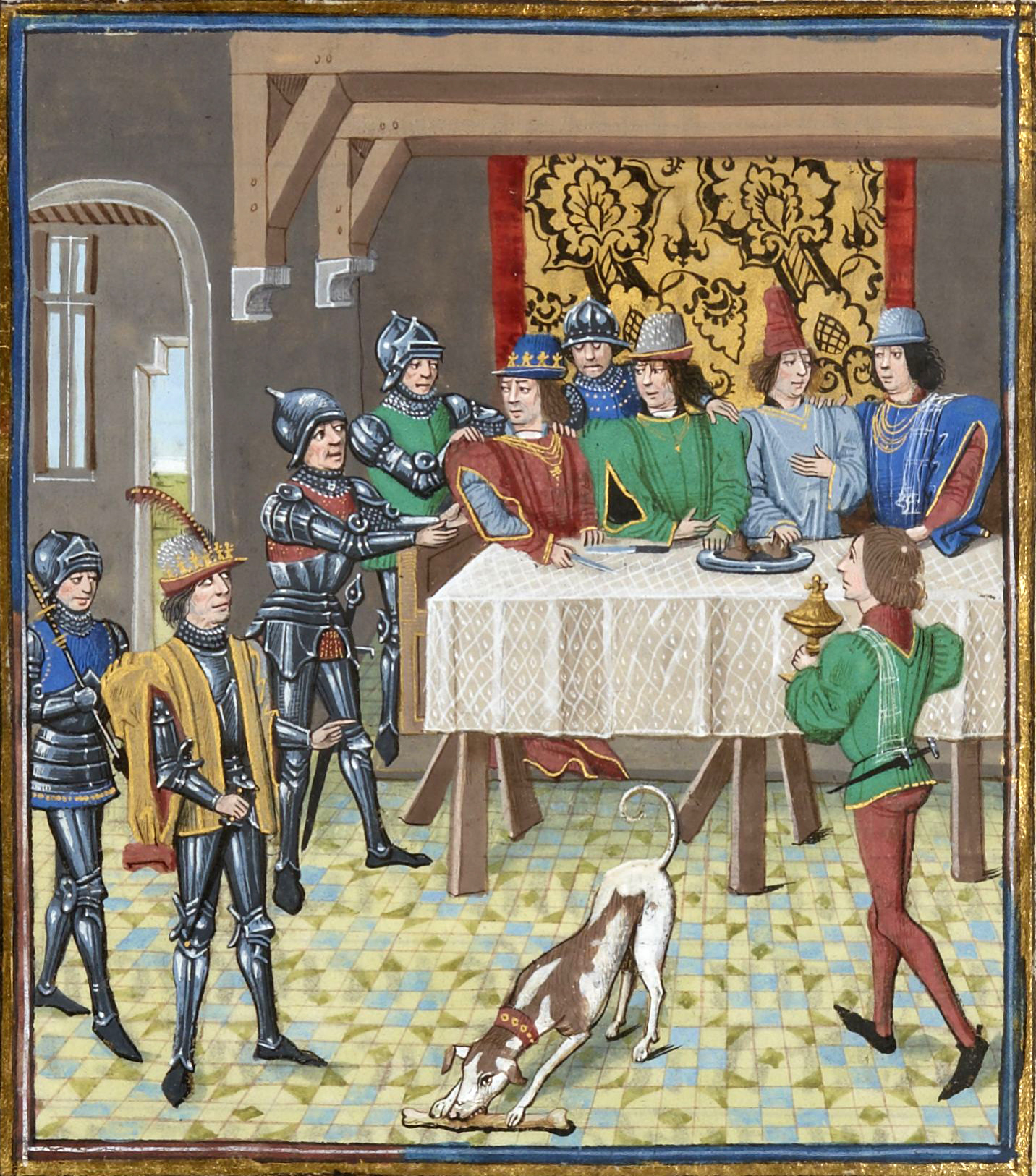
Arrestation de Charles le Mauvais, Chroniques de Froissart, Fr.2643.

La Normandie, région rebelle, refuse de payer : le dauphin Charles, récemment nommé duc, réunit les états de Normandie. Charles le Mauvais voit dans cette levée impopulaire d'impôt, l'occasion de déstabiliser une couronne chancelante en fédérant les mécontents. Présent au titre de ses possessions normandes (il est comte d'Évreux), il tente alors un rapprochement avec son beau-frère qu'il essaie de convaincre que son père Jean le Bon souhaite le déshériter (Charles est chétif, selon certaines sources présenterait une malformation de la main droite, est peu avantagé sur les champs de bataille et est donc loin de représenter l'idéal chevaleresque cher à son père). De ce fait, le 5 avril 1356, le dauphin a convié en son château de Rouen tous les hauts seigneurs de la province. La fête bat son plein lorsque surgit Jean II le Bon qui vient se saisir de Charles le Mauvais. Averti de l'opposition de son gendre (il lui a donné en 1352 en mariage sa fille Jeanne de France) et de bruits d'une alliance avec les Anglais, le roi laisse éclater sa colère qui couve depuis près de deux ans, en fait depuis l'assassinat, en janvier 1354, de son favori le connétable Charles de la Cerda. Il fait décapiter sur-le-champ les compagnons de Charles le Mauvais et fait incarcérer ce dernier.
Philippe de Navarre le frère de Charles le Mauvais envoie son défi au roi de France dès le 17 avril 1356. L'arrestation de Charles II par le roi de France sera lourde de conséquences. Les Navarrais et particulièrement les seigneurs normands passent en bloc du côté d'Édouard III. En juin 1356, Philippe de Navarre lance une redoutable chevauchée en Normandie, puis rend hommage à Édouard III. Les Anglais n'attendaient que cela pour intervenir en France. En juillet, le prince de Galles lance une chevauchée en Guyenne, qui aboutira à la défaite française de Poitiers.

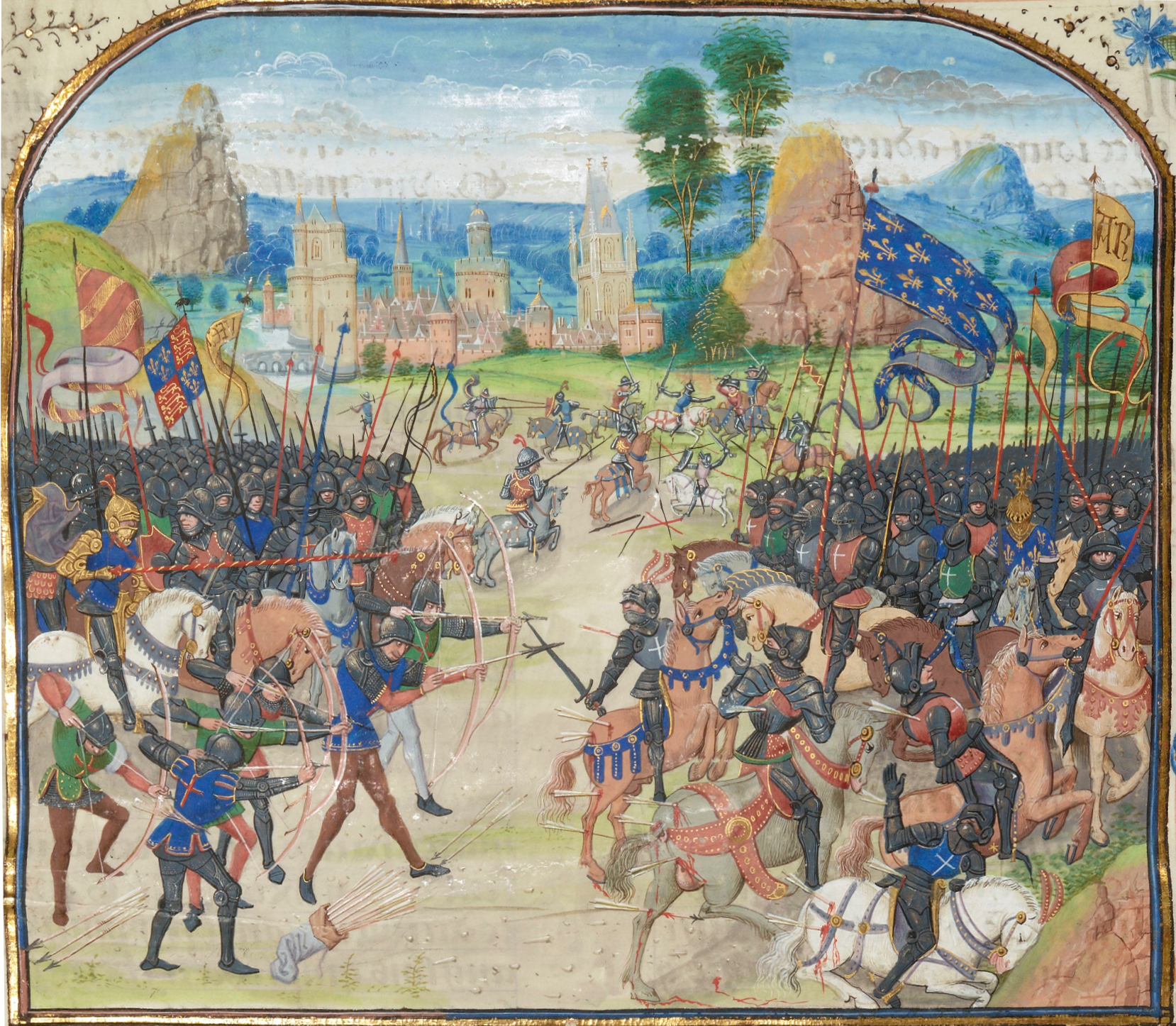
La bataille de Poitiers, Chroniques de Froissart, Fr.2643.

Après avoir maté d'une main de fer une rébellion dans son comté anglais de Chester, Édouard de Woodstock, fils aîné d'Édouard III, s'était vu gratifié de la confiance de son père qui lui avait confié le poste de lieutenant de Gascogne : ainsi avait commencé la première chevauchée menée par le fameux capitaine anglais. En 1355, le Prince Noir, parti de Bordeaux avec des chevaliers gascons, notamment Amanieu d'Albret, seigneur de Langoiran, avait pillé la campagne française à travers les comtés de Julliac, d'Armagnac et d'Astarac. Ses troupes avaient commis de nombreuses atrocités dans la région de Carcassonne. En juillet 1356, le Prince Noir revient sur le sol français pour une nouvelle campagne de pillages. Il échoue devant Bourges, mais prend Vierzon dont la garnison est massacrée. Gênée par le poids du butin, sa troupe oblique alors vers l'ouest, puis vers Bordeaux en passant par Poitiers. Jean II le Bon le poursuit avec une armée deux fois plus nombreuse, composée de chevaliers lourds, et le rattrape dans les environs de Poitiers. La bataille de Poitiers a lieu le 19 septembre 1356. Jean II est pris de vitesse par son avant-garde qui attaque sans aucune coordination. Le reste de l'armée française, devant la confusion de la bataille, perd confiance et tourne casaque, et le roi est fait prisonnier avec un de ses fils cadets Philippe qui reste auprès de son père jusqu'à sa capture ce qui lui vaut le surnom de Hardi : c'est un nouveau désastre,.

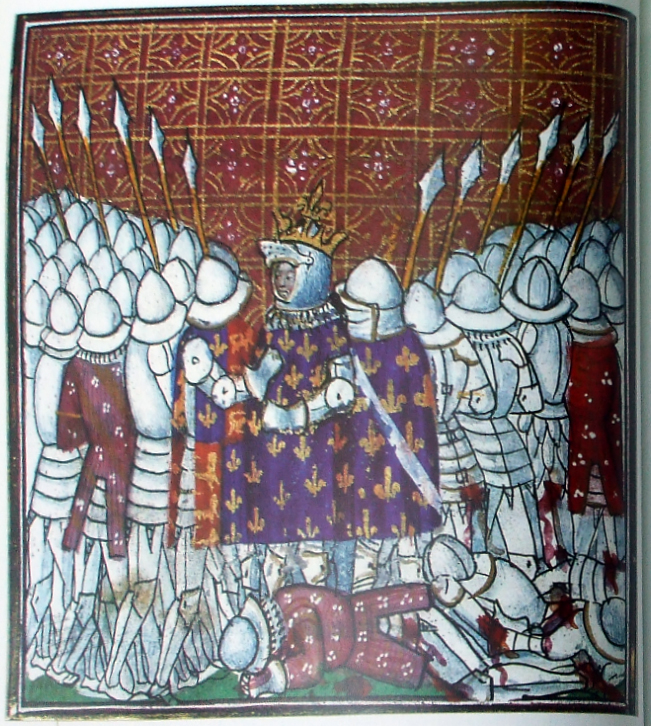
La capture de Jean le Bon. Miniature du Maître de Giac tirée d'un manuscrit des Chroniques de Froissart, B.M. de Besançon, Ms.864, vers 1412-1415.

La bataille de Poitiers n'apporte rien aux Anglais sur le plan stratégique mais sur le plan politique la victoire est éclatante, le royaume de France est décapité, le fils de Jean le Bon, le jeune Charles est incapable de reprendre le contrôle du pouvoir. À la tête d'une monarchie ruinée et sans armée il est obligé de laisser chaque région se défendre par elle-même. Du côté anglais, Édouard III a toutes les cartes en main pour négocier d'importantes concessions territoriales et financières.
Pendant son incarcération, Charles II de Navarre a gagné en popularité. Ses partisans le plaignent et réclament sa libération. La Normandie gronde et nombreux sont les barons qui renient l'hommage prêté au roi de France et se tournent vers Édouard III d'Angleterre. Pour eux, Jean le Bon a outrepassé ses droits en arrêtant un prince avec qui il a pourtant signé la paix. Pire encore, ce geste est perçu par les Navarrais comme le fait d'un roi qui se sait illégitime et espère éliminer un adversaire dont le seul tort est de défendre ses droits à la couronne de France. Charles II de Navarre est finalement libéré le 9 novembre 1357 de sa prison d'Arleux par des partisans, et ramené en triomphe à Amiens puis à Paris.
En janvier 1358, la France est au bord du chaos. Charles II de Navarre libéré se reconstitue une force politique, et est en mesure de prendre le pouvoir (il est considéré par beaucoup comme plus apte à combattre l'ennemi anglais et plus légitime que le chétif dauphin). De son côté, Étienne Marcel entretient une dangereuse agitation parisienne. Jean le Bon doit reprendre les choses en main et négocie sa libération dans la précipitation : il accepte le premier traité de Londres qui prévoit que l'Angleterre récupère l'ensemble de ses anciennes possessions d'Aquitaine et une rançon de quatre millions d'écus sans renonciation à la couronne de France. À cette occasion, est frappée la première monnaie appelée « franc », ce mot prenant ici le sens de « libre ». Le butin et les rançons acquises à la suite de cette bataille furent tellement importants que de nombreux châteaux anglais furent rénovés ou reconstruits avec ces fonds. Cette première partie de la guerre de Cent Ans se termine sur une totale défaite française. L'Angleterre, quatre à cinq fois moins peuplée, composée d'une armée moins équipée et moins nombreuse, avait triomphé du royaume de France qui au début de la guerre était une des plus grandes puissances d'Europe.

#### Les Valois contestés

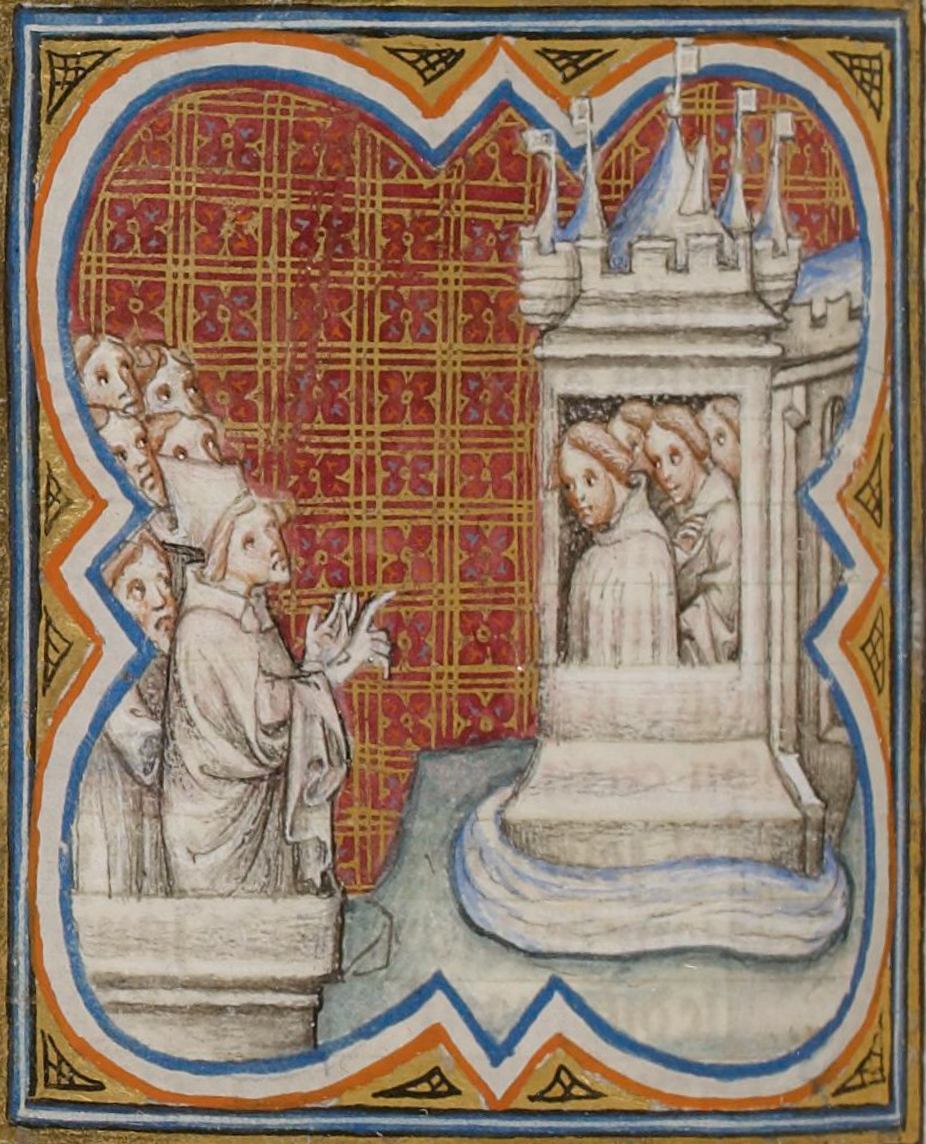
Robert Le Coq, dans une diatribe contre les officiers du roi. Grandes Chroniques de France de.

La première phase du conflit fait apparaître une France affaiblie, tant sur un plan politique, avec la contestation du pouvoir des Valois, que sur un plan économique, les brigandages et les pillages s'ajoutant aux maux apportés par les Anglais.
La guerre menée par Édouard III est coûteuse ; la seule garnison anglaise de Calais engloutit un sixième du budget de la guerre, mais l'armée est financée par les butins récoltés au cours des chevauchées. Le conflit ruine en revanche la France et particulièrement le Nord, grenier à blé du pays et terre d'échanges grâce, entre autres, aux foires de Champagne. De plus, les troupes d'Édouard III prennent soin de détruire les outils et tuent le bétail pour accroître les pertes économiques françaises. En 1343, la guerre coûte à la France près de trois millions de livres, deux ans plus tard la somme atteint cinq millions. Côté français, plusieurs moyens sont utilisés pour renflouer le budget de l'État, dont la semonce de l'arrière-ban par laquelle toute personne ne pouvant participer au combat peut compenser son absence au moyen d'une taxe. En réduisant la quantité de métal précieux utilisé pour sa fabrication, la modification de la valeur de la monnaie permet aussi de réaliser des économies : le poids du sou tournois passe de près de quatre grammes en 1330 à 200 milligrammes après 1360. Cette mesure est toutefois très impopulaire ce qui oblige Philippe VI et Jean II à négocier la levée d'impôts extraordinaires mais le déficit se creuse. La gabelle est rétablie en 1356 ainsi que diverses taxes. Toutes ces tergiversations provoquent la baisse de la popularité de souverains déjà totalement dépassés par les différents échecs.

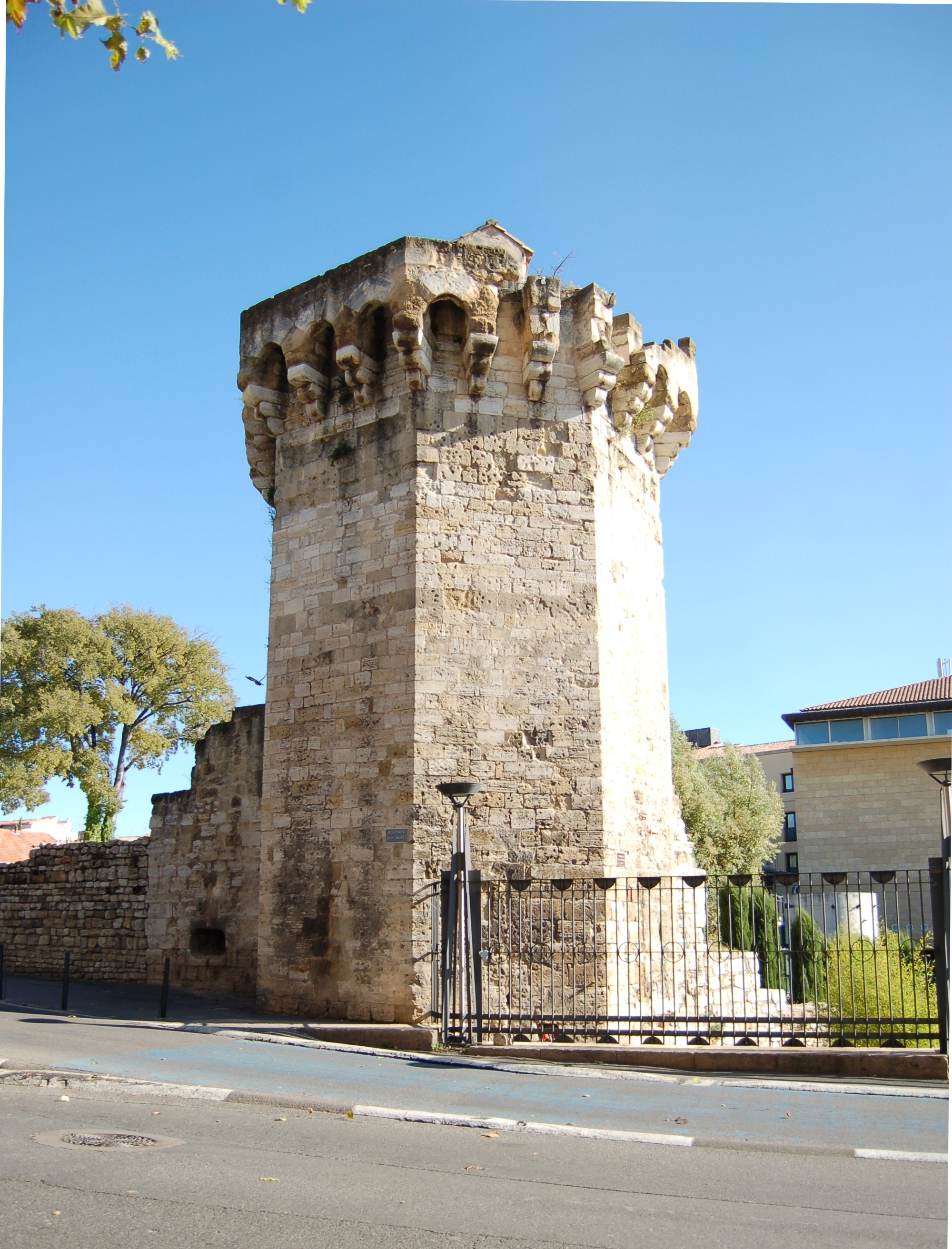
Tourreluque d'Aix-en-Provence, construite pour se prémunir des bandes de pillards venant du nord de la France et qui sillonnaient la Provence. Les remparts l'entourant ont été détruits au XIXe siècle.

Après la bataille de Poitiers, les mercenaires anglais démobilisés regrettent le temps des chevauchées, de l'argent facile et redoutent de retourner à leur situation d'avant-guerre, surtout pour la petite noblesse. Des milliers d'entre eux se regroupent en « grandes compagnies » et, profitant de l'absence d'autorité publique, pillent le pays ce qui alimente le mécontentement populaire. Le but de ces pillages n'est nullement la victoire ou l'instauration de la paix, mais uniquement l'enrichissement personnel de certains qui n'obéissent qu'à leurs propres règles. Ainsi de 1360 à 1390, la France est en proie aux pillages, viols, meurtres, obligeant les paysans à payer des taxes pour pouvoir conserver leurs vies. Ces grandes compagnies n'hésitent pas à se mouvoir sur de grandes distances ce qui accroît le fléau à travers le Royaume. Des faits notables marquent l'époque ; ainsi, durant l'hiver 1360, une de ces grandes compagnies tente de marcher sur Avignon pour intercepter la rançon du roi et quelques mois plus tard une armée royale venue les chasser de Pont-Saint-Esprit est battue par ces mêmes brigands. Différents dirigeants tentent de les arrêter en leur proposant d'entrer au service de grandes familles italiennes, de partir en croisade en Hongrie contre les Turcs, ou de participer à la Reconquista en Espagne. Le Pape va jusqu'à excommunier ces mercenaires, mais les bandes finissent à chaque fois par revenir.
Les défaites de Crécy et Poitiers ont jeté le discrédit sur la noblesse qui est censée justifier sa supériorité sociale sur le champ de bataille. Le roi étant prisonnier, son fils aîné, le dauphin Charles, réunit les états généraux à partir du 15 octobre 1356. Étienne Marcel, le prévôt des marchands de Paris, y voit la possibilité de mettre en place une forme de régime parlementaire. Allié au parti navarrais regroupé autour de l'évêque de Laon Robert Le Coq, il impose le 7 novembre 1356 la création d'un comité de 80 membres au sein des états généraux (pour faciliter les discussions) qui appuie leurs revendications. Les états généraux, déclarent le dauphin lieutenant du roi et défenseur du Royaume en l'absence de son père et lui adjoignent un conseil de douze représentants de chaque ordre. Le dauphin est proche du courant réformateur et n'est pas hostile aux réformes proposées. Mais, bien vite, de profonds désaccords surviennent entre le conseil et le dauphin qui refuse de faire juger les anciens conseillers de son père honnis pour avoir brutalement dévalué la monnaie à plusieurs reprises pour renflouer les caisses de l'État ainsi que de faire libérer Charles le Mauvais qui bénéficie d'un fort soutien et pourrait provoquer un changement dynastique. Voyant qu'il ne peut contenir les revendications d'Étienne Marcel et de Robert Le Coq qui veulent faire libérer Charles de Navarre, le dauphin essaye de gagner du temps et réserve sa réponse (prétextant l'arrivée de messagers de son père), puis congédie les États Généraux et quitte Paris, son frère le duc d'Anjou réglant les affaires courantes. Le 10 décembre 1356, le dauphin publie une ordonnance donnant cours à une nouvelle monnaie. Cela provoque une levée de boucliers dans la population qui y voit le risque d'une nouvelle dévaluation et donc d'une forte inflation. Des échauffourées éclatent et Étienne Marcel fait pression sur le duc d'Anjou puis sur le dauphin qui doit révoquer l'ordonnance et rappeler les états généraux. Ceux-ci sont convoqués pour février 1357 et le dauphin accepte une grande ordonnance, promulguée le 3 mars, qui prévoit le contrôle des finances par les états généraux, l'épuration de l'administration (et particulièrement des collecteurs d'impôts), et enfin le remplacement du conseil du roi par un conseil de tutelle au dauphin, où seraient présents douze députés de chaque ordre des états généraux, mais où il n'est plus question de la libération de Charles de Navarre qui ferait peser un danger réel pour la couronne des Valois.

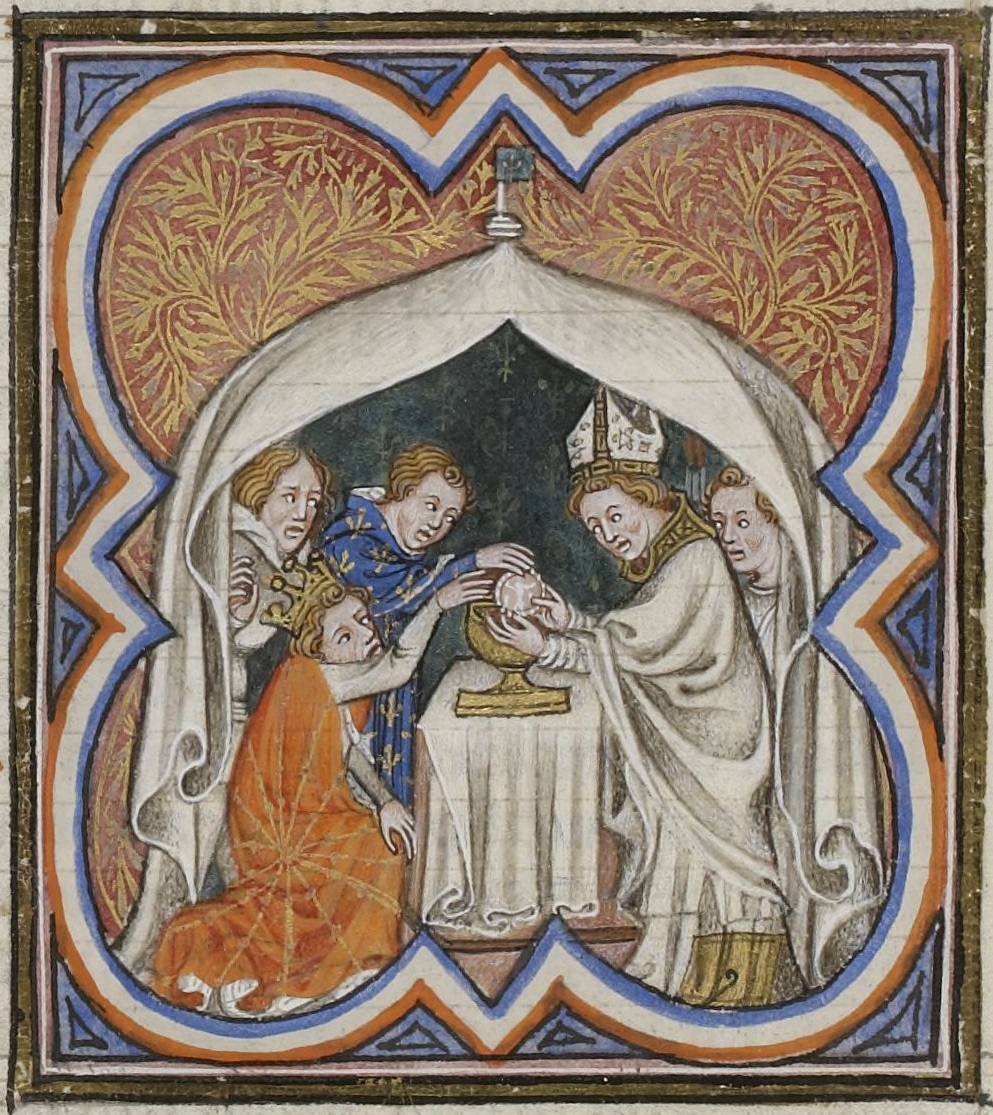
Le dauphin Charles ne peut qu'accepter la réconciliation avec Charles de Navarre libéré. Grandes Chroniques de France de.

Le 9 novembre 1357, le « Navarrais » est libéré de prison par Jean de Picquigny, à l'instigation d'Étienne Marcel et de Robert Le Coq. Le retour de Charles de Navarre est méticuleusement organisé : libéré le 9 novembre, il est reçu avec le protocole dû au roi dans les villes qu'il traverse, accueilli par les notables et la foule réunie par les états. Le même cérémonial se reproduit à chaque ville depuis Amiens jusqu'à Paris : il y entre avec une magnifique escorte, est reçu par le clergé et les bourgeois en procession, puis il harangue une foule toute acquise, expliquant qu'il a été injustement spolié et incarcéré par Jean le bon alors qu'il est de droite lignée royale. Mis devant le fait accompli, le dauphin ne peut refuser la demande d'Étienne Marcel et de Robert Le Coq et signe des lettres de rémissions pour le Navarrais qui effectue tranquillement son retour triomphal. Il rentre à Paris le 29 novembre et harangue 10 000 personnes rassemblées par Étienne Marcel (ce qui est considérable pour l'époque). Le 30 novembre, il prononce un nouveau discours devant 10 000 Parisiens réunis par Étienne Marcel au Pré-aux-Clercs. Le 3 décembre, Étienne Marcel s'invite avec un fort parti bourgeois au conseil qui doit décider de la réhabilitation de Charles de Navarre, sous prétexte d'annoncer que les états réunis aux Cordeliers ont consenti à lever l'impôt demandé par le dauphin et qu'il ne reste que l'accord de la noblesse à obtenir (qui se réunit séparément des autres états). Au vu de cette démonstration de force, le dauphin ne peut faire autrement que de se réconcilier avec Charles de Navarre et lui restituer ses possessions normandes. Ce dernier élève des prétentions sur plusieurs provinces (dont la Champagne dont il a été dépossédé par Jean le Bon). Le dauphin n'a d'autre choix que d'acquiescer et de réhabiliter Charles le Mauvais. Plus grave pour les Valois, les états doivent trancher la question dynastique le 14 janvier 1358. La couronne des Valois est menacée. Charles le Mauvais exploite le mois d'attente pour faire campagne.
Craignant que le Navarrais puisse s'emparer du pouvoir, Jean le Bon décide de reprendre les choses en main et négocie sa libération avec les Anglais qui n'hésitent pas à tirer parti de la situation : Jean II accepte le premier traité de Londres qui prévoit que l'Angleterre récupère l'ensemble de ses anciennes possessions d'Aquitaine et toutes les terres leur ayant appartenu, une rançon de quatre millions d'écus, sans renonciation à la couronne de France. En acceptant cette situation qui affaiblit encore plus le pouvoir royal et peut relancer la guerre civile, l'objectif des Anglais est d'asseoir Édouard III sur le trône de France (il revendique la couronne étant petit-fils de Philippe le Bel). De même, Jean II, depuis sa prison de Londres, interdit l'application de la grande ordonnance, ce qui provoque un conflit ouvert entre Étienne Marcel et le dauphin.

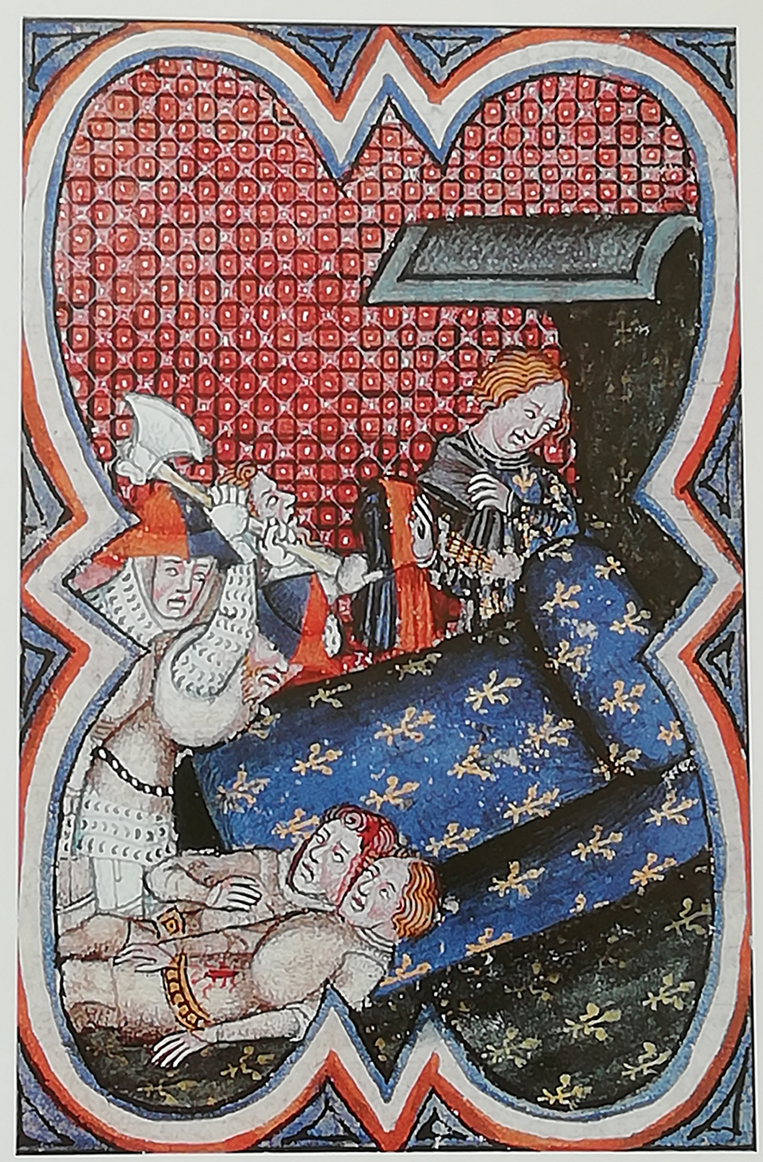
Meurtre des maréchaux par les partisans du prévôt des marchands. En arrière-plan, Étienne Marcel tend son chaperon rouge et bleu au dauphin Charles pour que l'héritier du trône arbore ses couleurs.
Enluminure des Grandes Chroniques de France de Charles V.

Le 13 janvier 1358, les états généraux sont de nouveau convoqués par le conseil de tutelle (qui, après épuration, est contrôlé par des proches d'Étienne Marcel). Devant l'opposition du dauphin, Étienne Marcel décide d'imposer sa réforme par la force et rallie les commerçants parisiens à sa cause. Il crée une milice sous prétexte de défense contre les éventuelles attaques des Anglais, alors repliés à Bordeaux et renforce les fortifications de Paris.
Le 22 février 1358, Étienne Marcel, escorté par de nombreux hommes en armes et à la tête d'une foule rageuse, envahit le palais royal de la Cité où réside le dauphin. Voulant s'interposer, le maréchal de Champagne Jean de Conflans et le maréchal de Normandie Robert de Clermont sont tués devant le dauphin, qui croit sa dernière heure arrivée. Marcel l'oblige à coiffer le chaperon rouge et bleu et à renouveler l'ordonnance de 1357. Puis, c'est la chasse à l'homme au cours de laquelle l'avocat général, Renaud d'Acy, qui s'était réfugié dans une pâtisserie, est égorgé férocement.
Il force ensuite le dauphin à ratifier le meurtre de ses conseillers. Le dauphin ne peut qu'accepter un nouveau changement institutionnel ; son conseil est épuré : quatre bourgeois y rentrent, le gouvernement et les finances sont aux mains des états, Charles le Mauvais reçoit un commandement militaire et de quoi financer une armée de 1 000 hommes, le dauphin, lui, obtient de devenir régent du Royaume ce qui permet de ne plus tenir compte des décisions du roi tant qu'il est en captivité (et en particulier des traités de paix inacceptables).
Préférant s'éloigner de la fureur parisienne, le dauphin Charles quitte la capitale pour Compiègne : la noblesse s'y réunit séparément des deux autres états, pour ratifier la nouvelle ordonnance, à l'abri de toute agitation. Champenois et Bourguignons sont choqués par l'assassinat des maréchaux et rallient le camp du dauphin. Ce dernier fait solennellement condamner Étienne Marcel par les députés. Fort de ce soutien, il s'empare des forteresses de Montereau-Fault-Yonne et de Meaux. L'accès de Paris par l'est est bloqué. Au sud et à l'ouest, les compagnies écument le pays et il est crucial pour Étienne Marcel de préserver les communications avec les villes des Flandres : il faut dégager la route du Nord.
- Possessions de Charles de Navarre
- Territoires contrôlés par Édouard III avant Brétigny
- Chevauchée d'Édouard III (1359-1360)
- Territoires cédés à Brétigny

La France entre Jacqueries et Compagnies (1356-1363)
Possessions de Charles de Navarre
Territoires contrôlés par avant Brétigny
Territoires cédés à Brétigny

À la fin du mois de mai 1358, se déclenche la Grande Jacquerie : des paysans (principalement de petits propriétaires fonciers), excédés par le renforcement de la rente seigneuriale alors que le prix du blé baisse, se révoltent contre la noblesse. Cette dernière, déjà discréditée par les défaites de Crécy et de Poitiers, n'est plus en mesure de protéger les petites gens. Ce mouvement décrit par les chroniqueurs de l'époque comme extrêmement violent (cette violence a probablement été exagérée) est principalement dirigé contre les nobles qui, s'ils ne sont pas massacrés, voient leurs châteaux pillés et brûlés. 5 000 hommes se regroupent rapidement autour d'un chef charismatique : Guillaume Carl, qui reçoit très rapidement des renforts de la part d'Étienne Marcel, dont l'objectif est de libérer Paris de l'encerclement que le dauphin est en train de réaliser en privilégiant l'accès nord qui permet de communiquer avec les puissantes villes des Flandres.
Le 9 juin, les hommes du prévôt de Paris et une partie des jacques conduisent un assaut sur le marché de Meaux où se trouvent le régent et sa famille pour s'assurer de sa personne. C'est un échec : alors que les jacques se ruent à l'assaut de la forteresse sur le pont qui permet d'y accéder, les portes s'ouvrent et ils sont balayés par une charge de cavalerie. Mais l'affrontement avec le gros des forces de Guillaume Carl se déroule à Mello le 10 juin. Pressé par la noblesse, dont il est le meneur, et particulièrement par les Picquigny auxquels il doit la liberté et dont le frère vient d'être massacré par les jacques, Charles II de Navarre prend la tête de la répression alors que le Dauphin reste inactif. Il engage des mercenaires anglais, rallie la noblesse, s'empare de Guillaume Carl venu négocier et charge les jacques décapités. C'est un massacre : la jacquerie se termine dans un bain de sang.
Charles II de Navarre, fort de son succès contre les jacques, rallie Étienne Marcel espérant que la noblesse qu'il vient de mener à la victoire le suive. Depuis le début de l'année 1358, il s'est aussi positionné en soutien et conseil du Dauphin, et négocie même en sous-main avec les Anglais. À l'été 1358, il est au sommet de sa popularité et prononce un discours à l'issue duquel la foule parisienne le nomme capitaine de Paris, dans l'espoir qu'il prenne le pouvoir en France. Mais ce jeu d'équilibre est par trop délicat. La noblesse l'accuse de se rapprocher du peuple, auquel elle n'a pas pardonné l'assassinat des maréchaux, et se place sous la bannière du dauphin. Les troupes du dauphin sont rejointes par les compagnies qui rêvent de participer au pillage de Paris[réf. nécessaire]. Charles de Navarre attend des renforts anglais pour compenser la faiblesse de ses effectifs ; les Parisiens loyalistes y voient une trahison et se rebellent à leur tour. Le 31 juillet 1358, Étienne Marcel est exécuté alors qu'il cherche à faire entrer des mercenaires anglais dans Paris et le dauphin reprend les rênes du pouvoir. Charles II de Navarre décide dans les jours qui suivent d'assiéger Paris.

#### Le traité de Brétigny
- Territoires contrôlés par Édouard III

1365 : La France après les traités de Brétigny et de Guérande.
Territoires contrôlés par
Territoires cédés par la France à l'Angleterre par le traité de Brétigny
Territoire du duché de Bretagne, allié aux Anglais

Le dauphin Charles fait appel aux états généraux qui refusent de signer ce traité humiliant et catastrophique. Ce faisant, il se dédouane ainsi que son père et ressoude le pays contre les Anglais. Édouard III décide alors de passer à nouveau à l'action.

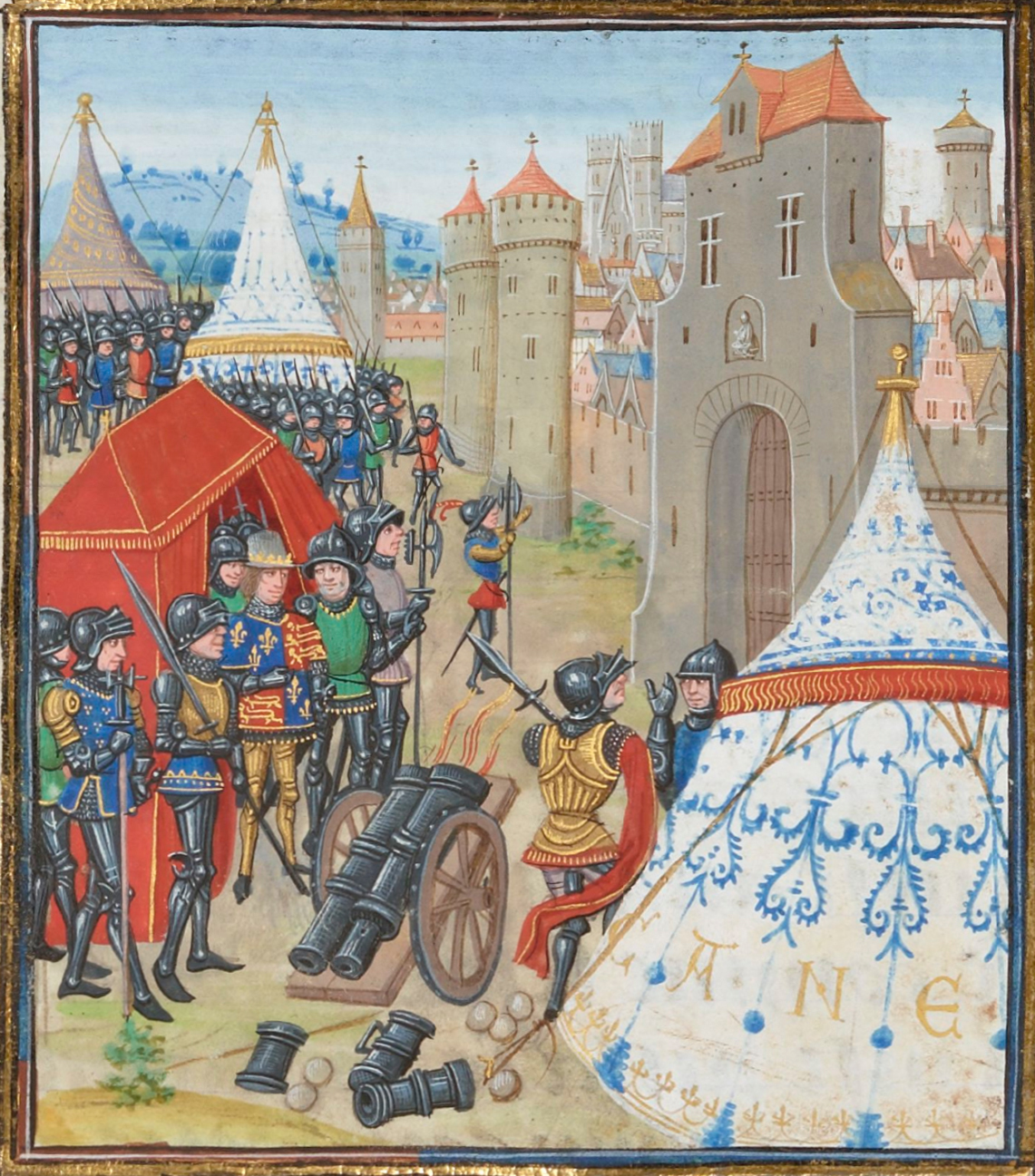
assiège Reims. Enluminure de Loyset Liédet, Chroniques de Froissart, BnF, ms. français 2643,, XVe siècle.

Débarquant à Calais le 28 octobre 1359, il chevauche en direction de Reims, la ville du sacre (un sacre y aurait des conséquences catastrophiques pour les Valois puisqu'il tient la vie de Jean le Bon entre ses mains). Mais le dauphin Charles a pris les devants et applique la stratégie de la terre déserte. Il a ordonné à tous les habitants des campagnes de se réfugier, avec toutes leurs provisions et matériels, dans les villes fortifiées. Édouard, traversant un pays vide, doit se contenter de ses réserves. Arrivé devant Reims, il trouve les portes fermées et fait donc le siège de la cité, dont il demande la reddition. Les échevins refusent, par fidélité au dauphin Charles. L'armée anglaise qui n'était pas équipée pour un siège est obligée de plier bagages au bout d'un mois,.
Édouard est furieux, il cherche à provoquer une grande bataille avec les Français. Ceux-ci sont invisibles, mais les retardataires et les éclaireurs anglais tombent fréquemment dans des embuscades où ils sont massacrés. Finalement, Édouard arrive devant Paris, où le dauphin s'est enfermé avec la population d'Île-de-France. Malgré les provocations, le dauphin interdit à ses chevaliers de livrer bataille. Il ne veut pas renouveler la défaite de Poitiers.
Au bout de douze jours, Édouard III doit quitter Paris pour rembarquer le plus vite possible car il n'a plus de vivres, la plupart de ses chevaux étant morts faute de fourrage et il a perdu un nombre non négligeable d'hommes. De plus, un raid de marins normands à Winchelsea en mars 1360 a semé la panique en Angleterre. Dans la Beauce, le reste de son armée est pris dans un violent orage qui la disloque. Cet évènement est perçu comme miraculeux et l'expression d'une volonté divine et renforce la légitimité des Valois très affaiblie par leurs échecs militaires de Crécy et Poitiers. La chevauchée de 1359 se solde par un échec retentissant et ses conséquences psychologiques sur Édouard III sont cruciales : il prend conscience que la différence démographique et les aspirations nationales naissantes ne lui permettent pas de contrôler un territoire aussi vaste : il ne pourra jamais être roi de France. Cependant, la capture de Jean le Bon lui donne du pouvoir de négociation.
Le traité de Brétigny-Calais conclut finalement le conflit :
- rançon de trois millions de livres pour la libération de Jean II le Bon (équivalent à la totalité des recettes du roi pendant deux ans) ;
- le roi d'Angleterre obtient la souveraineté sur la Guyenne et la Gascogne, Calais et le Ponthieu, le comté de Guines, le Poitou, le Périgord, le Limousin, l'Angoumois, la Saintonge, l'Agenais, le Quercy, le Rouergue, la Bigorre et le comté de Gaure[146].

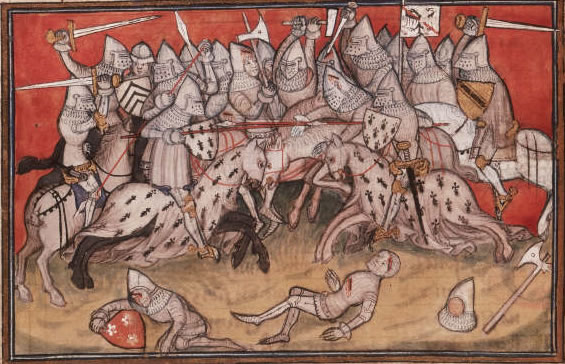
La bataille d'Auray. Miniature de Perrin Remiet issue de la Chronique de Bertrand Du Guesclin par Cuvelier, British Library, Y.T.35.

Le traité vise à désamorcer tous les griefs qui ont conduit au déclenchement du conflit. Édouard III renonce donc aux duchés de Normandie et de Touraine, aux comtés du Maine et d'Anjou et à la suzeraineté sur la Bretagne et la Flandre. Il renonce surtout à revendiquer la couronne de France.
La reprise de la guerre de Succession de Bretagne n'est pas très heureuse pour les Français : Charles de Blois et Bertrand du Guesclin sont défaits à Auray par le futur Jean IV de Bretagne et John Chandos. Cette bataille débouche sur le traité de Guérande qui reconnaît Jean IV comme duc de Bretagne, les Anglais gardent le contrôle de Brest et de sa région.
Au total, les Anglais sont maîtres d'un bon tiers du royaume de France, et le duché de Bretagne est contrôlé par un de leurs alliés (Jean IV épouse une sœur puis une belle-fille du Prince Noir). Mais Charles V est un bon tacticien : la paix obtenue permet de redonner au futur roi (son père Jean le Bon meurt le 8 avril 1364) les capacités de reconquérir les territoires cédés.

### La reconquête deCharlesVle Sage: de 1364 à 1380

#### Charles V à la recherche d'un soutien populaire

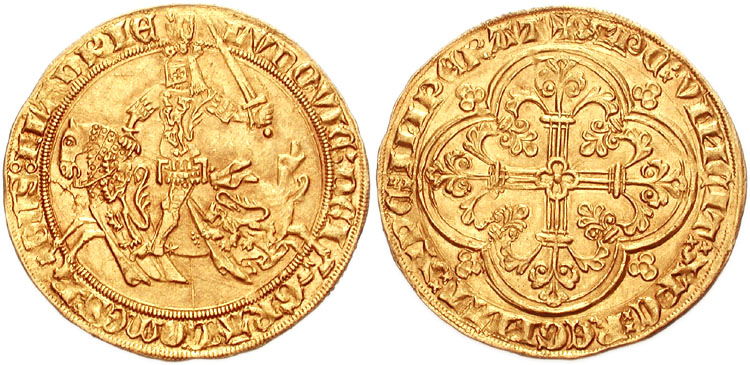
Le franc à cheval représente le roi Jean le Bon qui a gardé une image de roi à l'esprit chevaleresque dans la population. Le franc vaut une livre tournois, sa création restaure l'autorité royale en mettant fin aux mutations monétaires.

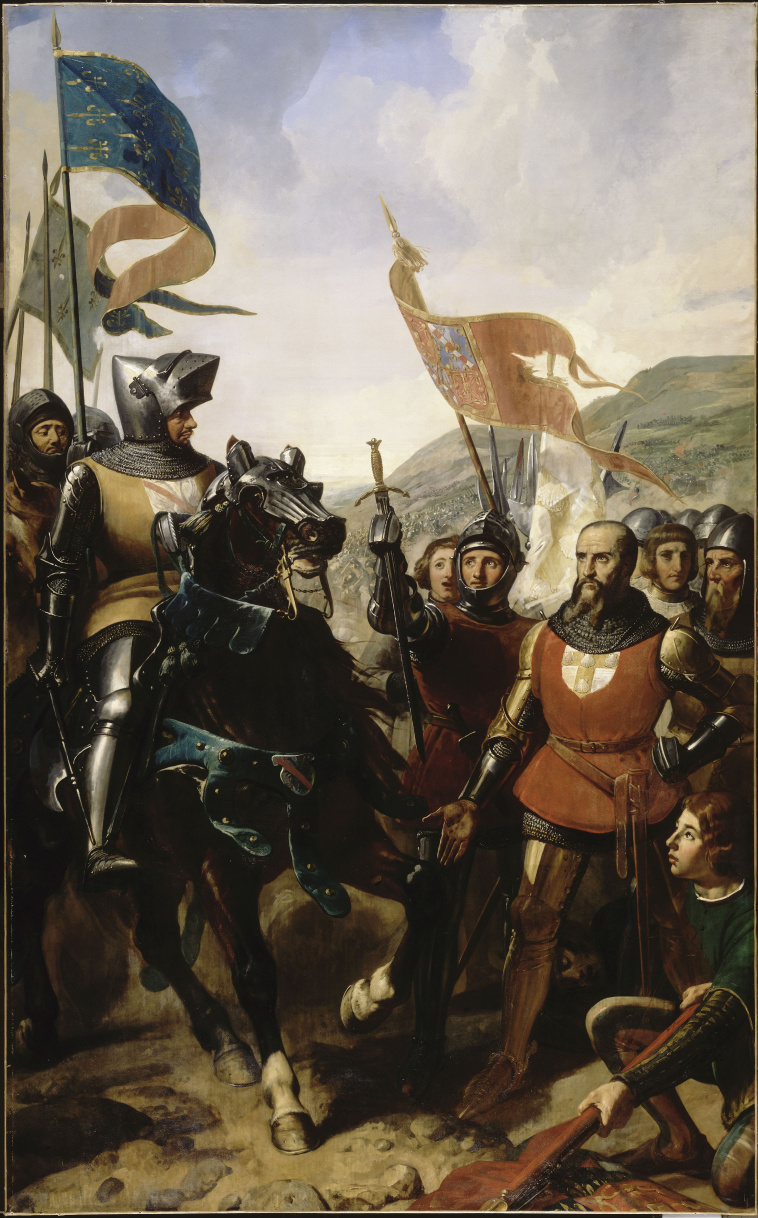
Bertrand du Guesclin à la bataille de Cocherel, peinture de Charles-Philippe Larivière, 1839, galerie des batailles du château de Versailles.

Dans cette France défaite, le pouvoir royal n'a plus ni prestige, ni moyens. Les finances sont au plus bas. Les mouvements populaires, les jacqueries et surtout celle de 1358, ont fait comprendre à Charles V qui a vu deux maréchaux tués sous ses yeux par les émeutiers parisiens que le maintien de la souveraineté passe par le soutien de la population. Il veille donc à conserver sa popularité. Depuis sa bibliothèque, il reconstruit et prépare lentement la reconquête. Les Anglais ont les mains liées par le traité de Brétigny qui serait annulé par une reprise des combats : sur une idée du dauphin, le traité prévoit que la souveraineté du roi d'Angleterre sur ses nouvelles possessions ne sera effective qu'après la remise de celles-ci par les Français. La renonciation d'Édouard III à la couronne française interviendrait au même moment. De cette façon, le dauphin se donne la possibilité de retarder indéfiniment l'application du texte. Charles V fait donc traîner en longueur le versement de la rançon (dont moins du tiers est effectivement payé) et le transfert des territoires cédés. Pour restaurer l'autorité royale, lui et son père se portent garants de la stabilité monétaire en créant le franc, ce qui met fin aux mutations monétaires tant décriées. En contrepartie, il fait accepter la création d'une fiscalité contrôlée par des officiers royaux pour financer l'effort de guerre et le paiement de la rançon de Jean le Bon.
Le roi meurt en captivité à Londres en 1364 (il y est retourné volontairement pour répondre de l'évasion de son fils Louis d'Anjou qui était garant des accords de Brétigny). Charles le Mauvais, évincé en 1363 de la succession du duché de Bourgogne en faveur de Philippe le Hardi, veut empêcher le sacre de Charles V à Reims. Bertrand du Guesclin, à la tête de l'armée levée grâce aux impôts votés par les états généraux de 1363, le bat à la bataille de Cocherel, ce qui met fin à la guerre civile, rétablit l'autorité royale aux yeux de la population (il montre que les sacrifices financiers consentis par la population pour l'effort de guerre sont suivis d'effets sur le terrain) et permet le sacre de Charles V. Ce dernier lui donne ensuite pour mission, d'entraîner les Grandes compagnies (regroupement de mercenaires démobilisés qui ravagent les provinces françaises) défendre en Espagne les droits de Henri de Trastamare qui dispute à Pierre le Cruel le trône de Castille. En pacifiant le Royaume et en diminuant les impôts les plus lourds, il redonne de la popularité à la couronne, restaure le pouvoir royal et récupère à son profit le sentiment national naissant. Édouard III, lui, impose en 1361 l'anglais comme langue nationale (jusqu'à cette date la langue officielle à la cour anglaise était le français) ; cette mesure renforce en retour l'anglophobie dans les territoires conquis.

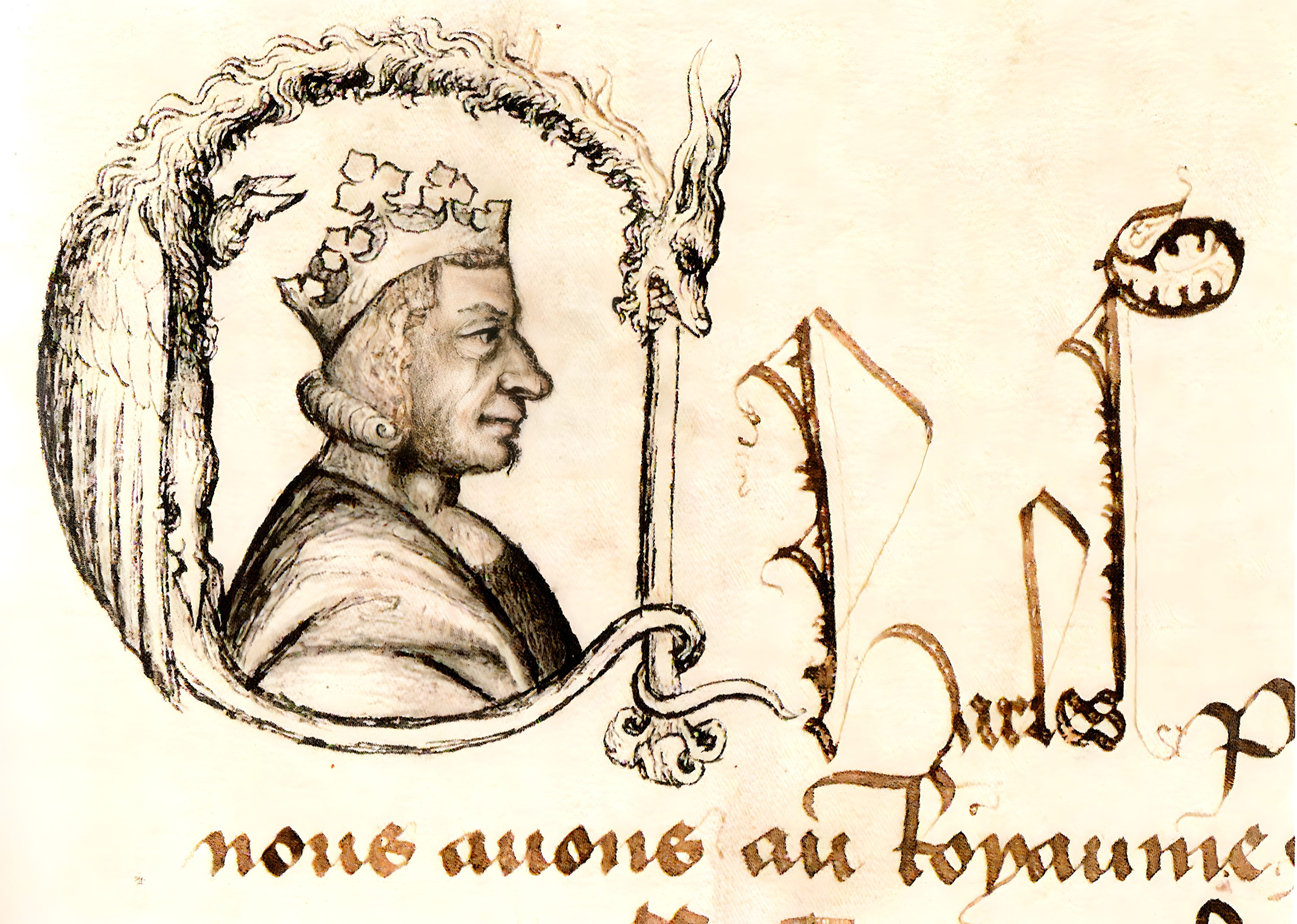
Portrait de figurant dans une lettrine C ornée au début d'une charte royale datée de 1367. Paris, Archives nationales, J/358/12.

Charles V le Sage, brillant stratège et diplomate de haut niveau, étend le conflit aux pays avoisinants. Une grande partie de l'Europe s'engage directement dans le conflit : Pierre le Cruel, en grande difficulté, doit appeler à son secours deux vaillants capitaines anglais, John Chandos et le Prince Noir (son beau-frère). Les troupes anglaises sont alors occupées en Castille jusqu'en 1369. Quant au Saint-Empire, à l'est, Charles V a réussi à transformer une hostilité larvée en neutralité plus que bienveillante : il est très proche de son oncle maternel l'empereur germanique Charles IV auquel il rend hommage pour le Dauphiné en 1357. Cette amitié permet en 1363, à Jean le Bon, revenu de captivité, de confier en apanage à Philippe le Hardi (qui est lui aussi neveu de l'empereur) le duché de Bourgogne, vacant depuis la mort de Philippe de Rouvre en 1361, et d'évincer Charles le Mauvais. Pour s'assurer du soutien des Flandres, Charles V parvient à empêcher le mariage de Marguerite III de Flandre avec Edmond de Langley, comte de Cambridge, le fils d'Édouard III, grâce au soutien du pape Urbain V. En 1369, il réussit à marier Marguerite, l'héritière des comtés de Flandre, Rethel et Nevers à son frère Philippe le Hardi. Charles V entre également en pourparlers avec le roi d'Écosse David Bruce et le roi de Danemark, qui ont tous deux de bonnes raisons d'en découdre avec l'Angleterre. Le roi sage s'assure également de l'amitié d'Owain Lawgoch, prétendant au trône du pays de Galles.

#### CharlesVtransforme la France en un État

La reconquête par des territoires concédés au traité de Brétigny.
Domaine royal
Apanages des frères du roi
Comté de Foix-Béarn autonome
Bretagne alliée aux Anglais
Possessions de Charles de Navarre allié des Anglais
- Chevauchée de Lancastre (1369)
- Chevauchée de Robert Knowles (1370)
- Chevauchée de Lancastre (1373)

En 1368, le roi de France se sent assez fort pour défier Édouard III. Il accepte de recevoir l'appel du comte d'Armagnac, en conflit financier avec le Prince Noir (sa plainte ayant été d'abord été déboutée par Édouard III) qui accable d'impôts ses sujets d'Aquitaine afin de financer ses campagnes espagnoles ; la Guyenne sert encore une fois de prétexte au conflit. Le traité de Brétigny donne la pleine souveraineté de la Guyenne aux Anglais. Mais la double renonciation prévue — Édouard renonçant à la couronne de France, Jean le Bon à la Guyenne — n'a pas eu lieu, et le transfert des terres traîne en longueur. Donc légalement, Édouard III n'était pas fondé à juger un différend fiscal sur des terres qui ne lui avaient pas encore été cédées et Charles V peut procéder à la confiscation de celles-ci ; Jean Ier d'Armagnac passe à l'attaque en janvier 1369 avec la bataille de Mondalazac qui lui permet de récupérer le Rouergue en chassant les Anglais. Le roi d'Angleterre se proclame de nouveau roi de France le 3 juin 1369, Charles V prononce la confiscation de l'Aquitaine le 30 novembre 1369. La guerre reprend, mais Charles V, en excellent juriste, a su mettre le droit de son côté.
Renonçant aux batailles rangées menées par des bannières de tailles inégales commandées par une noblesse indisciplinée, lesquelles n'ont rien apporté à son père, le roi réorganise l'armée, sous le commandement de chefs expérimentés et loyaux, comme Bertrand du Guesclin, son cousin Olivier de Mauny et Guillaume Boitel, son fidèle entre les fidèles. Celle-ci se divise en groupes bien structurés de 100 hommes aguerris appelés routes et commandées par des capitaines qui ne répondent qu'aux ordres du roi. Il les lance dans une guerre d'escarmouches et de sièges, grignotant patiemment le territoire de l'ennemi. Sa diplomatie ne reste pas inactive et il récolte les fruits de son soutien à Henri de Trastamare : l'alliance avec le royaume de Castille conduit à l'anéantissement de la flotte anglaise par la flotte castillane à la bataille de La Rochelle le 22 juin 1372. Privées de soutien logistique, les places fortes cédées par le traité de Brétigny tombent les unes après les autres : Poitiers en 1372 et Bergerac en 1377. Les Anglais s'en tiennent aux chevauchées, très populaires auprès de leur Parlement parce qu'elles ne coûtent rien, mais désastreuses pour l'image de l'Angleterre dans les territoires pillés : elles ne font qu'attiser la haine contre les Anglais et renforcent chaque jour la fidélité envers le roi Charles V. Le clivage des deux nations naissantes se creuse toujours plus. Le roi de France prend soin d'entretenir le patriotisme des régions libérées par l'octroi de nombreux privilèges. Il use, en particulier, de l'anoblissement, la noblesse française ayant été décimée par la peste, Crécy et Poitiers. De même, la reconquête se fait grandement par le retournement des villes d'Aquitaine souvent monnayé contre des promesses de fiscalité plus légère.

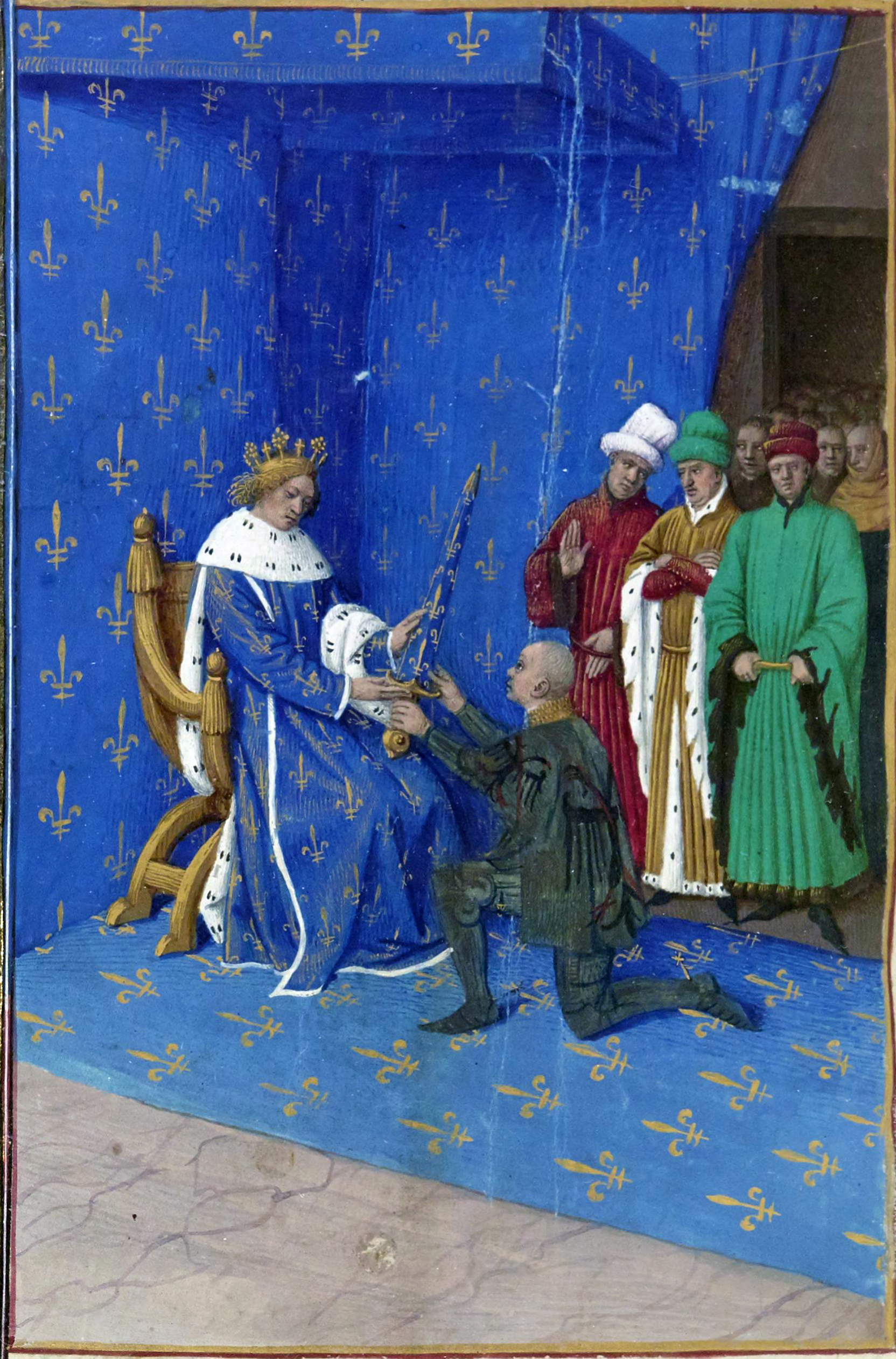
Bertrand Du Guesclin fait connétable par le roi. Enluminure de Jean Fouquet tirée des Grandes Chroniques de France, vers 1455-1460.

Mot d'ordre des opérations pour le roi de France : « Mieux vaut pays pillé que terre perdue ». Charles laisse donc le Royaume à la merci des pillages anglais, qui provoquent dans la population d'immenses souffrances. À chaque chevauchée, le roi ordonne aux campagnards de se réfugier dans les villes avec toutes leurs réserves, pratiquant la tactique de la terre déserte. Plus les Anglais avancent dans les terres, plus leur ravitaillement est difficile ; harcelés par des Français qui leur tendent de nombreuses embuscades, leurs effectifs sont vite réduits à néant et de nombreux chefs anglais glorieux sont obligés de se replier afin d'éviter le désastre (Jean de Lancastre, le Prince Noir, Robert Knolles et Édouard III lui-même sont victimes de cette stratégie de Charles V).
Entre 1369 et 1375, les Français reprennent aux Anglais la quasi-totalité des concessions faites et des terres possédées par l'ennemi avant même le début de la guerre, à l'exception de Calais, Cherbourg, Brest, Bordeaux, Bayonne, et de quelques forteresses dans le Massif central. Les négociations menées après la signature de la trêve de Bruges, entre 1375 et 1377, n'aboutissent à rien. Les Anglais continuent à lancer des chevauchées épisodiques, auxquelles répondent des raids sur les côtes anglaises qui font craindre une invasion française (Charles V demande à Jean de Vienne de la préparer). Le duc Jean IV de Bretagne s'étant allié aux Anglais, Charles V confisque le duché breton en 1378. Le duc, fortement soutenu par les barons bretons, force les troupes françaises, dirigées par du Guesclin, à se replier. Jean IV signe alors le deuxième traité de Guérande, où les Français renoncent à leur prétentions sur la Bretagne contre une vassalité théorique du duc (il rachètera Brest aux Anglais en 1397).
En 1378, la visite de courtoisie de l'empereur germanique Charles IV (oncle de Charles V) à Paris consacre la victoire de Charles le Sage. La première phase de la guerre de Cent Ans se termine par la victoire de l'habile Charles V de France, aidé par des militaires expérimentés comme Bertrand du Guesclin, sur un Édouard III vieillissant et trop sûr de lui. En outre, les finances royales — et par conséquent le pouvoir du roi — ont été considérablement renforcées par l'épisode de la rançon de Jean le Bon. En effet, le paiement d'une rançon était le seul cas où la levée de l'impôt était automatique et non soumise à longues tractations avec les états. La rançon exigée par l'Angleterre justifia donc un financement centralisé géré directement par le Dauphin : lorsque Charles V mit fin à ce paiement après n'en avoir honoré que le tiers, il ne supprima pas la levée d'impôt mais l'affecta à ses besoins militaires. C'est ainsi que la guerre de Cent Ans et l'épisode de la rançon royale joua un rôle charnière dans la constitution d'une finance royale autonome (ne dépendant plus des désidératas de la noblesse et des états) et d'une armée directement sous le contrôle royal : ce fut un tournant majeur dans la constitution d'un véritable État moderne. Charles V ne laissait pas seulement un pays presque unifié, il laissait également un pouvoir consolidé, autonome par rapport à la noblesse et sur le plan financier, pour la première fois dans l'histoire de France[source insuffisante].

### Régents et guerre civile: 1380-1429

#### Mort deCharlesVle Sage et débuts deCharlesVI: 1380-1392

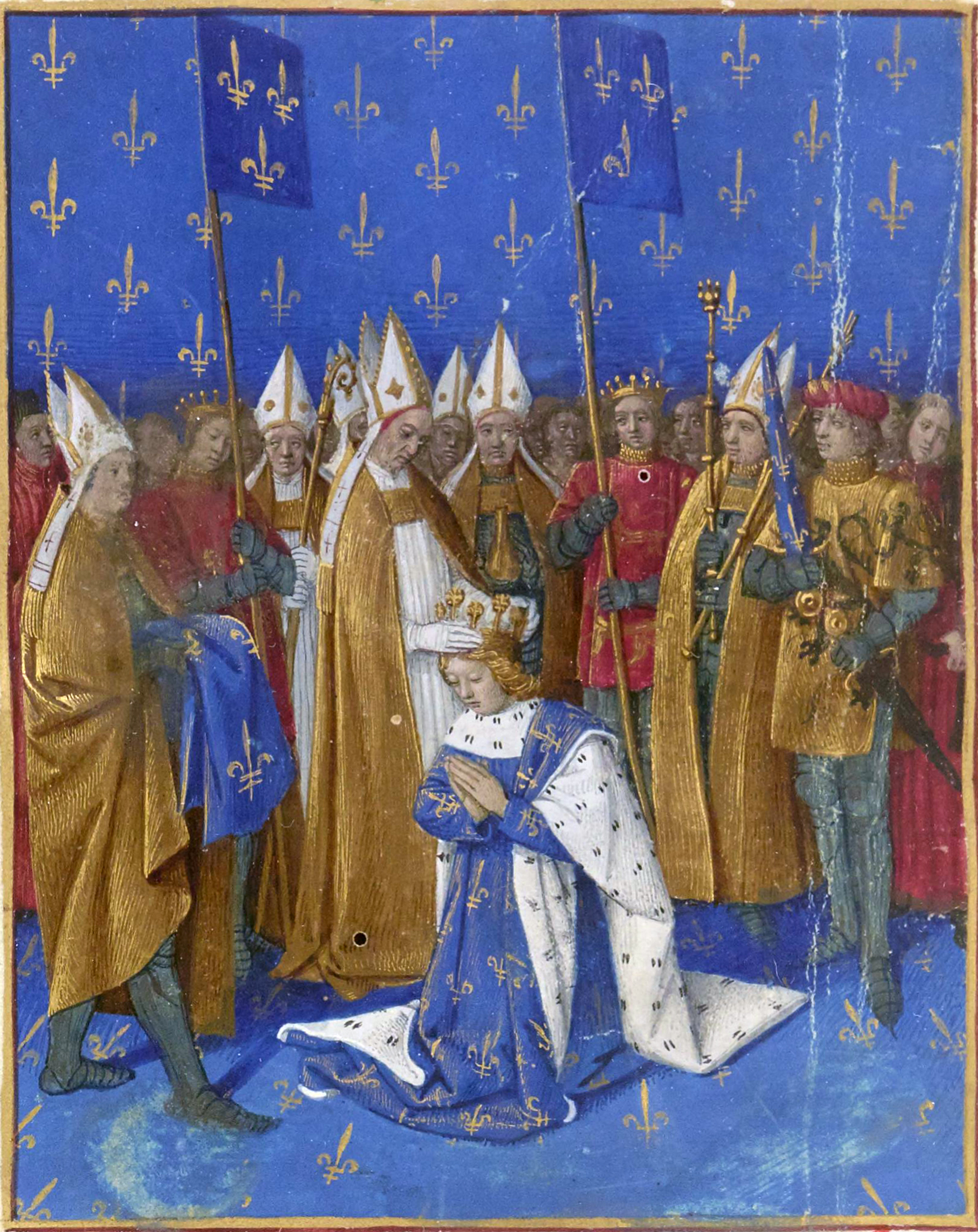
Le sacre de Charles VI (roi de France). Grandes Chroniques de France (Jean Fouquet), vers 1455-1460.

Charles le Sage, qui a toujours eu une mauvaise santé, veut préparer sa fin. Aussi, en 1374, il fixe la majorité des rois de France à 14 ans, et ordonne l'amélioration de tous les châteaux et forteresses de France, rendus vulnérables par l'apparition de l'artillerie aussi bien aux frontières que dans les régions exposées aux débarquements anglais (Normandie, notamment), ce qui matérialise un peu plus le territoire national. À la fin de son règne, la paix est revenue, mais la pression fiscale au départ provisoire et justifiée par l'état de guerre est restée lourde et villes et campagnes recommencent à gronder.

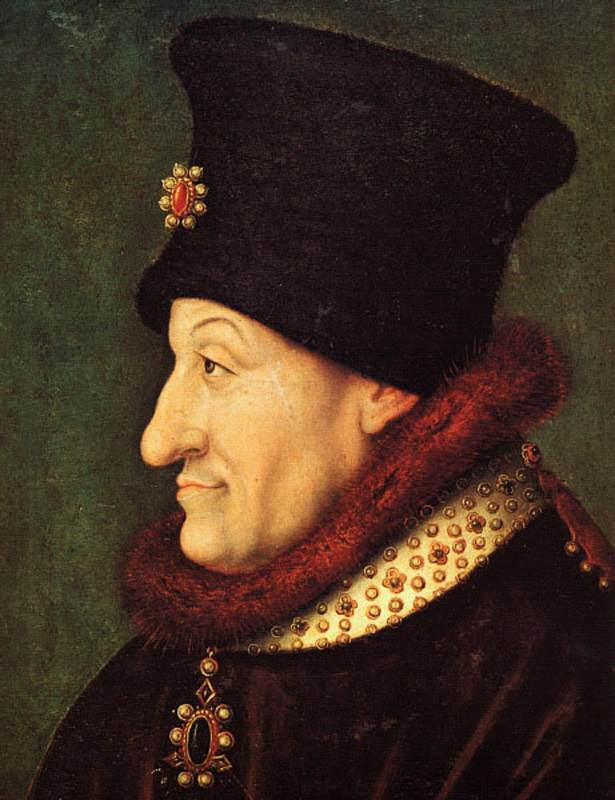
Philippe II de Bourgogne dit le Hardi, tableau anonyme du XVIe siècle, château de Versailles.

En septembre 1380, âgé de 42 ans, Charles V le Sage meurt. Son fils de douze ans seulement devient le roi Charles VI mais, mineur, il est placé sous la tutelle de ses oncles. Ceux-ci forment un conseil de régence en remplacement du conseil du roi. Les anciens conseillers de Charles V sont progressivement évincés, les oncles du jeune roi (et frères de feu Charles V : Louis d'Anjou, Jean de Berry, Philippe de Bourgogne) accaparant tout le pouvoir. Le règne de Charles V a été marqué par l'affermissement du pouvoir royal vis-à-vis de la noblesse. En effet, celle-ci a déjà été saignée par les effets des batailles de Crécy et Poitiers ou de la grande peste et de ses réminiscences régulières, mais elle fait aussi face à une baisse importante de ses revenus fonciers, les campagnes ayant été dépeuplées par la peste et dévastées durablement par les pillages découlant de la stratégie de terre déserte et de l'action des compagnies : les paysans ont fui et leurs terres sont souvent retournées en friche (en particulier, les pieds de vignes détruits entraînent des difficultés durables de production de vin pourtant indispensable à l'époque où l'eau est rarement salubre). Avec le retour de l'ordre, les choses se sont arrangées, les terres ont été recolonisées, mais beaucoup de seigneurs cèdent leurs terres en fermage ou en métayage ce qui est moins rentable, mais permet des revenus plus réguliers et permet d'être présent à la cour pour bénéficier des largesses de son suzerain. En effet, le trésor royal est enrichi par une fiscalité devenue permanente ce qui permet d'entretenir et de fidéliser ses vassaux. C'est pourquoi les oncles ont besoin de puiser dans les finances royales pour s'assurer le soutien d'une large clientèle et constituer de véritables principautés. Ce gouvernement est relativement néfaste pour le Trésor dans lequel les grands du Royaume prennent l'habitude de puiser. Quand Louis d'Anjou décide de partir conquérir le lointain royaume de Naples qu'il revendique depuis 1382, il finance son expédition aux dépens du trésor royal, mais cela l'éloigne des affaires de France et laisse Philippe le Hardi prendre une influence prépondérante au sein du conseil.
À l'été et à l'automne 1386, Philippe II de Bourgogne, l'oncle du roi de France, réunit une armée franco-bourguignonne et une flotte de 1.200 navires près de la ville zélandaise de L'Écluse pour tenter une invasion de l'Angleterre, mais cette entreprise échoue. Une ville en bois avec des parties en bois numérotées et les charnières correspondantes a été spécialement préparée à cet effet. La ville devrait atteindre un mur d'enceinte de 14 kilomètres de long. Cependant, le frère de Philippe, Jean de Berry, est apparu délibérément en retard, de sorte que le temps d'automne a empêché la flotte de partir et l'armée d'invasion s'est dispersée à nouveau.
Cette période est calme d'un point de vue militaire car le royaume d'Angleterre est en proie à une guerre civile. Une révolte des paysans est déclenchée par la crise économique qui sévit alors en Angleterre à la suite de l'interruption des commerces du sel, des vins et de la laine, les hausses d'impôts nécessaires à l'entretien de l'armée et le discrédit qui frappe la noblesse du fait de ses défaites à répétition en France. L'insurrection est coordonnée par des prédicateurs lollards dont les idées égalitaires séduisent. Elle prend le contrôle de Londres avant d'être matée par Richard II.
Les campagnes et les villes supportent mal la forte pression fiscale concédée à titre provisoire pour entretenir l'effort de guerre, mais qui est devenue permanente, d'autant que les recettes semblent plus utilisées pour l'organisation de fêtes somptueuses (nécessaires pour entretenir sa clientèle) que pour la sécurisation du territoire. En 1388, Charles VI, âgé de 20 ans, constatant la gabegie et le discrédit entraîné par le gouvernement de ses oncles décide de reprendre en main les affaires du Royaume,. La régence prend fin, mais il garde ses oncles comme conseillers et fait revenir les anciens ministres de son père, que l'opposition féodale surnommait les marmousets, en référence à des figures grotesques qui côtoient les gargouilles dans les cathédrales.

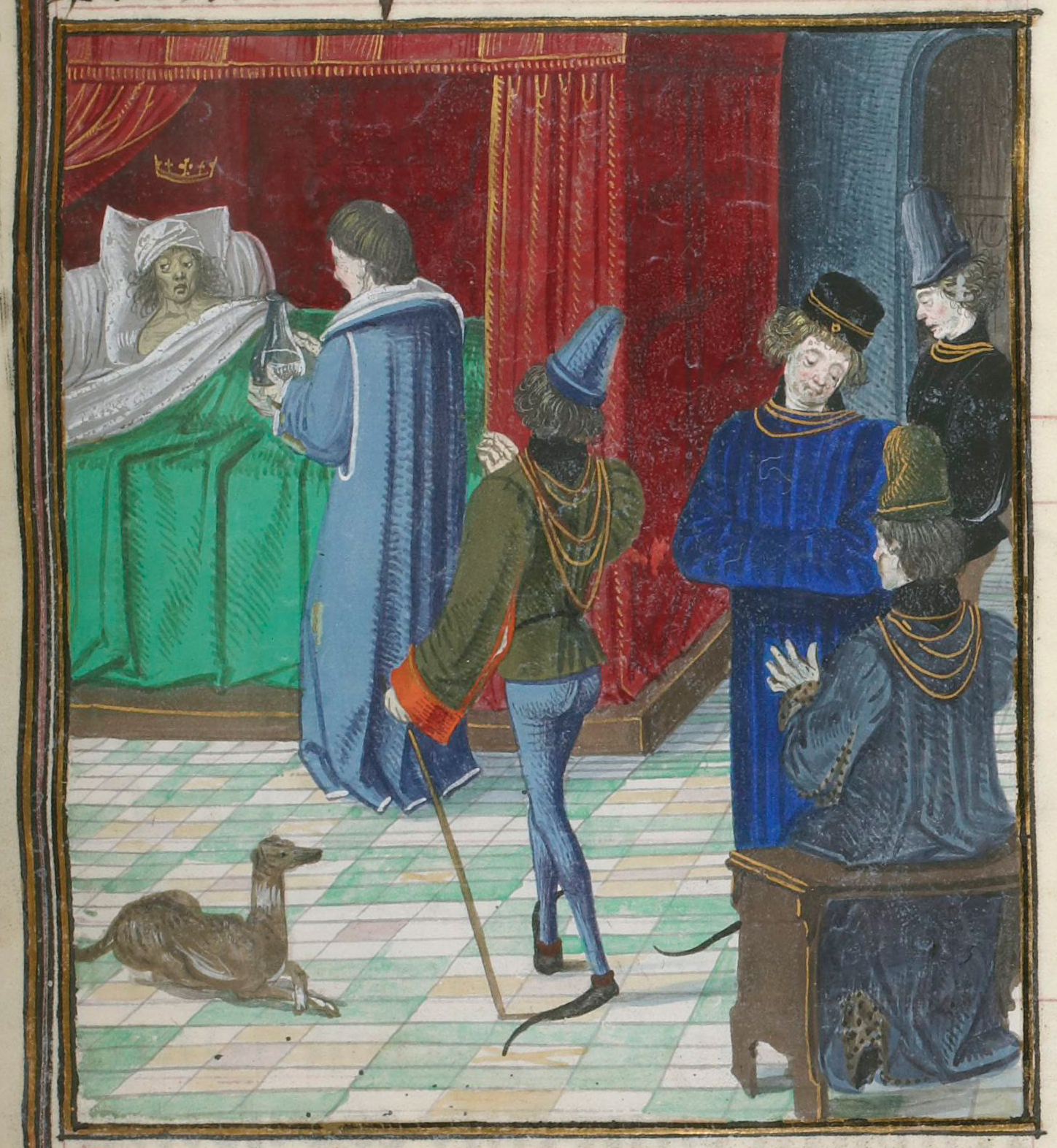
alité.
Enluminure, vers 1470-1475, Paris, BnF, département des manuscrits, ms. Français 2646, 164.

Le règne du jeune roi, très populaire, s'annonce aussi positif que celui de son père, lorsque, pendant une expédition punitive contre le duc de Bretagne, il tombe « malade », selon les dires de l'époque. En effet, il est alors pris à partie par un individu qui lui aurait dit : « Sire, vous êtes entourés de traîtres, vos compagnons veulent votre mort ! » Le roi Charles, dans un accès de démence, dégaine son épée et se rue vers ses écuyers. Il faut plusieurs hommes pour le maîtriser. Le sombre épisode du Bal des ardents, quelques mois plus tard, achève de le déstabiliser psychologiquement.
À partir de 1392, Charles VI est pris de folie par intermittence, selon un cycle de crises suivies de « rémissions » plus ou moins longues, durant lesquelles il retrouve tous ses moyens intellectuels. Cependant, avec l'âge, les crises deviennent de plus en plus violentes et longues, et les rémissions de plus en plus brèves.
Le Royaume n'étant plus dirigé, les oncles du roi reprennent le pouvoir au sein d'un conseil de régence présidé par la reine (Isabeau de Bavière) et les marmousets sont renvoyés. La reine étant piètre politique[réf. nécessaire], le duc de Bourgogne Philippe le Hardi exerce le pouvoir de fait. Mais, il lui faut de plus en plus compter avec Louis d'Orléans, le frère cadet du roi, qui s'emploie à contrer l'influence du duc de Bourgogne à la cour de France[réf. nécessaire]. Ce dernier avait par ailleurs déjà acquis la propriété du comté de Blois en 1391.

#### Armagnacs et Bourguignons: de 1392 à 1429

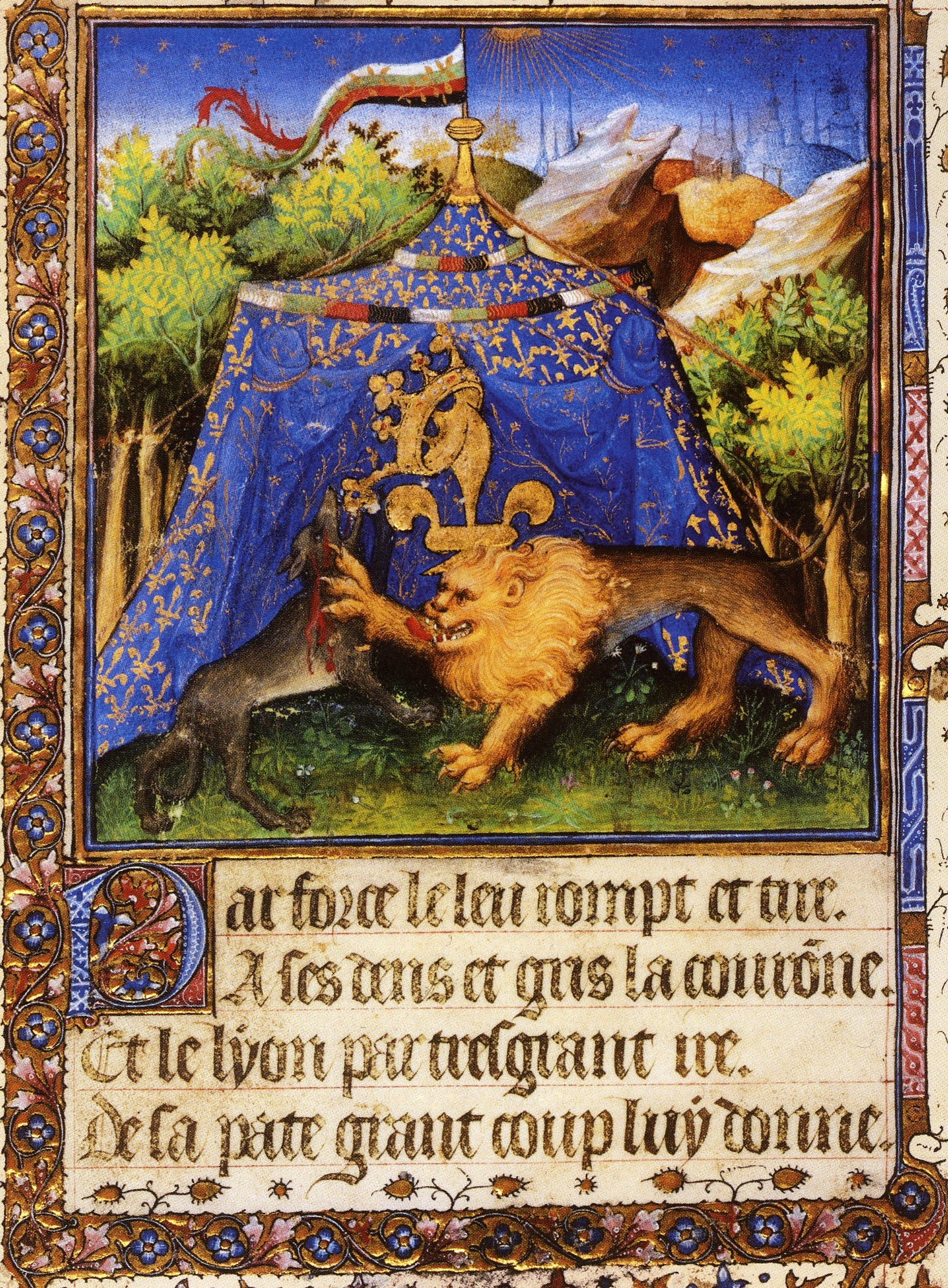
Sur fond de tente fleurdelisée (le royaume de France), un loup (représentant le duc Louis Ier d'Orléans) tente de saisir entre ses crocs une couronne tandis qu'un lion (symbolisant les armes de Flandre du duc Jean de Bourgogne) lui donne un grand coup de patte.
Enluminure d'inspiration bourguignonne, XVe siècle, Vienne, Bibliothèque nationale autrichienne.

La reprise du conflit trouve ses origines dans différents facteurs. En premier lieu, France comme Angleterre connaissent des luttes pour le pouvoir. En Angleterre, c'est avant tout les revers contre la France qui entraînent un changement dynastique[réf. nécessaire] : après un long conflit, Henri IV de Lancastre s'impose comme roi. En France, la folie de Charles VI entraîne la mise en place d'un conseil de régence présidé par la reine. Le pouvoir réel est partagé par les grands du Royaume (Louis d'Orléans, chef de file des Armagnacs, et Jean sans Peur, duc de Bourgogne, le duc de Berry étant plutôt un médiateur entre les deux premiers).
Louis d'Orléans prend une influence grandissante sur la reine et est accusé par les Bourguignons, qui se sentent lésés, d'être son amant (et le père réel du dauphin). Cette lutte de pouvoir entre Armagnacs et Bourguignons rapproche progressivement ces derniers des Anglais, d'autant qu'en 1407 Jean sans Peur fait assassiner le duc d'Orléans. Le pays sombre dans la guerre civile. D'un point de vue religieux, le Grand Schisme oppose le pape de Rome (soutenu par les Anglais et les Bourguignons) à celui d'Avignon (soutenu par les Armagnacs).

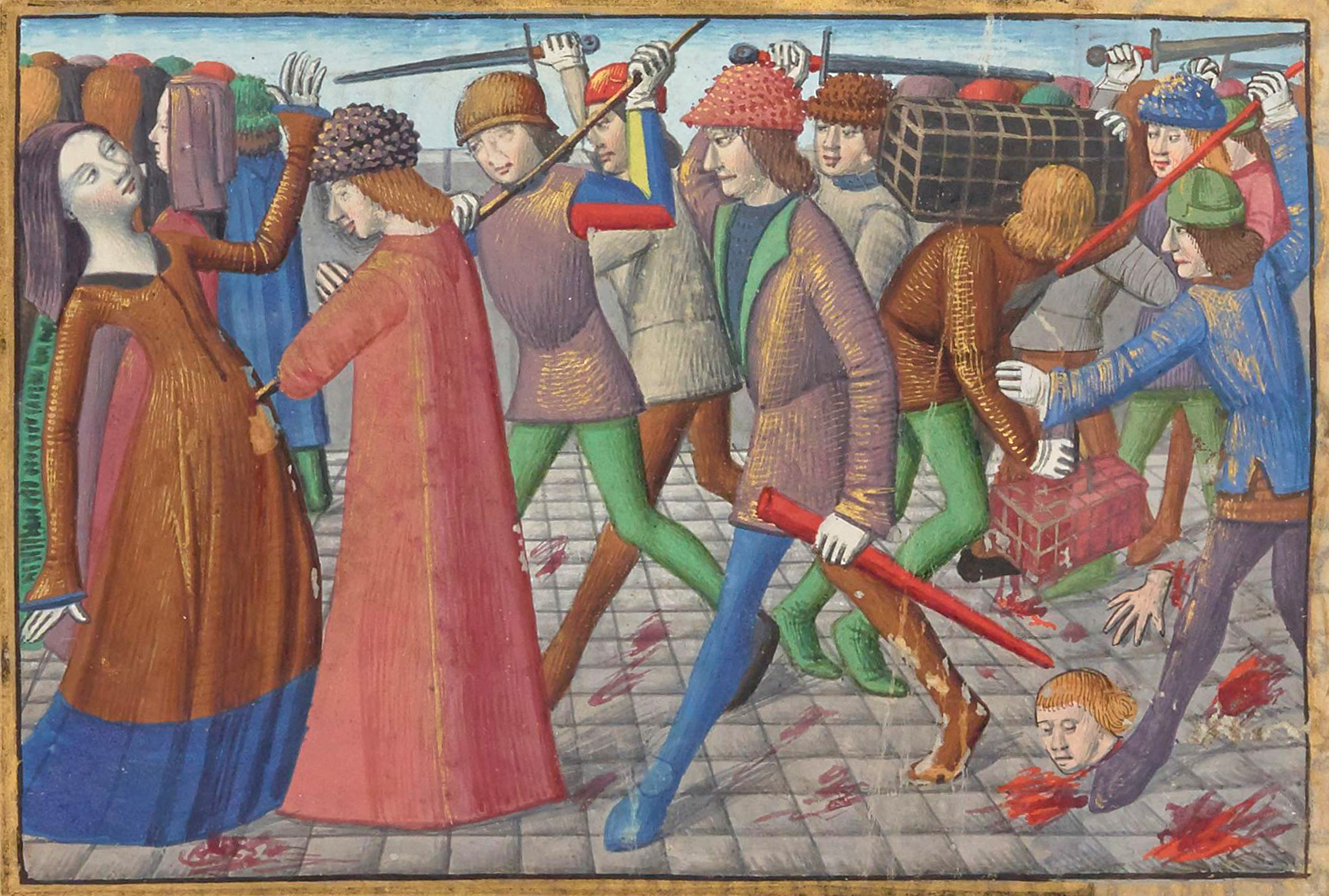
Représentation de la révolte des Cabochiens. Miniature ornant le manuscrit de Martial d'Auvergne, Les Vigiles de, vers 1484, BNF.

En fait, ce sont deux systèmes économiques, sociaux et religieux qui se font face. La France, pays avec une agriculture florissante et un système féodal et religieux puissant d'une part ; l'Angleterre d'autre part, pays d'élevage qui vend sa laine aux drapiers des Flandres. C'est un pays où l'artisanat et la bourgeoisie des villes prennent de l'importance. Les Armagnacs défendent le modèle français, Jean sans Peur, pour prendre le contrôle de Paris, milite pour le modèle anglais (d'autant que les Flandres appartiennent au duché de Bourgogne) promettant baisses d'impôts et contrôle de la monarchie par les états généraux et est soutenu par les artisans et les universitaires parisiens. Il se rend ainsi maître de Paris et donc du roi en 1413. Ses alliés les cabochiens (du nom de leur chef le boucher Simon Caboche) font régner la terreur. Le 27 mai 1413, l'ordonnance cabochienne est rédigée et promulguée dans l'esprit de la grande ordonnance de 1357. Mais leurs exactions ont fini par lasser les Parisiens qui appellent les Armagnacs à la rescousse. Jean sans Peur doit fuir et se rapproche des Anglais.
Henri V, fils d'Henri IV, comprend la nécessité d'unir sa noblesse contre un ennemi commun et d'attaquer la France. Il revendique l'héritage de Guillaume le Conquérant et des Plantagenêt : la Normandie et l'Aquitaine, soit la moitié de la France. On lui propose l'Aquitaine et la main de Catherine, fille du roi richement dotée, mais on lui refuse la Normandie. En 1415, il se proclame roi de France (en tant qu'arrière-petit-fils d'Édouard III, dont il reprend la revendication en tant que descendant direct de Philippe le Bel, tandis que les Valois descendent du frère cadet de ce dernier) et débarque à Chef-de-Caux, près de la future ville du Havre avec 13 000 hommes. Il ne vient pas mener une énième chevauchée en Normandie mais compte s'emparer de la région. Il commence par prendre la ville d'Harfleur puis en expulse les habitants et les remplace par des colons anglais. La dysenterie qui frappe son armée oblige le roi d'Angleterre à reporter ses rêves de conquête. Il décide de regagner l'Angleterre via Calais.

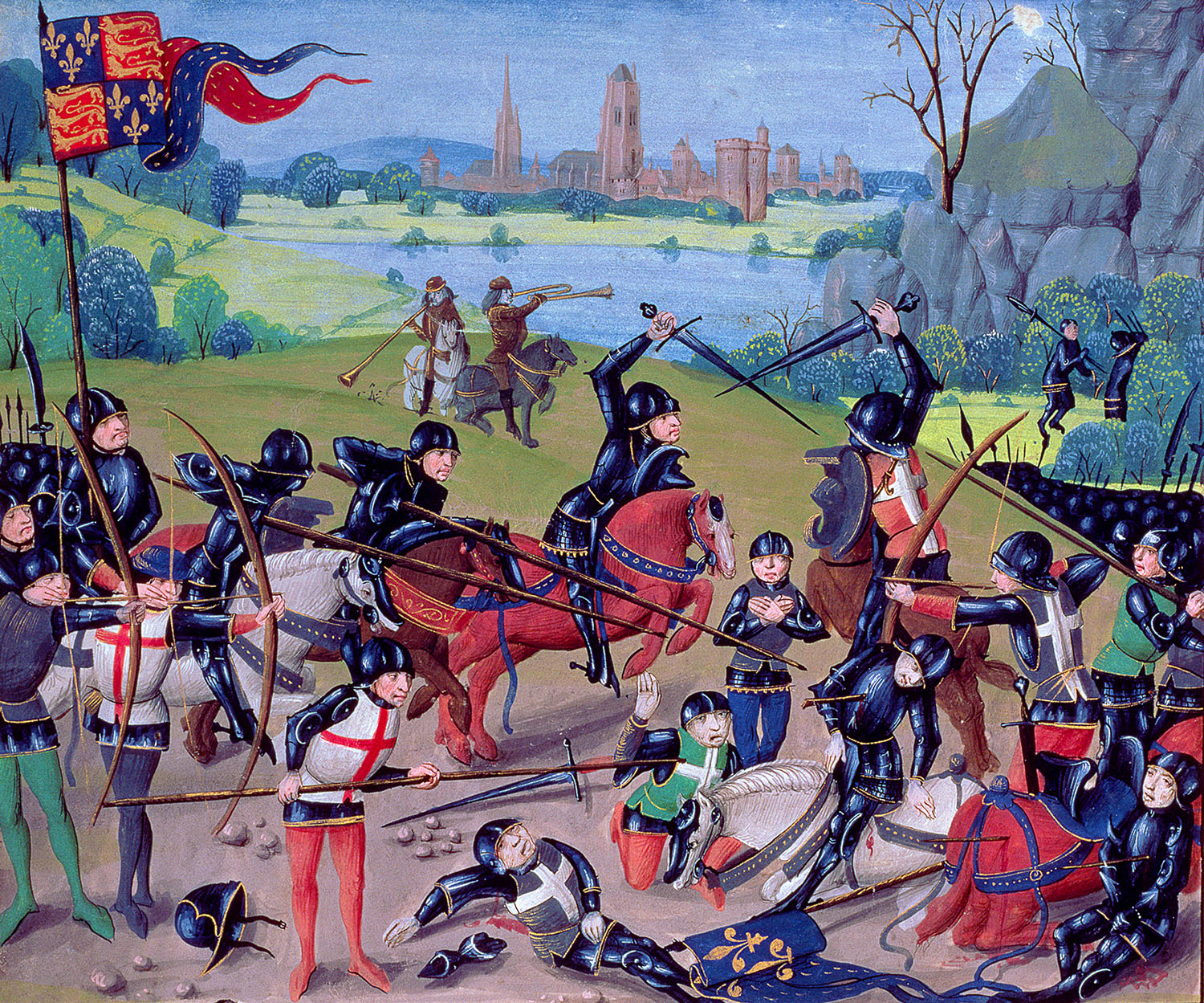
La bataille d'Azincourt, miniature tirée d'une Chronique de Saint Alban, Lambeth Palace, Ms.6, f.243.

Face à ce danger, Armagnacs et Bourguignons, les deux partis qui se disputent le pouvoir en France, font une trêve pour faire face. L'armée française rattrape Henri V en Picardie. Au moment crucial, les Armagnacs rechignent à laisser le commandement au duc de Bourgogne qui retire ses troupes : les Français ne sont que 20 000. La chevalerie française paie une nouvelle fois ses insuffisances tactiques et la faiblesse de son commandement : les Anglais taillent en pièces la fine fleur de la noblesse de France à Azincourt, le 25 octobre 1415. Ils peuvent rembarquer sans inquiétude. Cette humiliation des Français aggrave les dissensions au sein du Royaume et révèle à Henri V qu'il peut revenir.
Celui-ci lève des fonds pour conduire une guerre de sièges face aux châteaux fortifiés sous Charles V le Sage. Deux ans après sa victoire à la bataille d'Azincourt, le roi d'Angleterre revient en Normandie avec une armée de 10 000 à 12 000 hommes et une artillerie à feu considérable pour l'époque : il compte bien entreprendre la conquête du duché de Normandie.
Armagnacs et Bourguignons s'opposent alors dans une véritable guerre civile et ne luttent guère contre les Anglais : Paris, et donc le roi, sont contrôlés par le comte d'Armagnac entre 1413 et 1418, Isabeau de Bavière doit fuir et est recueillie par Jean sans Peur. Les Armagnacs multipliant les exactions dans la capitale, les Parisiens ouvrent les portes aux Bourguignons qui ont su mener une politique accommodante de baisse des taxes dans les villes qu'ils contrôlent fin mai 1418. C'est un nouveau bain de sang : en juin 1418, les Armagnacs sont massacrés et le futur Charles VII que son père a nommé lieutenant du Royaume se proclame régent en décembre 1418, et, prenant la tête du parti Armagnac, établit son gouvernement à Bourges. Henri V a les mains libres : en moins de deux ans, toutes les forteresses normandes, villes ou châteaux, tombent. Rouen, assiégée, est réduite à la famine. La ville accepte finalement d'ouvrir ses portes au roi d'Angleterre le 19 janvier 1419. À cette date, seul le Mont-Saint-Michel tient bon.

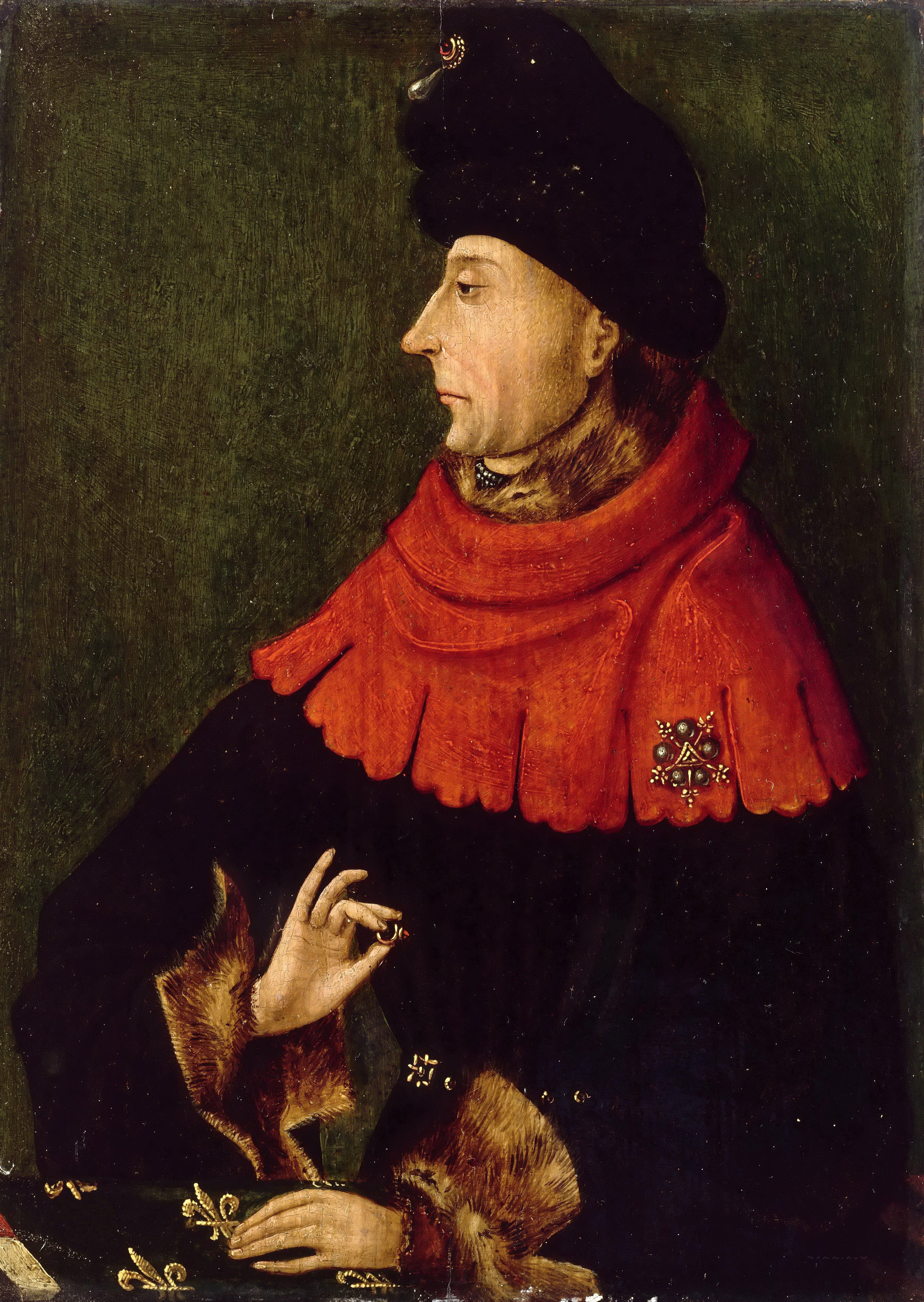
Jean sans Peur, duc de Bourgogne. Musée du Louvre.

Henri V (roi d'Angleterre) d'Angleterre, représenté debout en jeune prince de Galles, antérieurement à son couronnement (miniature, vers 1411-1413, British Library, Londres, Arundel 38, 37).

Les Anglais peuvent prendre Paris en 1419. Une médiation est tentée entre Armagnacs et Bourguignons, et le duc de Bourgogne et le dauphin se rencontrent sur le pont de Montereau le 10 septembre 1419. Mais, lors de l'entrevue, Jean sans Peur est assassiné par des proches du dauphin (pour qui un accord avec les Bourguignons est inacceptable). Le dauphin est accusé d'être le commanditaire et les conséquences sont catastrophiques pour les Armagnacs. Philippe le Bon, fils de Jean sans Peur, s'allie alors ouvertement aux Anglais, et fait signer le traité de Troyes de 1420 à Charles VI, définitivement fou. Le dauphin est déshérité, Henri V épouse la fille de Charles VI et devient l'héritier du royaume de France. Henri V est régent de France en 1421. Les Armagnacs dénoncent ce traité, arguant du fait que la couronne possède le roi, et non le contraire. Ils s'appuient sur le précédent de la succession de Charles IV le Bel et sur la récupération de la loi salique pour refuser que la couronne puisse échoir au futur fils de la fille du roi. La France est partagée en trois influences : le Sud (régions au sud de la Loire, moins la Guyenne) fidèle au dauphin, le Nord-Ouest tenu par les Anglais, le reste aux Bourguignons.
En 1422, Henri V et Charles VI meurent. Charles VI reste alors très populaire. Henri VI, fils d'Henri V, se retrouve roi de France et d'Angleterre, mais mineur, d'où une interruption momentanée du conflit. Le dauphin s'allie avec les Écossais qui lui fournissent des archers ce qui permet un rééquilibrage tactique, d'autant que le duc de Bourgogne, occupé à accroitre ses possessions vers le Hainaut et la Hollande, s'abstient d'intervenir. Les chevauchées et batailles aux fortunes diverses marquent cette période (bataille de Baugé, bataille de Cravant, bataille de la Brossinière, bataille de Verneuil, siège de Montargis), mais elles ne font pas évoluer la situation générale. En juin 1428, les Anglais reprennent les armes et mettent le siège devant Orléans en octobre. C'est dans ces circonstances qu'intervient Jeanne d'Arc.

### Les Anglais boutés hors de France: de 1429 à 1475

#### Jeanne d'Arc

La France en 1429.

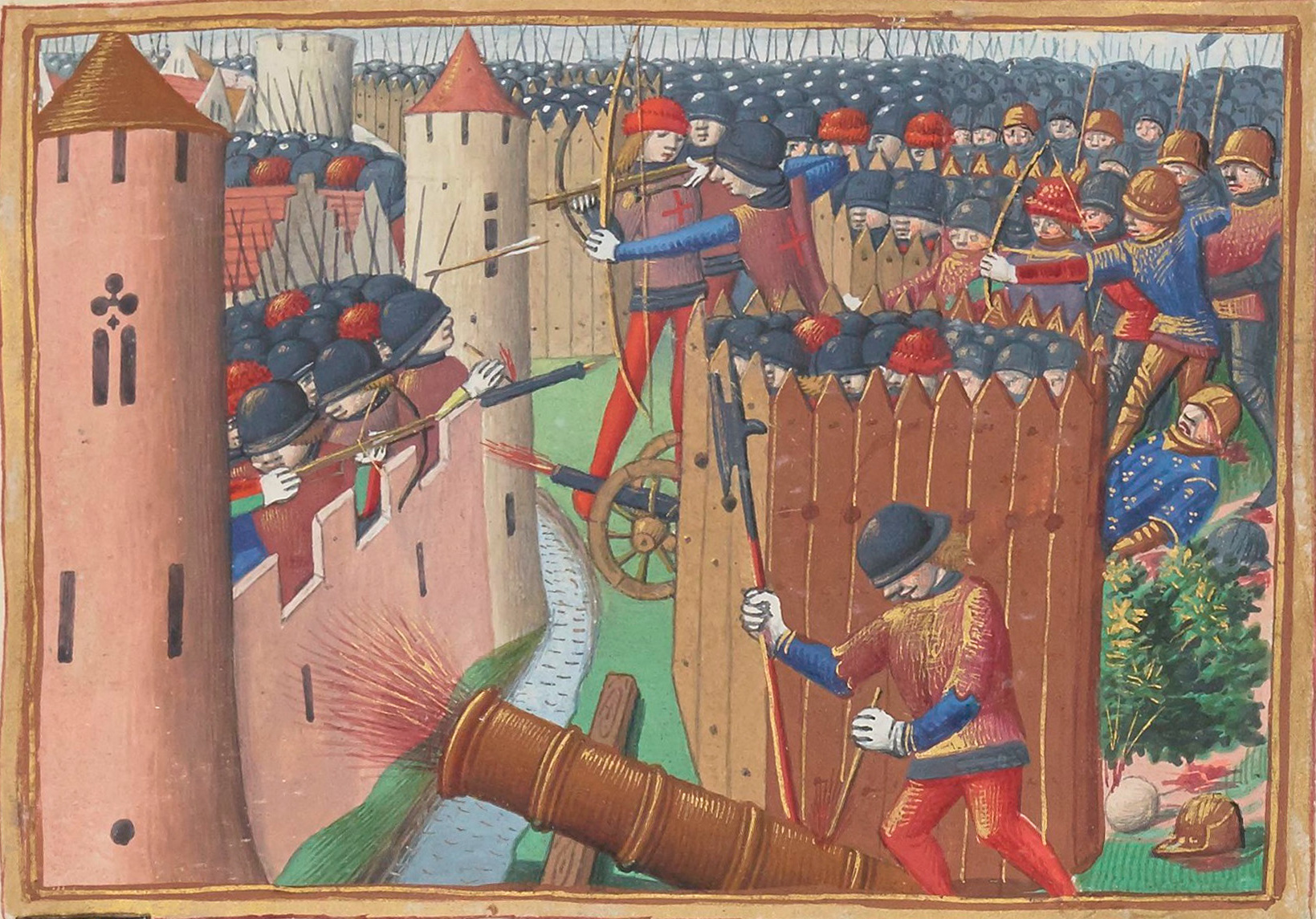
Le siège d'Orléans. Enluminure ornant les Vigiles du roi de Martial d'Auvergne, Paris, BnF, département des Manuscrits.

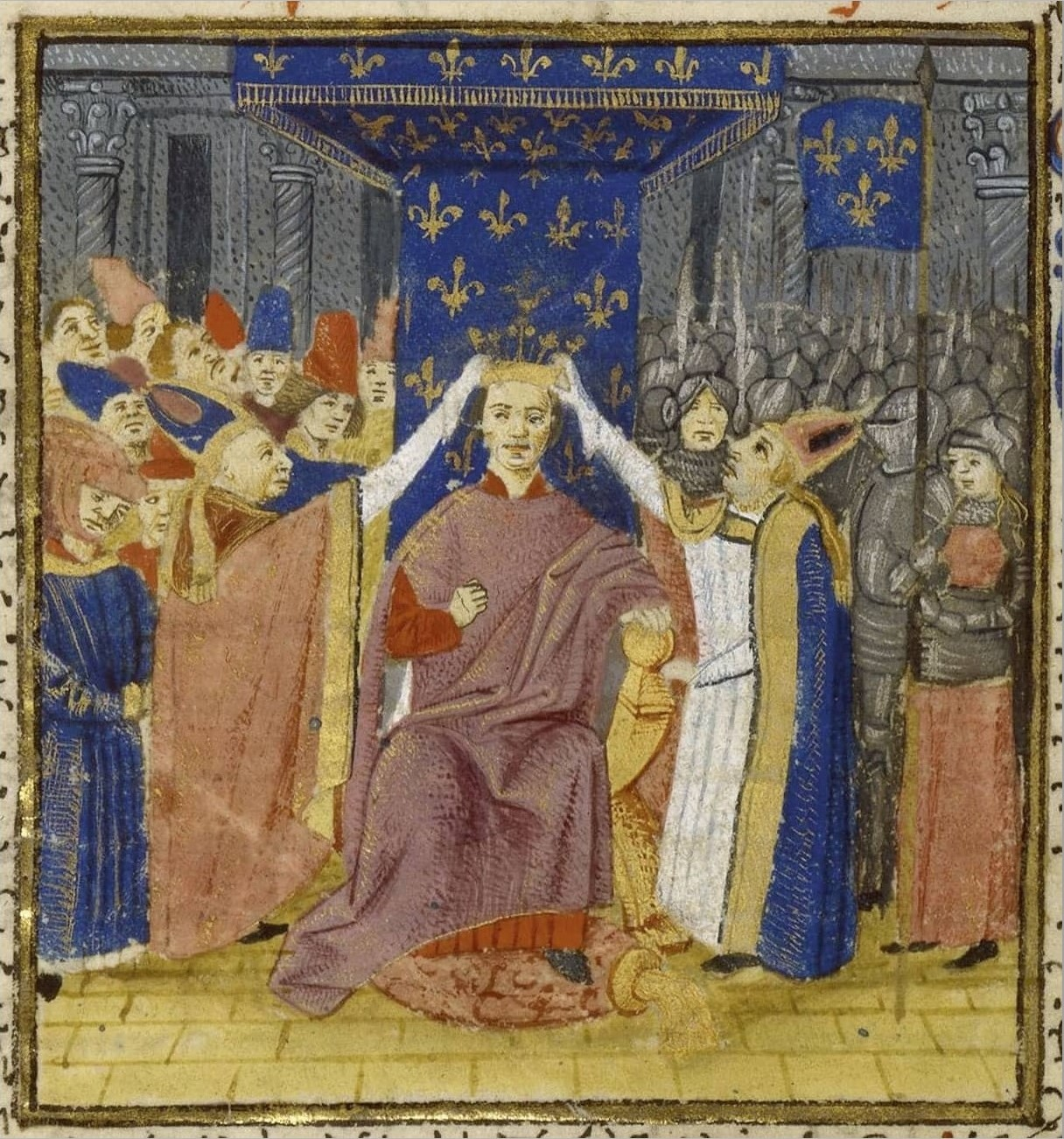
Sacre de Charles VII (roi de France) à Reims en présence de Jeanne d'Arc et d'hommes d'armes en armure. Enluminure ornant la Chronique abrégée des rois de France, BnF, département des manuscrits, Nouvelles acquisitions françaises (NAF) 4811,, XVe siècle.

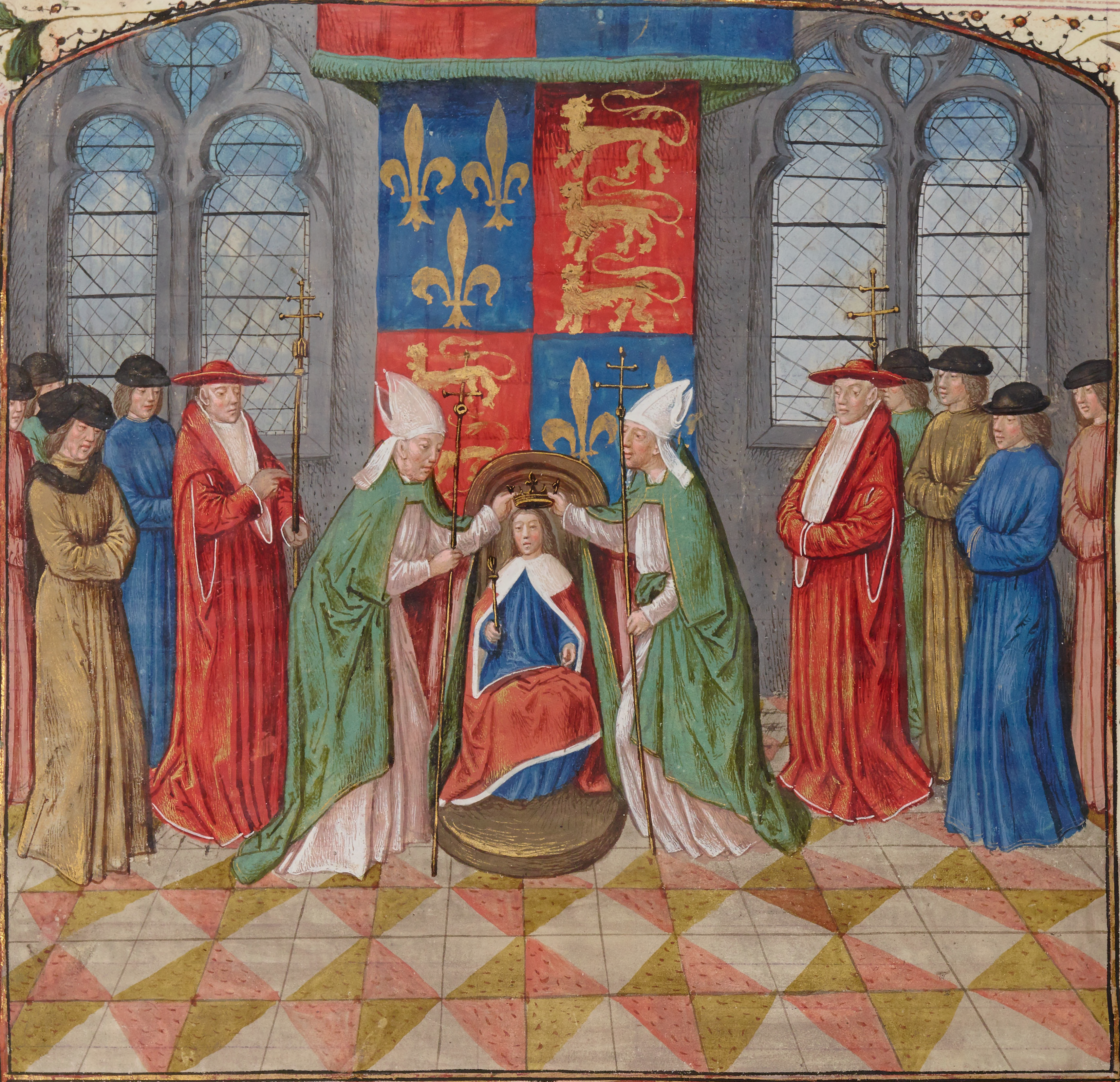
Sacre de Henri VI (roi d'Angleterre) dans la cathédrale Notre-Dame de Paris. Miniature du Maître de la Chronique d'Angleterre, tirée d'un manuscrit de Jean de Wavrin, BNF.

Il se dit dans le Royaume qu'une jeune pucelle envoyée par Dieu, et venant du duché de Lorraine a reconnu miraculeusement le vrai roi de France à Chinon. Charles VII accepte d'envoyer Jeanne d'Arc à Orléans, ville qu'elle se propose de délivrer comme preuve de sa bonne foi, avec un convoi de ravitaillement. En cas de victoire, il verrait légitimée sa revendication au trône de France (qui peut tout aussi bien être revendiqué par Henri VI en vertu du traité de Troyes).
Le siège d'Orléans est une bataille phare, capitale, suivie par toute l'Europe. Le 29 avril 1429, Jeanne entre dans la ville. Le 4 mai, une des bastilles anglaises (construites pour le siège) est prise. Les jours suivants, une seconde, puis une troisième. Le 8 mai, les Anglais se rangent en ordre de bataille. Jeanne interdit à l'armée française d'engager le combat, car c'est un dimanche, un jour sacré pour les chrétiens. Les Anglais lèvent alors le siège. Cet évènement a un retentissement considérable en Europe : le contraste est saisissant entre la lenteur du siège et la vitesse à laquelle il est levé dès l'intervention de Jeanne. Les contemporains croient y voir un miracle. Bonne d'Armagnac, femme de Charles Ier d'Orléans, prisonnier des Anglais et chef des Armagnacs, lui écrit pour lui demander de l'aide. La ville de Toulouse fait de même. Du côté français comme du côté anglais, la propagande fait rage, invoquant dans les deux cas le surnaturel, bon ou mauvais.
Jeanne désire ensuite marcher sur Reims, projet difficilement réalisable, la ville étant en plein pays bourguignon. Charles VII aurait pu être sacré à Orléans (comme le fut Louis VI le Gros, par exemple) ; cependant l'impact psychologique d'un sacre à Reims serait bien plus important, car il serait interprété comme un nouveau miracle, preuve de la légitimation divine du dauphin. La bataille de Patay, victoire française, à laquelle participe le connétable Arthur de Richemont, ouvre les portes de Reims, où Charles VII est sacré roi de France. Cela coupe l'herbe sous le pied d'Henri VI qui ne put être sacré qu'à Notre-Dame de Paris en 1431. À partir de ce moment, l'influence de Jeanne dans le conflit est plus faible : elle n'est plus soutenue par Charles VII qui, une fois sacré, souhaite ménager les ecclésiastiques (qui ont été profondément divisés par le grand schisme d'Occident) pour assoir sa couronne. Elle échoue devant Paris en 1429. Elle est envoyée dans le Berry pour neutraliser les Grandes compagnies qui écument le pays durant les trêves. Elle est alors capturée en 1430, à Compiègne, par Jean de Luxembourg. Charles VII l'abandonne. Son procès est confié à l'évêque de Beauvais, Pierre Cauchon, proche des Bourguignons, mais elle est brûlée par les Anglais à Rouen, le 30 mai 1431. Cette manœuvre permet de ne mettre en cause directement ni les Bourguignons, ni le Pape (l'Inquisition l'avait un temps réclamée), dans ce qui est perçu à l'époque par beaucoup comme le martyre d'une sainte (Jeanne d'Arc ne fut cependant canonisée qu'en 1920 dans un tout autre contexte politique). Le régent anglais fait couronner en hâte Henri VI à Paris le 16 décembre 1431, mais c'est trop tard : les Anglais sont perçus comme des occupants et les soulèvements se multiplient.

#### La fin du conflit

Batailles et opérations majeures en France entre 1415 et 1453.

À partir de 1431, la situation politique et militaire des Anglais se dégrade. De fait, depuis le traité de Troyes, ils sont loin de contrôler physiquement tout le territoire qui leur a été assigné : ils n'occupent qu'en partie la Picardie et la Champagne et ne contrôlent qu'imparfaitement l'Île-de-France où les partisans de Charles VII tiennent encore plusieurs places fortes et se cachent dans les forêts du Hurepoix. Entre Saône et Loire les allégeances s'emmêlent. Les capitaines français Dunois, La Hire, Barbazan ou le routier Rodrigue de Villandrando multiplient les coups de main en Champagne et en Île-de-France. La haine des Anglais entraîne de nombreux soulèvements et en Normandie la situation est de plus en plus intenable. En 1432, un coup de main sur le château de Rouen est à deux doigts de réussir. En 1434, la Normandie est en insurrection quasi générale à la suite de l'augmentation des exigences fiscales anglaises et malgré la répression sanglante ordonnée par le duc de Bedford. Jean sans Peur avait multiplié les promesses démagogiques d'exonérations fiscales et les Anglais ne peuvent les tenir. De même, la création d'une université de Caen en 1432 est vécue par les maîtres de l'Université de Paris comme une défiance, voire un détournement de clientèle : les Parisiens s'éloignent des Anglais.
En mai 1435, La Hire et Saintrailles taillent en pièces l'armée anglaise du comte d'Arundel à la bataille de Gerberoy. Le duc de Bourgogne sent le vent tourner et, sous la pression des villes flamandes et des Parisiens qui souhaitent la paix pour des raisons économiques, se rapproche des Français. En 1435, Charles VII fait amende honorable pour l'assassinat de Jean sans Peur, ce qui permet la conclusion de la paix d'Arras avec les Bourguignons. Ce traité permet en outre à Philippe le Bon d'accroître ses possessions : il reçoit les comtés d'Auxerre et de Mâcon, des seigneuries de Péronne, Royes et Montdidier et prend en gage des villes de Picardie comme Amiens, Saint-Quentin et Abbeville. Ce traité fait définitivement basculer le rapport de force en faveur des Français. Immédiatement, des soulèvements anti-anglais se déclenchent, en particulier en pays de Caux et dans le val de Vire. Dans la foulée Dieppe, Montivilliers et Harfleur sont reprises. En 1436, par suite de l'action du connétable Arthur de Richemont,, Paris ouvre ses portes aux Français qui proclament le pardon général. Charles VII ne se presse pas : il réorganise le Royaume et prépare la reconquête.

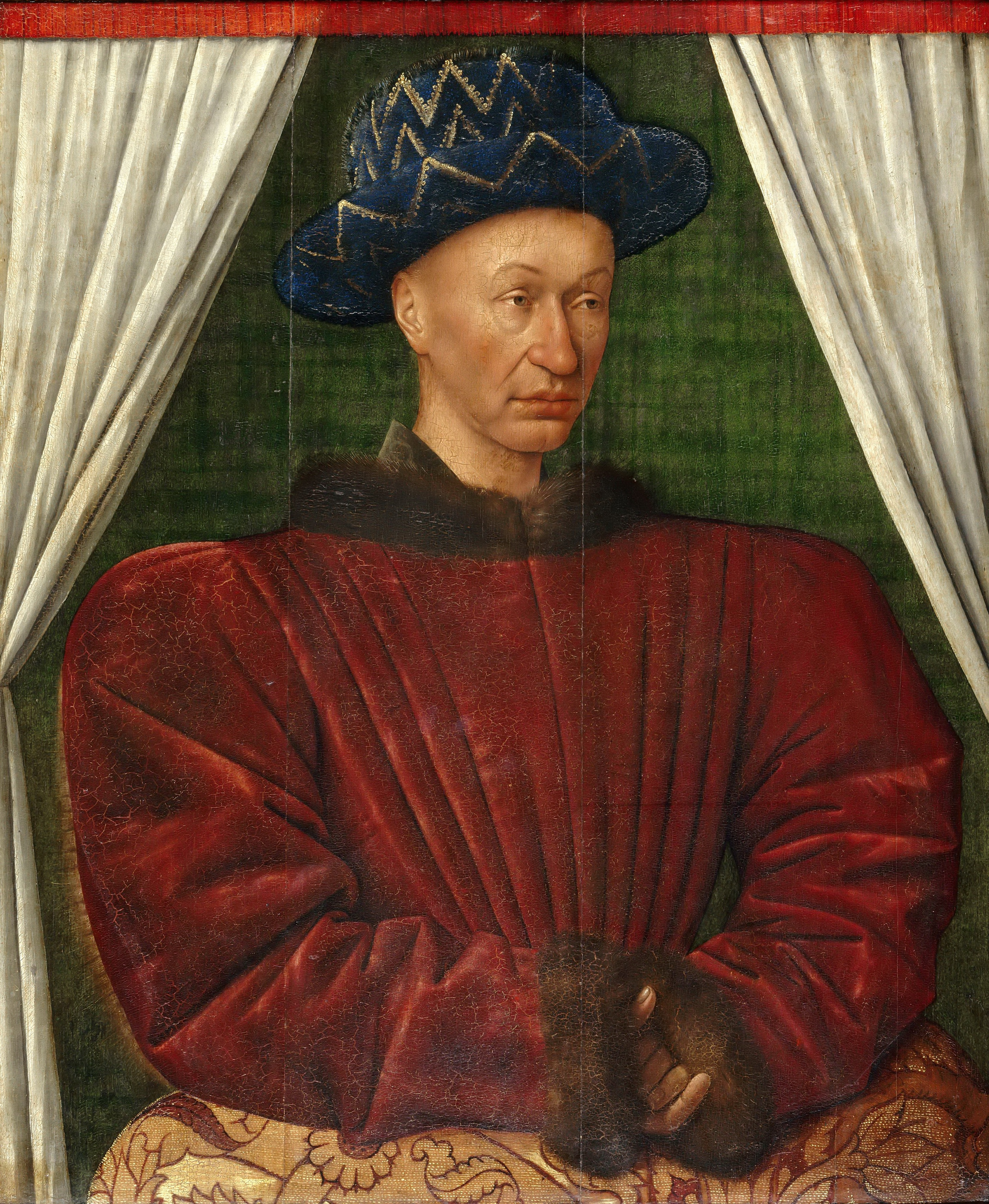
Portrait de par Jean Fouquet.

La dernière phase de la guerre est très lente. Elle est cependant caractérisée par un élément majeur : la supériorité militaire anglaise, fondée sur des archers performants et une infanterie disciplinée, disparaît progressivement au profit des Français qui font émerger une nouvelle technologie sur les champs de bataille : l'artillerie de campagne, organisée par Jean Bureau, qui fait débander l'adversaire, laissant prise à des charges de cavalerie lourde. Le roi d'Angleterre Henri VI, dont la mère est française, se révèle francophile et peu enclin à la guerre. Depuis la mort de Bedford, son conseil est en proie aux discordes. En 1444, la trêve de Tours est conclue entre les deux camps. Charles VII la met à profit et réorganise son armée de manière à pouvoir vaincre les Anglais. Il obtient progressivement des états de la langue d'oïl (1438 et 1443) puis d'oc (1439) la possibilité de reconduire les aides sans réunir les états annuellement : c'est l'instauration de la permanence de l'impôt. Le roi a dès lors les moyens d'entretenir une armée permanente et d'éviter que les mercenaires démobilisés ne se livrent au pillage. Il envoie le dauphin Louis à la tête de plus de 20 000 écorcheurs combattre les cantons suisses révoltés contre le duc d'Autriche. Cela lui permet de tester ses hommes et de se débarrasser des éléments douteux ou mal équipés. Beaucoup de routiers périssent face aux Suisses et aux Alsaciens. Il renvoie ensuite un grand nombre d'éléments indésirables dans leur pays d'origine (en particulier en Espagne) ou les recycle dans l'administration, les disperse par petits groupes, leur ayant accordé des lettres de rémissions.
Au total, Charles VII ne retient à son service que la moitié environ des combattants. Par l'ordonnance de Louppy-le-Châtel de 1445, il les organise en lances, unité de base où les compétences de chacun se complètent. Chacune est constituée d'un homme d'armes accompagné de deux archers à cheval, d'un coutilier (armé d'une épée et d'une longue dague), d'un page et d'un valet (ces derniers ne combattant pas en règle générale). 100 lances forment une compagnie. Les quinze compagnies totalisent 9 000 hommes, dont 6 000 combattants qui forment la grande ordonnance. Bientôt, trois nouvelles compagnies sont créées. Cette armée est entretenue de façon permanente et est mise en garnison dans des villes du Royaume qui ont la charge de l'entretenir. Le coût ne repose donc plus sur les finances royales. En 1448, il crée la petite ordonnance : en cas de mobilisation, chaque paroisse (cinquante feux) est tenue de mettre à la disposition du roi un archer bien équipé et bien exercé. Pour compenser les charges qui pèsent sur lui, il est dispensé d'impôt (la taille) : on l'appelle franc-archer. Choisi par les agents du roi, il est tenu au service de ce dernier. Le Royaume en compte environ 8 000 et possède enfin une archerie comparable à l'armée anglaise. Ceci n'empêche pas le roi de recruter le cas échéant des mercenaires (une garde écossaise permanente est d'ailleurs constituée). Enfin, l'artillerie est organisée en parcs de 24 pièces. Cette artillerie fut utilisée dans un premier temps lors des sièges puis sur les champs de bataille. Au total, le roi peut tabler sur une armée de 15 000 hommes à cheval, mobiles et entraînés.

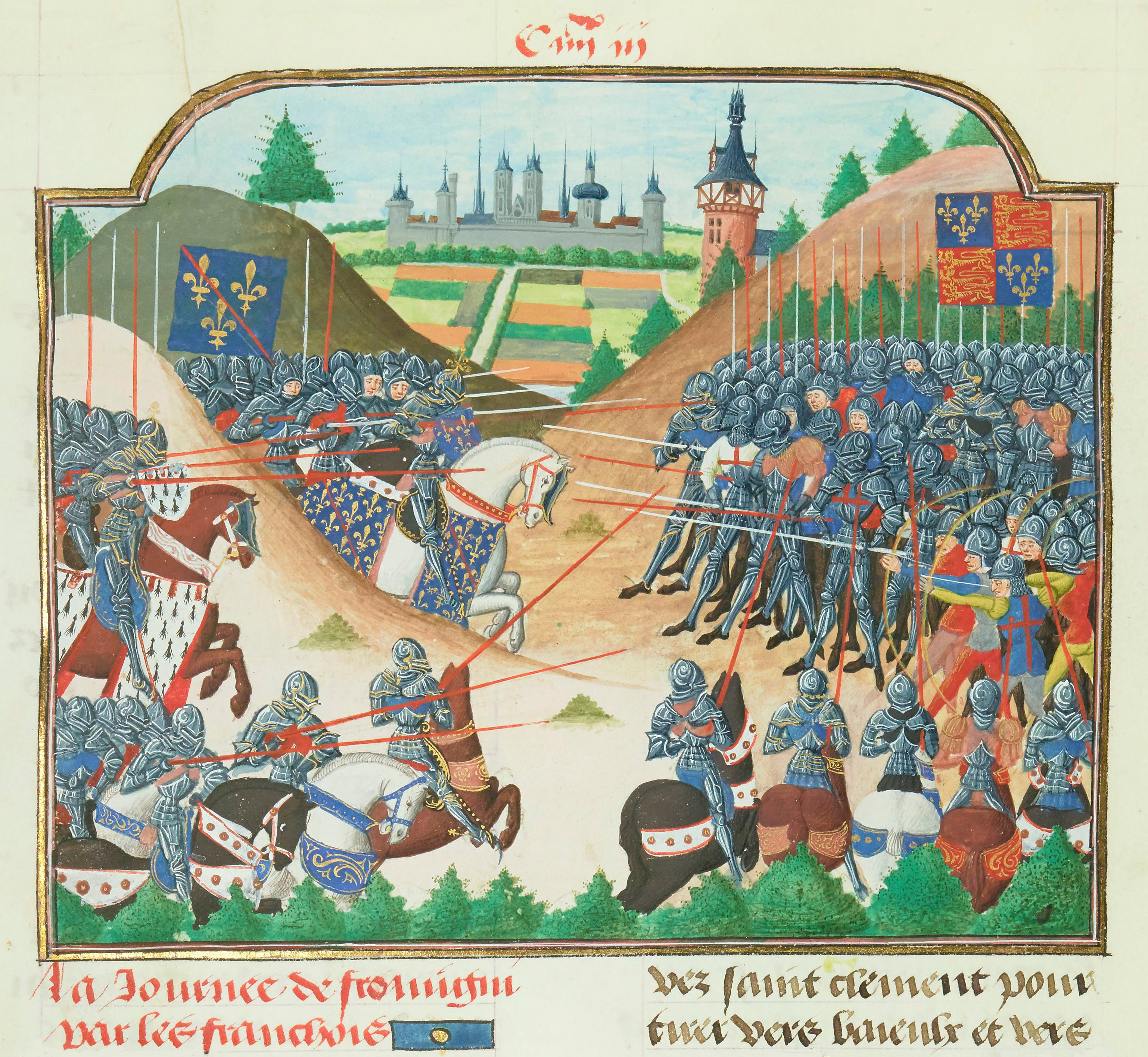
Bataille de Formigny (1450), Miniature attribuée à Philippe de Mazerolles tirée d'un manuscrit de Jean Chartier, BNF, Fr.2691.

Inversement, les archers anglais, dont la formation est très lente, voient leur nombre diminuer progressivement avec les batailles. Capturés, ils sont mis hors d'état de combattre définitivement par amputation du majeur avant d'être rançonnés (ils préfèrent alors souvent mourir plutôt que de se rendre et être mutilés). Moins nombreux, les archers sont aussi moins efficaces : les chevaux de la cavalerie française sont maintenant protégés afin d'être moins vulnérables aux tirs paraboliques des archers et d'autre part, la cavalerie essaye de déborder l'adversaire plutôt que de le charger frontalement comme à Patay où les archers anglais sont massacrés.

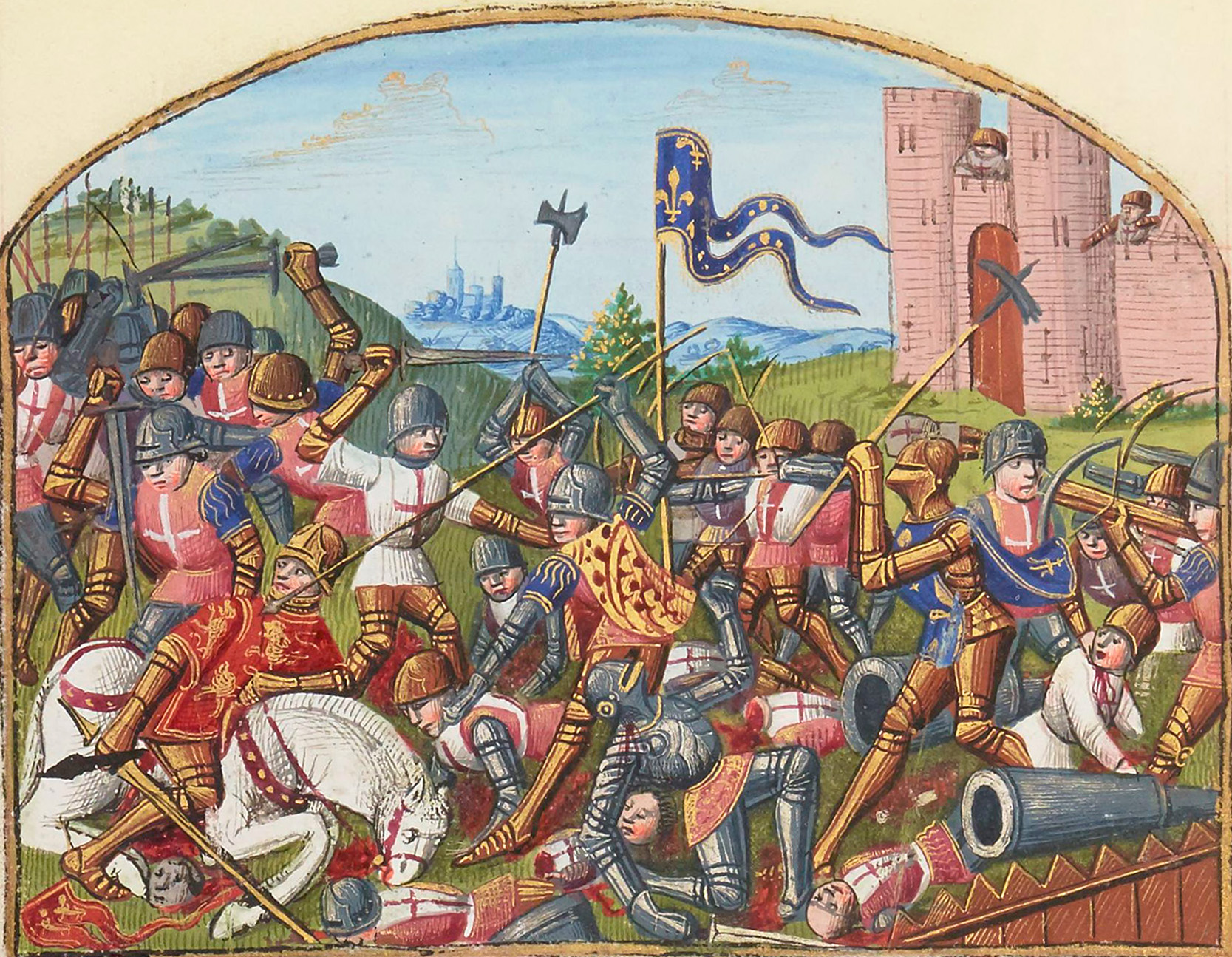
Bataille de Castillon (1453). Miniature extraite des Vigiles de de Martial d'Auvergne, vers 1484,.

L'occasion de rompre la trêve survient le 24 mars 1449 : François de Surienne prend Fougères au duc de Bretagne rallié à Charles VII pour le compte du duc de Somerset, le lieutenant d'Henri VI pour la Normandie. Charles VII attaque aussitôt la Normandie sur trois fronts. Les Anglais y sont considérés comme des occupants et une année, de 1449 à 1450, suffit pour reprendre le duché. La campagne commence par une guerre de siège qui tourne à l'avantage des Français, grâce à l'artillerie : en quelques semaines Lisieux, Argentan, Saint-Lô et Coutances sont reprises. Les habitants de Rouen ouvrent les portes de la ville et Charles VII y entre le 10 novembre. Somerset débordé n'y a même pas pu tenir le château. La prise de Honfleur libère l'estuaire de la Seine. Une armée de secours débarque en Normandie, mais elle est écrasée le 15 avril 1450 à Formigny, où l'artillerie française désorganise les rangs anglais : les archers doivent charger pour neutraliser deux couleuvrines et sont alors balayés par la cavalerie bretonne du connétable de Richemont qui intervient de manière décisive. Cherbourg tombe quatre mois plus tard, il n'y a plus d'Anglais en Normandie.
En Guyenne, les populations ne sont pas pro-françaises, la région exportant massivement du vin vers l'Angleterre. Ainsi, les résultats d'une première campagne victorieuse en 1451, pendant laquelle Bordeaux et Bayonne ont été prises, ont été réduits à néant par une insurrection pro-anglaise, les habitants ayant du mal à accepter la lourde fiscalité française. L'objectif n'est alors plus de prendre les villes mais bien de battre les Anglais dans une bataille rangée[réf. nécessaire]. Elle est livrée le 17 juillet 1453, à Castillon. Les Anglais qui chargent les Français retranchés sont taillés en pièces par 300 pièces d'artillerie tirant à la fois (il s'agit pour la plupart de canons à main), chargées à mitraille et disposées de manière à prendre les assaillants en enfilade. Le carnage est effrayant. Les assaillants sont pressés les uns contre les autres ne pouvant ni s'échapper ni se dissimuler. La cavalerie bretonne charge les survivants et c'est le massacre : 4 000 Anglais perdent la vie. Cette écrasante victoire remportée par Jean Bureau sur John Talbot est décisive.
Le 5 octobre 1453, au château de Lormont, dit « château du Prince Noir », un traité entre Jean de Bueil, amiral de France et chef du corps assiégeant, et Roger de Camois, chef d'artillerie, précise les modalités du départ des Anglais de Bordeaux. Le document stipule que tous les navires anglais peuvent quitter Bordeaux avec leur armement et leurs marchandises. Des sauf-conduits sont délivrés à ceux qui partent par les terres. Il est précisé que ces contrats restent valables jusqu'au 6 octobre,.
Le 9 octobre 1453, au château de Montferrand, près de Bordeaux, était signé le nouveau traité qui donnait pour toujours la Guyenne à la France. La ville de Bordeaux perdait ses privilèges, le droit de battre monnaie, celui de voter l'impôt… Bon nombre de seigneurs gascons furent livrés au roi, ou durent s'exiler, comme Pierre de Montferrand, seigneur de Langoiran. Sur le continent, les Anglais ne gardent que Calais (Philippe le Bon ayant souhaité que les importations de laine anglaise indispensables à l'économie des Flandres ne soient pas perturbées). Aucune paix n'est conclue, mais les Anglais subissent une difficile guerre civile pendant une trentaine d'années et il n'y a plus de combats sur le continent entre les deux pays après cette date qui marque, pour beaucoup d'historiens, la fin du conflit.

#### Le traité de Picquigny
Après la bataille de Castillon, aucune trêve n'a été signée. S'il n'y a plus de bataille rangée entre les deux royaumes, la menace d'une reprise du conflit persiste. Les deux pays se livrent une guerre de course et plusieurs coups de main ont lieu : les Français attaquent Sandwich et l'île de Wight et les Anglais, l'île de Ré. Cependant, à partir de 1453, Henri VI sombre dans la folie comme l'avait fait son grand-père Charles VI. Ceci réactive la question du pouvoir en Angleterre (Henri VI fait partie de la maison de Lancastre qui a pris le pouvoir à la maison d'York en 1399). Le conseil royal est dominé par la reine Marguerite d'Anjou qui défend une politique de conciliation avec la monarchie française. Cela va à l'encontre de la volonté de la plus grande partie de la noblesse anglaise et le duc Richard d'York, très populaire dans la bourgeoisie et le peuple de Londres, lui fait porter la responsabilité de la défaite face aux Français et revendique la régence. À partir de 1455, les deux factions sont en conflit pour la couronne d'Angleterre : c'est la guerre des Deux-Roses. Après une victoire à la première bataille de St Albans, Richard d'York dirige l'Angleterre pendant quatre ans, et maintient Henri VI en semi-captivité. Affaiblis, les Lancastre n'en préparent pas moins leur revanche sous la férule de Marguerite d'Anjou, toujours reine en titre. Ils trouvent une occasion d'agir lorsque, contre toute attente, le roi Henri VI recouvre la raison. Mis bientôt au courant des agissements de Richard, il le chasse de la cour en 1459. Les yorkistes subissent plusieurs défaites et le roi Henri VI est libéré par les lancastriens en 1461. Alors, le comte de Warwick décide de franchir le pas : après la victoire de Towton en mars 1461, il emmène Édouard d'York à Londres pour le faire proclamer roi le 28 juin 1461 sous le nom d'Édouard IV. L'Angleterre a alors deux rois : Henri VI, soutenu par les Lancastre, et Édouard IV, soutenu par Warwick et les York.

Domaine royal
Possessions du duc de Bourgogne
Possessions anglaises

Durant la deuxième partie de la guerre de Cent Ans, les ducs de Bourgogne, depuis Philippe le Hardi, ont progressivement rassemblé un vaste ensemble territorial, qui comprend à l'est la Bourgogne et la Franche-Comté, et au nord la Picardie, l'Artois, le Hainaut, le Brabant, la Hollande et le Luxembourg, entre autres. Du fait du traité d'Arras de 1435, la Bourgogne, gouvernée par Philippe III le Bon, est devenue indépendante. Son fils Charles le Téméraire, qui lui succède en 1467, est dévoré par l'ambition : il espère réunir ses domaines en annexant une partie de l'Alsace et de la Lorraine, et obtenir ensuite une véritable couronne, qui ferait de lui l'égal du roi de France, son rival.
Cependant, alors que Henri VI et Marguerite s'enfuient en Écosse, Édouard IV s'aliène Warwick, grand ami du roi de France Louis XI, par une politique par trop favorable aux Bourguignons du duc Charles le Téméraire. Or Warwick, surnommé « le faiseur de rois », est le principal artisan de l'accession d'Édouard au trône. Ce dernier résout la situation en écartant l'influent Warwick en 1464, puis le reste du clan Neville. Contraint de se réfugier en France en 1470, Warwick se réconcilie avec les Lancastre. Louis XI tient en respect les yorkistes par le bluff : en 1468, il mobilise une flotte en Normandie, laissant supposer qu'il prépare un débarquement en Angleterre, alors qu'il n'a pas recruté d'armée. Les Lancastre rassemblent alors des troupes, et, aidés financièrement par Louis XI, qui négocie en parallèle la fin de la guerre de Cent Ans avec Édouard IV, débarquent en Angleterre en septembre 1470. Ils parviennent à réinstaller Henri VI sur le trône d'Angleterre, mais la réaction d'Édouard IV est vive : aidé par Charles le Téméraire, il bat en 1471 Warwick à la bataille de Barnet (14 avril), puis les Lancastre à la bataille de Tewkesbury (4 mai) où le fils de Henri VI est tué, reprend le pouvoir et fait assassiner Henri VI.
Sur le continent, Louis XI mène contre le menaçant Charles le Téméraire une guerre feutrée : il évite autant que possible l'affrontement direct, préférant monter les cantons suisses et le Saint-Empire contre les Bourguignons. En effet, pour réaliser une continuité territoriale, Charles doit s'assurer le contrôle de terres dépendantes du Saint-Empire ; sa puissance et sa politique expansionniste inquiètent les Helvètes. Louis fomente avec les Suisses une violente opposition à l'élection du candidat bourguignon au siège archiépiscopal de Cologne. Il finance, en 1474, une révolte des cités alsaciennes appuyées par les cantons suisses dotés d'une armée redoutable dont il assume une partie du financement. En juillet 1475, Édouard IV d'Angleterre débarque à Calais, à la demande de Charles le Téméraire, et marche sur Reims à la tête de 20 000 à 30 000 hommes pour se faire couronner roi de France. Fin août, les deux rois se rencontrent à Picquigny. Louis XI offre 300 chariots de vin. Édouard IV, qui se retrouve à la tête d'une armée avinée, négocie son départ contre 75 000 écus payables immédiatement et une pension de 50 000 écus pour les neuf années à venir. Il est possible que Louis XI ait promis de ne plus se mêler des affaires anglaises, et qu'Édouard IV n'ait pas voulu risquer une défaite qui aurait fragilisé sa couronne alors que Charles le Téméraire était en difficulté contre les Suisses (il doit lever le siège de Neuss devant l'arrivée de l'armée impériale) et n'était pas en mesure de le soutenir au besoin. Le traité de Picquigny marque la fin de la guerre de Cent Ans. En outre, la manœuvre de Louis XI a discrédité les Anglais, qui ont préféré le vin au combat, et a brisé leur alliance avec la Bourgogne. Charles le Téméraire, vaincu par les Suisses, trouve la mort à la bataille de Nancy en 1477 ; son corps sera dévoré par les bêtes sauvages. Calais reste anglaise jusqu'à sa prise par la couronne de France en 1558.

## Conséquences

### Conséquences démographiques

Diffusion de la grande peste en Europe.

Contrairement à ce qu'on pourrait penser, les combats pendant la guerre de Cent Ans font peu de morts directes. À la vue de la longueur de la période étudiée, il y a peu de batailles, qui engagent rarement plus de 10 000 hommes. Elles font souvent peu de victimes du fait de l'habitude de l'époque d'épargner les prisonniers pour en tirer une rançon. Cependant, à Poitiers ou à Azincourt, les Anglais, voulant affaiblir durablement la chevalerie française, ne font pas de quartier, ce qui a pour conséquence de saigner fortement la noblesse française. Certains auteurs ont estimé que 40 % de la chevalerie française disparaît lors de la bataille de Poitiers (1356), et au moins 70 % à Azincourt. Cela entraîne un renouvellement important de la petite noblesse qui contribue à sa perte de pouvoir. En Beauce, par exemple, vers 1500, seuls 19 % des nobles peuvent se prévaloir d'un titre antérieur au XIVe siècle.
Le second grand fléau est la grande peste de 1349, qui est largement plus dévastatrice que la guerre. Entre le début du XIVe et le milieu du XVe siècle, l'Occident a perdu 30 % de sa population. La maladie surprend la population de l'époque puisque depuis 767, la peste a disparu d'Occident ce qui la rend d'autant plus redoutable. La contamination des populations suit les routes commerciales.
La maladie pénètre à Marseille et remonte le Rhône mais aussi le Languedoc en février 1348. En avril, Toulouse est touchée, et un mois plus tard, c'est au tour de Bordeaux, ce qui permet à l'infection d'atteindre plus facilement l'Angleterre.
Elle a été dévastatrice en 1349 mais a eu aussi des récurrences pendant de longues années qui sont d'autant plus dévastatrices que les chevauchées (et la tactique de la terre déserte) et les pillages des compagnies ont durablement touché les campagnes. Des terres sont retournées en friches, des périodes de disettes ont été notées en 1345-1348, 1351, 1361, 1368, 1373-1375, avec à chaque fois une augmentation de la mortalité. Vers 1310-1320, la France compte peut-être 21 millions d'habitants dans les frontières actuelles. Un siècle plus tard, en 1430, elle ne compte plus que 8 à 10 millions environ d'habitants. Avec une perte de 60 % de sa population, elle est revenue au niveau de l'an mille. En Angleterre, vers 1400, il ne reste que 2,1 millions sur 4 millions d'habitants au début du conflit.
On observe, en Angleterre, une désertification des campagnes qui accentue la transition vers une société commerçante avec un fort pouvoir des villes, alors que la France garde une population à 90 % agricole. Des mesures sont prises comme la mise en quarantaine des navires arrivant de Marseille en 1383 ou bien à Lille, l'interdiction d'enterrer les malades dans les églises urbaines, mais dans presque toute l'Europe, les mesures prises sont totalement inefficaces.
Les réactions des populations face à la maladie sont très diverses : des phénomènes d'hystérie collective apparaissent, des comportements superstitieux comme la flagellation se développent, plus généralement, l'on note une augmentation de la ferveur religieuse ; enfin, des boucs émissaires, issus des minorités religieuses et ethniques sont désignés arbitrairement, et persécutés par les locaux.

### Évolutions tactiques

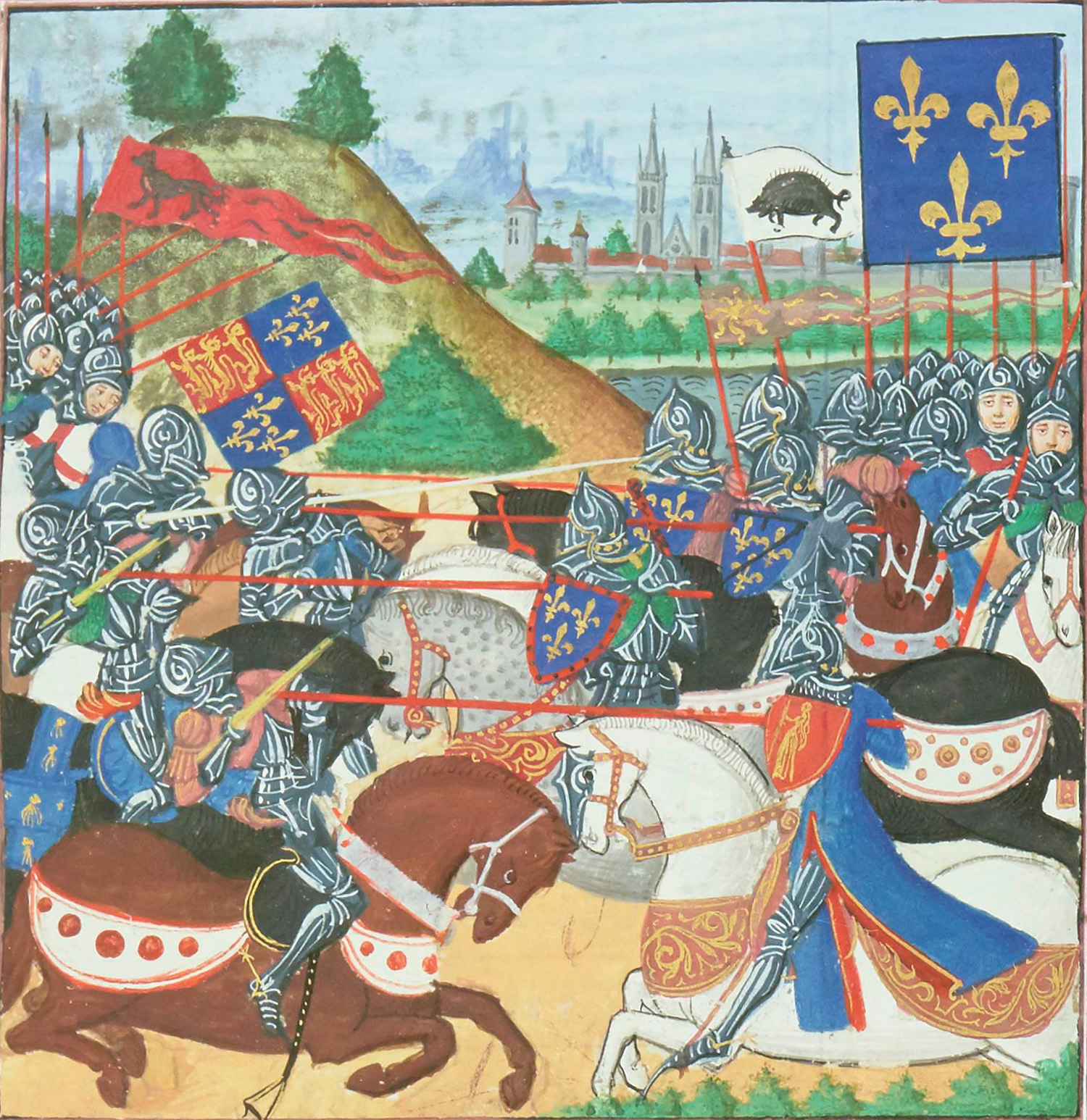
Bataille de Patay (1429) : la chevalerie charge avant que les archers anglais aient pu se retrancher. Jeanne d'Arc y remporte une victoire décisive. Détail d'une miniature attribuée à Philippe de Mazerolles tirée d'un manuscrit de Jean Chartier, Fr.2691.

À la fin du Moyen Âge, les armées sont composées principalement de deux éléments : les gens d'armes, c'est-à-dire la cavalerie lourde, fer de lance de l'armée ; les gens de pied, composés eux-mêmes de fantassins et de gens de trait (archers et arbalétriers). La structure sociale se retrouvait aussi dans les armées, l'équipement militaire étant à la charge du combattant. L'armure présente sur le gisant du Prince Noir reflète à ce titre le niveau de perfectionnement de l'équipement de certains : en acier résistant aux flèches, elle était lourde (obligation d'avoir un cheval) mais surtout onéreuse. L'armure des gens de pieds est quant à elle plus simple et se résume généralement à une protection en cuir, le cheval, lorsqu'ils en possèdent un, est de médiocre qualité et ne sert pas au combat.
La guerre de Cent Ans marque le déclin de la chevalerie. Les chevaliers, modèles de guerriers féodaux, formant des unités de cavalerie lourde constituées par la levée de la noblesse en cas de guerre, sont débordés par les stratégies anglaises. En France, la tactique de la chevalerie est restée la même depuis le XIe siècle et repose sur la charge frontale rangée. Grâce aux étriers et aux selles profondes, le chevalier peut tenir sa lance tenue en « chantaîne » c'est-à-dire horizontale, sous le bras, ce qui confère avec l'inertie de son destrier, une puissance dévastatrice considérable. Depuis le mouvement de la paix de Dieu au Xe siècle, l'Église a imposé à l'élite guerrière des règles de conduite. Ainsi pour faire partie de la noblesse, il faut justifier d'une conduite honorable. La guerre est l'occasion pour chaque chevalier français de justifier son statut social : il doit faire montre de bravoure mais aussi de loyauté sur le champ de bataille. La capture de chevaliers adverses est une bonne source de revenus via la rançon, ce qui fait que les risques d'être tué sont faibles et que l'appât du gain pousse à charger en première ligne au combat.

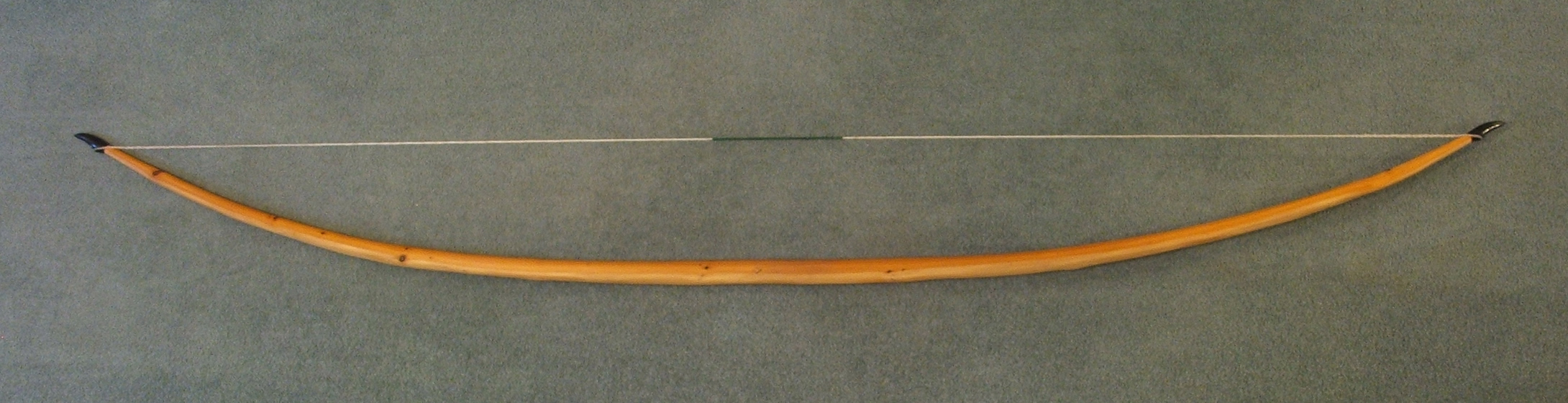
Longbow anglais, qui donne une réelle supériorité aux Anglais à la bataille d'Azincourt.

Cette stratégie de charge frontale est battue en brèche dès le début du XIVe siècle, une haie de piquiers suffisant à briser les charges de chevalerie. Ainsi à Courtrai, les Flamands écrasent la chevalerie française, et à Bannockburn, les Écossais écrasent la chevalerie anglaise ; désarçonnés et engoncés dans leurs lourdes armures, les chevaliers sont des proies faciles pour les fantassins. C'est d'ailleurs en perdant la bataille de Bannockburn que les Anglais comprennent que malgré sa puissance, le chevalier possède des faiblesses très facilement exploitables. Ce qui pose un problème immense au vu du coût de son équipement et de son temps d'entraînement.
Ainsi, les Anglais cherchèrent à entretenir des forces peu coûteuses, faciles à former et efficaces contre une lourde chevalerie. C'est ce qu'ils firent en créant une armée dont les deux composantes majeures sont les hommes d'armes et les archers. Leurs archers cumulaient trois particularités, la première étant l'utilisation en masse des Longbows, des arcs longs capables de décocher des flèches à 250 m de distance, qui ont néanmoins l'inconvénient d'être très difficiles à bander. La deuxième étant la mise en place d'un système défensif, les archers anglais plantaient des séries de pieux devant eux afin de stopper les charges de cavalerie. La troisième porte sur leur objectif en bataille, puisqu'il n'était pas d'abattre les chevaliers, trop bien protégés, mais leurs montures. Ce système tactique va permettre aux Anglais de remporter des victoires écrasantes malgré une grande infériorité numérique à Crécy, Poitiers ou Azincourt. D'autre part, ces armées de piétons n'ont que faire du code de l'honneur chevaleresque. En infériorité numérique, il est préférable de neutraliser définitivement un maximum d'adversaires. Ainsi, à Courtrai, Crécy et Azincourt, les chevaliers français sont massacrés, plutôt que faits prisonniers pour en tirer rançon.
La démobilisation des armées de mercenaires parfois étrangers (Nord-Italiens, Allemands, Suisses, Flamands, Brabançons etc.) posant le problème des compagnies pillant le pays durant les trêves, les armées se professionnalisent et deviennent permanentes et constituées de combattants soldés financés par des levées d'impôts. Ces levées sont devenues possibles à la suite de l'enrichissement de la population avec le développement du commerce et des villes, qui peuvent d'ailleurs lever leurs propres armées.

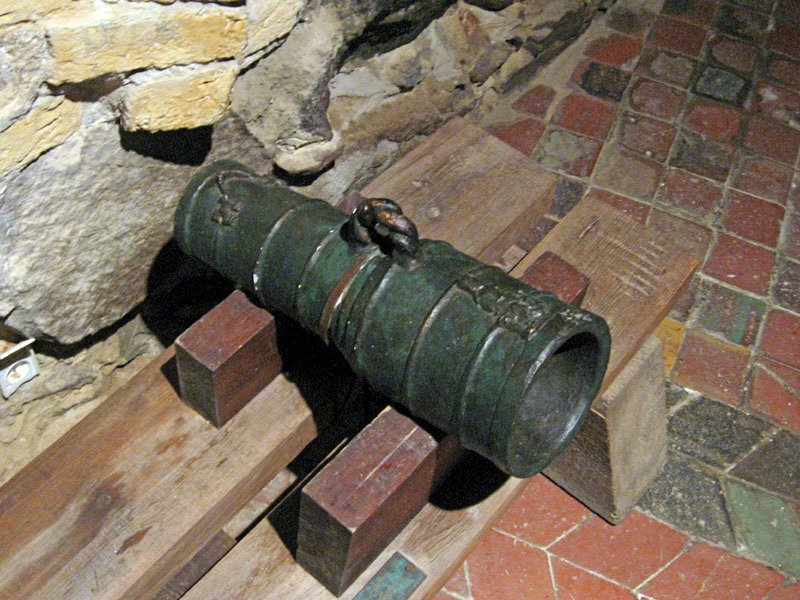
Bombarde du XVe siècle.

Progressivement, les armures évoluent pour être moins vulnérables aux flèches. La cotte de mailles est progressivement remplacée par des plates qui couvrent d'abord les membres avant de protéger tout le corps. En fin de conflit, les chevaux sont protégés et moins vulnérables aux flèches, l'artillerie de campagne désorganise les rangs d'archers adverses et permet aux Français de lancer leurs redoutables charges de cavalerie sur l'ennemi dispersé. Cette stratégie reste payante jusqu'aux guerres d'Italie, et Marignan reste la meilleure illustration de cette combinaison cavalerie/artillerie, mais progressivement grâce à l'apparition de l'arquebuse, les fantassins suisses puis espagnols, s'imposent sur les champs de bataille de la Renaissance.
L'apparition de l'artillerie transforme aussi l'art des fortifications. Les murs s'épaississent, et on entoure les forteresses de talus pour arrêter les tirs de boulets. À la Renaissance, que certains font commencer à la fin de cette guerre, les châteaux sont devenus incapables de résister à l'artillerie et se transforment en demeures spacieuses et confortables à habiter. Le château fort, symbole de la féodalité, disparaît. La sécurité devient du ressort d'un pouvoir central, capable de financer une armée permanente. La noblesse perd de son influence au profit de la royauté.
Dans tous les domaines, cette longue guerre marque la fin de l'âge féodal et le déclin de la civilisation médiévale.

### Conséquences économiques
Les conséquences démographiques de la guerre et de la grande peste entraînent à masse monétaire constante une hausse importante des prix. Les produits du Moyen-Orient deviennent alors plus compétitifs, et il s'instaure un déficit commercial au profit. Cela encourage le commerce sur longue distance et les progrès techniques dans le domaine de la navigation mais aussi rend rares les métaux précieux dans un deuxième temps et rend donc nécessaires des mutations monétaires, qui raréfient le taux de métal noble dans le numéraire. Donc, la guerre entraîne une insécurité des voies commerciales mais aussi monétaire (les mutations monétaires effectuées à maintes reprises par les belligérants ont entraîné des dévaluations). L'économie réussit à s'adapter :
- des progrès techniques, dont certains ont été réalisés dès le XIIIe siècle, se généralisent et favorisent le transport maritime. Les navires gagnent en maniabilité (gouvernail d'étambot), en taille, et des techniques nouvelles de navigation apparaissent : la boussole est améliorée grâce aux travaux de Pierre de Maricourt sur le magnétisme en 1269[232], on applique la correction mathématique de la déclinaison magnétique, et on utilise l'arbalète, instrument qui permet de mesurer la latitude[230]. Ces progrès vont rendre possible la navigation transocéanique et permettre les grandes découvertes ;
- l'insécurité des routes est néfaste pour l'économie des Flandres et de la France : les Flamands désertent les foires de Champagne, qui périclitent au profit de Paris. Le commerce du textile se fait par voie maritime en contournant la péninsule Ibérique, ceci au bénéfice des marchands italiens. Le rôle commercial de la France, puissance continentale, diminue[93] :

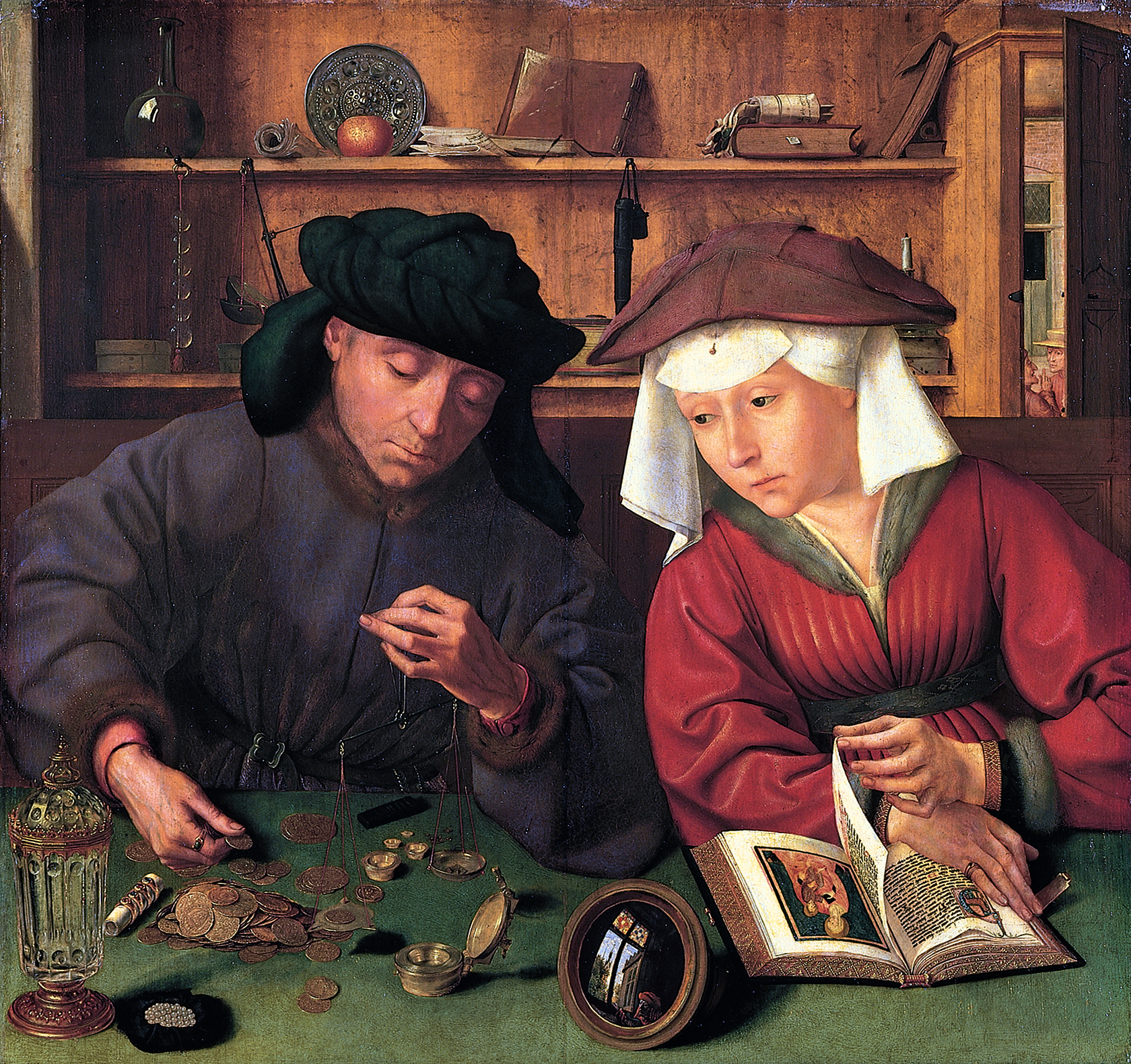
Le Changeur et sa femme, Quentin Massys 1514.

- l'arrêt répété du trafic transmanche influence fortement l'industrie textile flamande qui, au début du conflit, importe de la laine anglaise. Pour combler ce manque, les Anglais se rendent moins dépendants économiquement des Flandres en transformant directement leur laine en vêtements[233]. Pour cela, ils sont aidés par les mesures incitatives du roi d'Angleterre, qui taxe les vêtements beaucoup moins que la laine et dès 1337 accorde de larges privilèges à tout ouvrier étranger s'établissant dans les villes anglaises et interdit l'exportation de laine vers les Flandres et l'importation de draps[234]. Face à cette situation, de nombreux tisserands flamands itinérants viennent tenter leur chance en Angleterre. Avant la grande peste, les Flandres subissent une crise démographique, qui entraîne une forte émigration[235]. Les drapiers flamands importent alors leur laine d'Espagne, ce qui rend économiquement logique l'intégration à l'empire des Habsbourg alors que les liens avec la France diminuent avec la perte d'influence des foires de Champagne, et développent des matières premières de substitution comme le lin[236] ;
- la concurrence anglaise diminuant les profits des tisserands, l'économie flamande développe d'autres activités comme le secteur bancaire[93] ;
- le secteur financier progresse. Afin de sécuriser les fonds, l'usage des lettres de change se développe et permet d'éviter les transports de fonds avec beaucoup moins de risque et l'impact des changements de cours incessant de la monnaie. Cela se fait par le développement du réseau postal[237] ;
- pour mutualiser les risques, les commerçants s'associent en sociétés et compagnies et créent des filiales indépendantes. En cas de faillite, la filiale n'entraîne pas l'effondrement de l'ensemble de la compagnie[238].

Enfin, l'évolution progressive vers la pénurie de métaux précieux et l'accroissement du commerce avec l'Orient poussent à l'établissement de voies commerciales vers l'Asie et à trouver de nouvelles sources de métaux précieux. Avec l'amélioration des techniques de navigation, les voyages transocéaniques deviennent envisageables. À partir du milieu du XVe siècle, tout pousse aux grandes découvertes.

### Crise pontificale au sein de l'Église
Au début du conflit, les papes siègent à Avignon et sont français, ce qui confère un important avantage diplomatique aux Français. Cependant en 1377, Grégoire XI fait revenir la papauté à Rome pour mettre fin au conflit avec les Florentins grâce à l'entremise de Catherine de Sienne. En 1378, le nouveau pape, Urbain VI, se montre particulièrement despotique envers les cardinaux français, qui l'accusent donc d'avoir été élu sous la pression de la rue romaine et élisent l'antipape Clément VII à Avignon,.

Carte historique du grand schisme d'Occident.
Pays reconnaissant le pape de Rome
Pays reconnaissant le pape d'Avignon
Pays ayant modifié leur soutien

Les belligérants ont tout intérêt à avoir le soutien d'un pape, et l'Angleterre et le Saint-Empire reconnaissent donc Urbain VI alors que la France et ses alliés castillans et écossais soutiennent Clément VII.
Au cours de ces deux siècles de guerre, de famine et de peste, les croyants découvrent une Église parfois incapable de répondre à leurs angoisses. C'est l'époque où l'« arithmétique du salut » (Henri Martin), la « comptabilité de l'au-delà » (Jacques Chiffoleau), prennent des proportions incompréhensibles pour qui ignore la terreur des hommes de cette époque pour l'enfer. Les plus riches achètent des centaines, voire des milliers de messes pour le salut de leur âme. Riches et pauvres participent en foule à des processions pénitentielles, aux « passions » théâtrales sur le parvis des églises, et le « couronnement de la Vierge », la figure protectrice de la mère de Jésus, devient un thème majeur de l'art. De plus en plus de fidèles, de réformateurs chrétiens exigent aussi un accès direct à la source du Salut, à la lecture de la Bible en langue vernaculaire, en un temps où seuls les clercs ont le droit de lire et de commenter l'Écriture. Là se trouve une origine de la Réforme protestante, un autre élément de modernité de la fin du Moyen Âge, avec l'ascension des classes bourgeoises.
La division de l'Église à la suite du Grand Schisme ouvre un espace à la critique. Des théories nouvelles comme celles de John Wyclif peuvent se divulguer, et les ecclésiastiques se déchirent entre partisans du pape ou de l'antipape, qui se discréditent. Le terrain est préparé pour la Réforme dont Wyclif est l'un des précurseurs.
Le schisme n'est résolu qu'en 1415 au concile de Constance, les deux papes devant abdiquer ce qui permet l'élection d'un pape unique : Martin V. Pour résoudre le conflit, l'Église doit recourir au conciliarisme : les conciles (rassemblement de tous les évêques) ont plus de pouvoir que le Pape lui-même et doivent se réunir régulièrement. Dès lors, la papauté est très affaiblie ce qui permet à Charles VII de s'imposer en 1438 comme le chef naturel de l'Église de France en s'appuyant sur l'épiscopat français : c'est le gallicanisme.

### Clivage franco-anglais
L'Angleterre favorise l'élevage et le commerce de la laine. L'artisanat et les villes se développent. La bourgeoisie et le parlement (celui-ci destitue Richard II en 1399 quand ce souverain tente de renforcer le pouvoir monarchique), prennent de plus en plus de puissance d'autant qu'avec la grande peste de nombreux villages anglais ont été désertés. Le pays est de moins en moins agricole et de plus en plus artisanal et commerçant. Du fait des difficultés récurrentes à exporter la laine vers les Flandres, la lourdeur des taxes sur la laine et l'apparition de matières premières concurrentes (lin, soie et laine espagnole entre autres), l'Angleterre est devenue directement productrice de vêtements et de draps : son économie devient de plus en plus industrielle. La noblesse ne remplit plus son rôle de sécurisation des campagnes et se discrédite donc en imposant lourdement les paysans afin de financer l'effort de guerre. Or, les paysans, de moins en moins nombreux, estiment que leur rôle social devrait être mieux reconnu, d'autant plus que de nombreuses batailles de la guerre de Cent Ans ont été gagnées grâce à leur talent d'archer, et répondent favorablement aux prêches des lollards qui répandent les idées de John Wyclif. Leur révolte contre Richard II est matée mais ce dernier finit par être renversé : la monarchie anglaise a perdu de la crédibilité et du pouvoir. John Wyclif est un précurseur de la Réforme, et son pays accueille favorablement le protestantisme à la Renaissance. D'autre part, les voies commerciales sont plus maritimes qu'en France, donc la nécessité d'un pouvoir centralisé fort sécurisant les routes est moins évidente, la noblesse étant de moins en moins indispensable. On se dirige vers un pouvoir de moins en moins absolu, et les libertés individuelles sont progressivement revendiquées. La Renaissance amène la prise d'autonomie religieuse de l'Angleterre, puis l'avènement progressif d'une monarchie constitutionnelle.

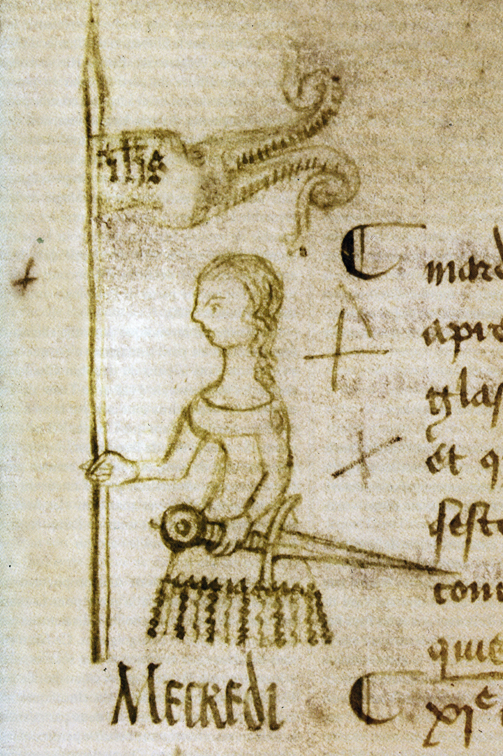
Représentation fantaisiste de Jeanne d'Arc en marge d'un registre tenu par Clément de Fauquembergue, greffier du parlement de Paris (1429).

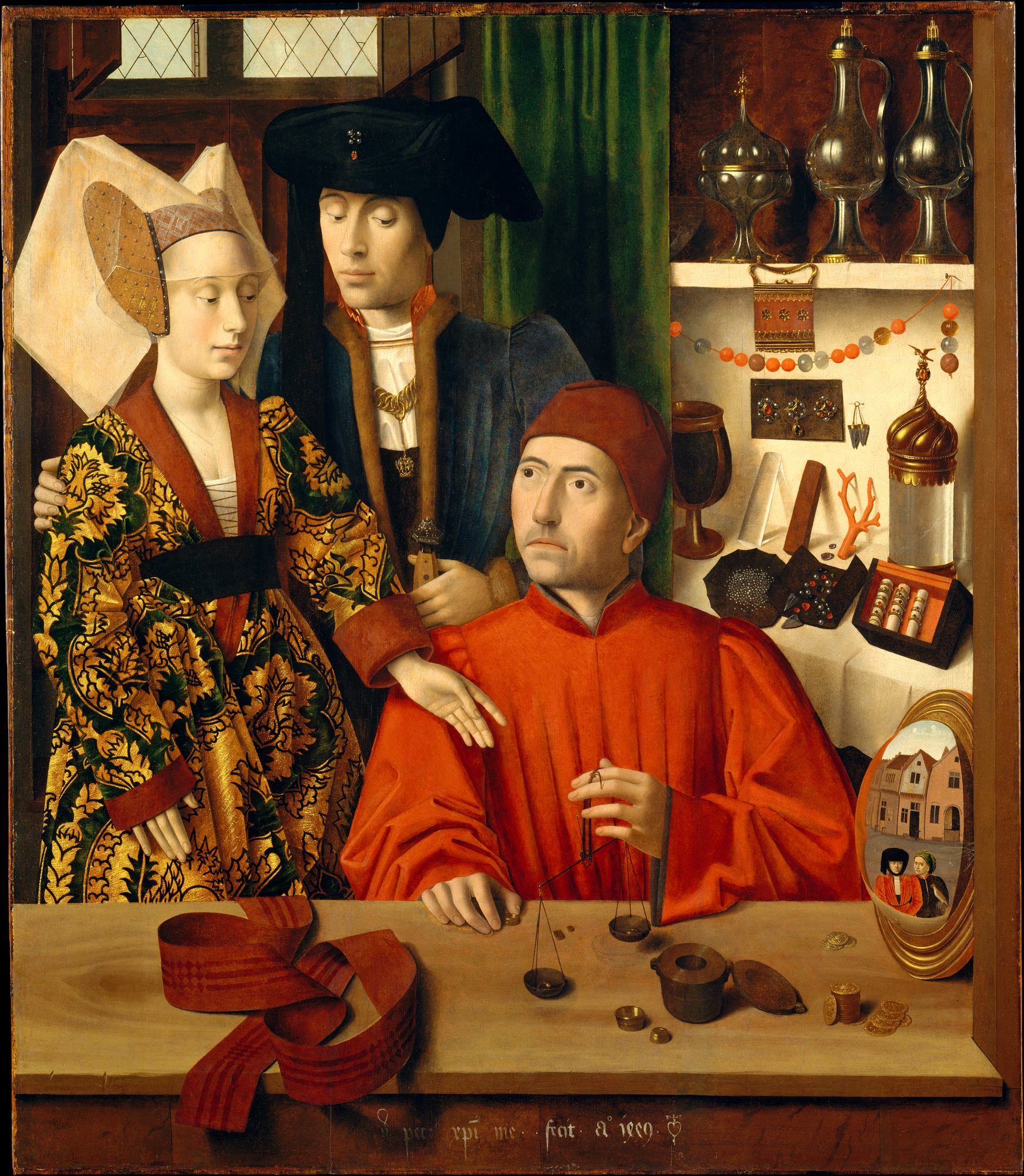
Saint Éloi orfèvre, Petrus Christus (1449).
Représente un couple de bourgeois chez un orfèvre : la guerre de Cent Ans a vu la bourgeoisie augmenter ses revendications politiques.

La France, dont le climat est propice à l'agriculture, évolue vers une société religieuse, assise sur une structure rurale stable et une monarchie puissante au pouvoir centralisé fort et protecteur. Le développement des villes a permis à la bourgeoisie de contester le pouvoir de la noblesse, qui semble incapable de justifier son statut sur les champs de bataille. L'usage des états généraux devient fréquent et la bourgeoisie prend ainsi place dans la société, mais des monarques avisés (Charles V et son petit-fils Charles VII) savent regrouper autour d'eux les campagnes, puis le pays, en utilisant le sentiment national naissant, renforcent finalement le pouvoir royal. Ils tirent parti de l'insécurité générée par le conflit, qui engendre des troubles dans les campagnes mais retentit aussi sur le commerce en touchant les voies de communications, et il ne peut plus être gérée par la petite noblesse en sécurisant le territoire grâce à une armée permanente financée par un système fiscal et administratif modernisé. La noblesse perd graduellement son contre-pouvoir face au souverain, et le féodalisme contestataire et revendicateur, héritage du haut Moyen Âge, tend à disparaître face à l'autorité du roi. Le terrain est prêt pour l'évolution vers la monarchie absolue. D'autre part, comparativement au reste de l'Europe, la guerre ralentit l'avancée vers une civilisation plus urbaine en France. On constate dans le reste de l'Europe une pré-Renaissance et l'évolution vers un pouvoir accru pour les villes, mais la France échappe à cette évolution et développe une monarchie absolue de droit divin extrêmement centralisée.
Enfin, en Angleterre, la langue officielle devient l'anglais en 1361 alors que l'anglo-normand était la langue usitée par l'aristocratie depuis la conquête normande. C'est la guerre de Cent Ans qui entérine le clivage culturel franco-anglais.

### Le contentieux bourguignon
La guerre de Cent Ans aussi entraîne l'indépendance de fait de l'État bourguignon, qui devient une véritable principauté composée de territoires issus de la France et du Saint-Empire. Les Habsbourg et les Valois se disputent le contrôle de ces terres, ce qui entraîne deux siècles de conflits entre la France d'une part et l'Autriche et l'Espagne d'autre part.
La carte de l'Europe de la Renaissance est dessinée à la fin de la guerre de Cent Ans, d'autant que Constantinople est prise en 1453, étape importante dans la géographie orientale médiévale. Cette guerre contribue entre autres à la création des deux États dont les affrontements récurrents marquent le continent pendant bien des siècles : la France et l'Angleterre.

## Principaux événements

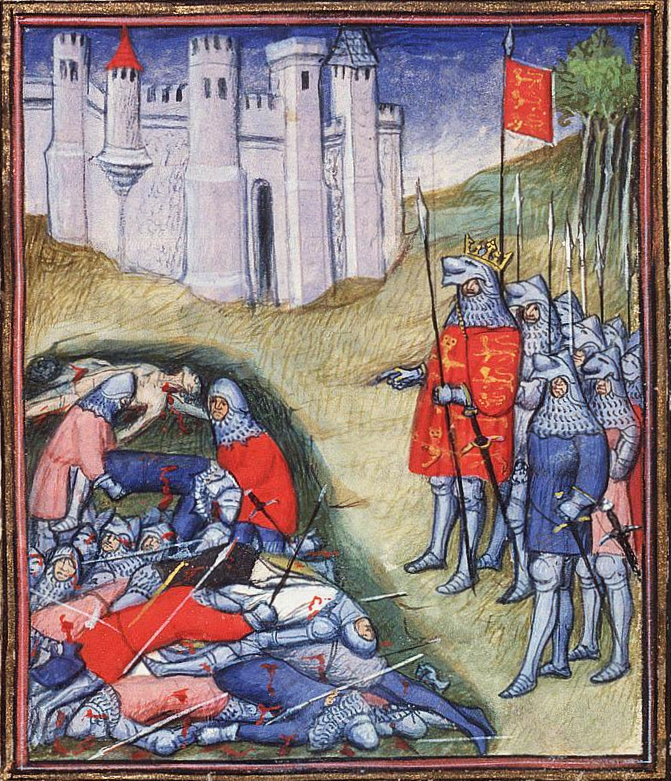
Édouard III devant les morts de la bataille de Crécy. Miniature du Maître de Virgile, manuscrit des Chroniques de Froissart, Bibliothèque royale (Pays-Bas), 72 A 25.

(*) : batailles de la guerre de Succession de Bretagne, conflit particulier lié à la guerre de Cent Ans.

### Règne de Philippe VI (1328-1350)
- Bataille de L'Écluse (24 juin 1340) : les Anglais détruisent la flotte franco-génoise et prennent la maîtrise des mers.
- Chevauchée d'Édouard III en 1346 : Édouard III pille la Normandie, puis remonte vers le nord, mais est rejoint par l'armée française à Crécy.
- Bataille de Crécy (26 août 1346) : les archers anglais déciment la chevalerie française. Ce désastre discrédite la noblesse française.
- Siège de Calais (1346) : aussitôt après Crécy, Édouard III lance le siège de Calais qu'il prend en 1347, Philippe VI n'ayant pas pu secourir la ville (elle restera sous contrôle anglais jusqu'au XVIe siècle).
- Philippe VI meurt le 22 août 1350

### Règne de Jean le Bon (1350-1364)
- Premiers états généraux réunis par Jean le Bon (1355).
- Bataille de Poitiers (19 septembre 1356) : le Prince noir, fils du roi d'Angleterre, parti de Bordeaux, conduit une chevauchée jusque dans le Berry. Au retour, il est pris en chasse par Jean le Bon qui le rejoint près de Poitiers. C'est une sévère défaite française, marquée par la capture du roi de France, emmené prisonnier à Bordeaux, puis en Angleterre.
- Son fils aîné le dauphin Charles ayant 18 ans devient régent du royaume, conservant dans le conseil de régence les conseillers du roi de son père.
- Traité de Londres (janvier 1358), signé par Jean le Bon, sans l'accord du dauphin ni des autres dirigeants du royaume
- Insurrection de Paris (février-août 1358), dirigée par Étienne Marcel (prolongée par la Grande Jacquerie des paysans).
- Réunion des états généraux à Compiègne (mai 1358)
- Deuxième traité de Londres (mars 1359), encore plus favorable à l'Angleterre. Charles réunit de nouveau les états généraux, qui déclarent ce traité nul.
- Offensive anglaise en Champagne (octobre 1359), dans le but de prendre Reims et de procéder au sacre d'Édouard III. C'est un échec total.
- Début de véritables négociations avec le dauphin ; signature du traité de Brétigny (8 mai 1360) ; libération de Jean le Bon, moyennant une rançon qui reste à payer.
- Jean le Bon part à Londres (3 janvier 1364) pour renégocier le traité de Brétigny
- Il meurt le 8 avril 1364 à Londres.

### Règne de Charles V (8 avril 1364-1380)
- Bataille de Cocherel (16 mai 1364) : le roi de Navarre Charles le Mauvais, aussi comte d'Évreux, qui revendique la couronne de France, est battu par Bertrand du Guesclin, noble breton au service de Charles V, près de Cocherel (actuel département de l'Eure).
- Bataille d'Auray (*) (29 septembre 1364) : Jean de Montfort et ses alliés anglais sont vainqueurs des troupes de Charles de Blois et de Bertrand du Guesclin, ce qui met fin à la guerre de Succession de Bretagne (traité de Guérande).
- Bataille de Nájera (3 avril 1367) : le roi de Castille Pierre le Cruel, attaqué par son rival Henri de Trastamare (soutenu par les troupes des Grandes compagnies commandées par du Guesclin), appelle à l'aide son beau-frère le Prince Noir. Ce dernier remporte une victoire à Nájera ; du Guesclin, fait prisonnier, est libéré sur parole et rentre en France pour payer les rançons dues.
- Bataille de Montiel (14 mars 1369) : du Guesclin revenu en Castille et Henri de Trastamare vainquent une coalition menée par le roi de Portugal. Fait prisonnier peu après, Pierre le Cruel est assassiné (24 mars) par Henri de Trastamare, qui monte sur le trône de Castille, assurant l'alliance de ce royaume avec la France.
- Bataille de Pontvallain (4 décembre 1370) : du Guesclin, connétable de France depuis quelques mois, Olivier de Clisson et Jean de Vienne écrasent près du Mans les Anglais Knolles et Granson.
- Bataille de La Rochelle (22 juin 1372) : la flotte castillane détruit la flotte anglaise. Cette défaite prive les Anglais de soutien logistique sur le continent. Les Français les repoussent progressivement en reprenant l'une après l'autre la quasi-totalité de leurs places fortes.
- Charles V meurt le 16 septembre 1380.

### Règne de Charles VI (1380-1422)
- Charles VI sombre dans la folie (1394) ; le royaume est gouverné par le Conseil du roi où siègent ses oncles, notamment le duc de Bourgogne et le duc d'Orléans.
- Naissance du dauphin Charles (1403), fils de Charles VI et d'Isabeau de Bavière.
- L'assassinat de Louis d'Orléans à l'instigation de Jean sans Peur (21 novembre 1407) enclenche une guerre civile entre Armagnacs et Bourguignons
- Devenu roi d'Angleterre en 1413, Henri V (1386-1422) reprend la revendication d'Édouard III sur le trône de France.
- Bataille d'Azincourt (25 octobre 1415) : Henri V inflige une sévère défaite aux Français et commence à conquérir la partie nord du pays.
- L'assassinat de Jean sans Peur (19 septembre 1419) au cours d'une entrevue avec le dauphin à Montereau, pousse son successeur Philippe le Bon à prendre sans réserves le parti de Henri V.
- Par le traité de Troyes (21 mai 1420), le dauphin Charles, présenté comme un bâtard par la propagande anglaise et bourguignonne, est exclu de la succession au trône de France, qui à la mort de Charles VI, doit revenir à Henri V.
- le dauphin se réfugie à Bourges, devenant « le roi de Bourges ».
- Bataille de Baugé (22 mars 1421) : victoire des troupes du dauphin, soutenu par des troupes écossaises, sur les troupes anglaises de Thomas de Lancastre.
- Henri V meurt le 31 août 1422 : la succession passe à son fils Henri, né le 21 décembre 1421, sous la régence de Jean et de Humphrey de Lancastre.
- Charles VI meurt le 21 octobre 1422.

### Règne de Charles VII (1422-1461)
- Bataille de Cravant (31 juillet 1423) : défaite des forces de Charles VII.
- Bataille de la Brossinière (26 septembre 1423) : victoire française.
- Bataille de Verneuil (17 août 1424) : défaite française.
- Siège de Montargis (1427) : victoire française (4 septembre).
- début du siège d'Orléans (12 octobre 1428) par les Anglais, qui veulent attaquer Charles VII sur ses terres du Berry
- Journée des Harengs (12 février 1429) : interception d'un convoi anglais pour Orléans. Ce succès français est assombri par de fortes pertes.
- Entrevue de Jeanne d'Arc avec Charles VII à Chinon (25 février 1429)
- Levée du siège d'Orléans (8 mai 1429) : Jeanne d'Arc galvanise les défenseurs de la ville, qui forcent les Anglais à lever le siège.
- Bataille de Patay (18 juin 1429) : victoire française qui ouvre la route vers Paris.
- Chevauchée vers Reims (juin-juillet 1429) : expédition voulue par Jeanne d'Arc pour faire sacrer le roi à Reims, ville située dans les territoires contrôlés par les Bourguignons.
- Sacre de Charles VII (17 juillet 1429) : le sacre donne à Charles VII une légitimité de droit divin dont son rival Henri VI d'Angleterre ne dispose pas et met fin à toute mise en cause à propos de sa naissance.
- Capture (23 mai 1430) et mort (31 mai 1431) de Jeanne d'Arc après un procès mené par l'évêque de Rouen. Malgré cela, la situation est désormais favorable à Charles VII et défavorable aux Anglais.
- Traité d'Arras (21 septembre 1435), mettant fin à la guerre entre Philippe le Bon et Charles VII.
- Bataille de Formigny (15 avril 1450) : victoire française qui permet la reprise de la Normandie.
- Bataille de Castillon (17 juillet 1453) : victoire française qui permet la reprise de la Guyenne, notamment de Bordeaux.

La bataille de Castillon marque la fin de la guerre franco-anglaise sur le plan militaire ; mais ce n'est qu'en 1475 qu'un traité de paix, le traité de Picquigny, est conclu.

## Dans les arts et la culture

### Littérature

#### Romans
- Série romanesque Les Rois maudits de Maurice Druon :
  - Tome 6 : Le Lis et le Lion.
  - Tome 7 : Quand un roi perd la France.
- Série romanesque Le Cycle d'Ogier d'Argouges de Pierre Naudin, 7 tomes chez Pocket.
- Série romanesque Le Cycle de Tristan de Castelreng de Pierre Naudin, 7 tomes chez Pocket.
- Série romanesque Le Cycle de Gui de Clairbois de Pierre Naudin, 9 tomes chez Pocket.
- Série romanesque Le Cycle de Richard de Clairbois de Pierre Naudin, 4 tomes chez Aubéron
- Prisonniers du temps de Michael Crichton.
- Série romanesque La Lumière et la Boue de Michel Peyramaure, 3 tomes.
- Série romanesque Catherine de Juliette Benzoni, 7 tomes.
- La Compagnie blanche et Sir Nigel d'Arthur Conan Doyle.
- Un monde sans fin de Ken Follett.

#### Bandes dessinées
- Jhen de Jean Pleyers et Jacques Martin.
- Le Trône d'argile de Nicolas Jarry, France Richemond et Theo Caneschi.

### Filmographie

#### Cinéma
- 1934 : Adémaï au Moyen Âge de Jean de Marguenat
- 1969 :
  - Catherine, il suffit d'un amour de Bernard Borderie
  - Promenade avec l'amour et la mort de John Huston
- 1944 : Henry V de Laurence Olivier
- 1989 : Henry V de Kenneth Branagh
- 2019 : Le Roi de David Michôd

#### Télévision
- 1963 :Thierry la Fronde
- 1972 : Les Rois maudits de Claude Barma
- 1986 : Catherine de Marion Sarraut
- 2005 : Les Rois maudits de Josée Dayan

### Jeux vidéo
- Age of Empires IV.
- Europa Universalis IV.

### Sources imprimées

#### Chroniques et chroniqueurs de l'époque
- Grandes Chroniques de France.
- Journal d'un bourgeois de Paris
- Jean Froissart
- Enguerrand de Monstrelet
- Jean II Jouvenel des Ursins (1388-1473), fils du prévôt des marchands de Paris, Jean Jouvenel des Ursins
- Thomas Basin
- Mathieu d'Escouchy

#### Études générales
- Michel Balard, Jean-Philippe Genet et Michel Rouche, Le Moyen Âge en Occident, Hachette, 2003, 352 p. (ISBN 9782011455406).
- Georges Duby, Histoire de France Hachette, t. 1 : Le Moyen Âge : de Hugues Capet à Jeanne d'Arc, 987-1460, Paris, Hachette, 1987, 357 p. (ISBN 2-01-008878-6)Réédition : Georges Duby, Histoire de France Hachette, t. 1 : Le Moyen Âge : de Hugues Capet à Jeanne d'Arc, 987-1460, Paris, Pluriel, coll. « Pluriel », 2011, 510 p. (ISBN 978-2-8185-0156-6).
- Michel Kaplan et Patrick Boucheron, Histoire médiévale, vol. 2 : Le Moyen Âge, XIe – XVe siècle, Rosny, Bréal, coll. « Grand amphi », 1994, 397 p. (ISBN 2-85394-732-7).
- Michel Mollat du Jourdin, Genèse médiévale de la France moderne, XIVe – XVe siècle, Paris, Éditions du Seuil, coll. « Points. Histoire » (no 28), 1977 (1re éd. 1970, Arthaud), 301 p. (ISBN 2-02-004682-2, présentation en ligne), [présentation en ligne].
- Laurent Theis, Histoire du Moyen Âge français : chronologie commentée de Clovis à Louis XI, 486-1483, Paris, Éditions Perrin, 1992, 399 p. (ISBN 2-262-00718-7).
- Catherine Vincent, Introduction à l'histoire de l'Occident médiéval, Paris, Librairie générale française, coll. « Références » (no 516), 1995, 223 p. (ISBN 2-253-90516-X).

#### Synthèses et dictionnaire
- Christopher Allmand (trad. de l'anglais par Christian Cler), La guerre de Cent ans : l'Angleterre et la France en guerre, 1300-1450 [« The Hundred Years War : England and France at War, c.1300-c.1450 »], Paris, Éditions Points, coll. « Points. Histoire » (no H473), 2013, 342 p. (ISBN 978-2-7578-3317-9).
- Boris Bove, Le temps de la guerre de Cent ans : 1328-1453, Paris, Belin, coll. « Histoire de France », 2009, 669 p. (ISBN 978-2-7011-3361-4, présentation en ligne).
- Philippe Contamine, La guerre de Cent ans, Paris, Presses universitaires de France, coll. « Que sais-je ? histoire-géographie » (no 1309), 2010, 9e éd. (1re éd. 1968), 126 p. (ISBN 978-2-13-058322-6, présentation en ligne).
- Noël Coulet, « Le temps des malheurs (1348-1440) », dans Georges Duby, Histoire de la France des origines à nos jours, Paris, Larousse, 2007 (ISBN 978-2-035-82636-7).
- Alain Demurger, Nouvelle histoire de la France médiévale, vol. 5 : Temps de crises, temps d'espoirs, XIVe – XVe siècle, Paris, Éditions du Seuil, coll. « Points. Histoire » (no 205), 1990, 383 p. (ISBN 2-02-012221-9).
- Jean Favier, La Guerre de Cent Ans, Paris, Fayard, 1980, 678 p. (ISBN 2-213-00898-1, présentation en ligne).
- Georges Minois, La Guerre de Cent Ans, Paris, Éditions Perrin, coll. « Tempus » (no 319), 2016 (1re éd. 2008), 804 p. (ISBN 978-2-262-06454-9).
- Jean-Marie Moeglin (dir.), Dictionnaire de la guerre de Cent Ans, Paris, Éditions Robert Laffont, coll. « Bouquins », 2023, 1536 p. (ISBN 2382923369).
- Amable Sablon du Corail, La guerre de Cent Ans : Apprendre à vaincre, Paris, Passés/Composés, 2022, 468 p. (ISBN 978-2-37933-216-6).
- Valérie Toureille, Guerre et société, 1270-1480, Neuilly, Atlande, coll. « Clefs concours. Histoire médiévale », 2013, 511 p. (ISBN 978-2-35030-206-5).

#### Études contemporaines en anglais
- (en) Eileen Power, The Wool Trade in English medieval History, Oxford University Press, 1941 (lire en ligne).
- (en) Alfred Higgins Burne, The Agincourt War, Wordsworth editions, 1999, 359 p. (ISBN 9781840222111).
- (en) Jonathan Sumption, The Hundred Years War, vol. I : Trial by Battle, Londres / Boston, Faber and Faber, 1990, XI-659 p. (ISBN 0-571-13895-0).
- (en) Jonathan Sumption, The Hundred Years War, vol. II : Trial by Fire, Philadelphie, University of Pennsylvania Press, coll. « The Middle Ages series », 1999, XII-696 p. (ISBN 0-8122-3527-4).
- (en) Jonathan Sumption, The Hundred Years War, vol. III : Divided houses, Philadelphie, University of Pennsylvania Press, coll. « The Middle Ages series », 2009, XVII-1006 p. (ISBN 9780812242232).
- (en) Jonathan Sumption, The Hundred Years War, vol. IV : Cursed Kings, Philadelphie, University of Pennsylvania Press, coll. « The Middle Ages series », 2015, 909 p. (ISBN 9780812247992).
- (en) Jonathan Sumption, The Hundred Years War, vol. V : Triumph and Illusion, Londres, Faber, 2023, XIII-977 p. (ISBN 9780571274574, présentation en ligne).
- (en) John A. Wagner, Encyclopedia of the Hundred Years War, Westport (Conn.), Greenwood Press, 2006, LV-374 p. (ISBN 0-313-32736-X, présentation en ligne).

#### Pratiques de la guerre
- (en) Rémy Ambühl, Prisoners of War in the Hundred Years War : Ransom Culture in the Late Middle Ages, Cambridge University Press, 2013, 316 p. (présentation en ligne).
- (en) Adrian R. Bell, Anne Curry, Andy King et David Simpkin, The Soldier in Later Medieval England, Oxford, Oxford University Press, 2013, XIV-318 p. (ISBN 978-0-19968-082-5, lire en ligne).
- (en) Adrian R. Bell (dir.), Anne Curry (dir.), Adam Chapman (dir.), Andy King (dir.) et David Simpkin (dir.), The Soldier Experience in the Fourteenth Century, Woodbridge, Boydell Press, coll. « Warfare in History », 2017, X-235 p. (ISBN 978-1-78327-243-3).
- Loïc Cazaux, Les capitaines dans le royaume de France : Guerre, pouvoir et justice au bas Moyen Âge, Paris, Honoré Champion, coll. « Histoire & Archives », 2022, 2 volumes (avec éditions de sources), 1016 (ISBN 978-2-74535-648-2, présentation en ligne).
- Philippe Contamine, Guerre, État et société à la fin du Moyen Âge : études sur les armées des rois de France, 1337-1494, t. 1, Paris, École des hautes études en sciences sociales, coll. « Les réimpressions des Éditions de l'École des hautes études en sciences sociales », 2003 (1re éd. 1972, Mouton), XXXVIII-450 p. (ISBN 2-7132-1816-0, présentation en ligne, lire en ligne), [présentation en ligne], [présentation en ligne].
- Philippe Contamine, Guerre, État et société à la fin du Moyen Âge : études sur les armées des rois de France, 1337-1494, t. 2, Paris, École des hautes études en sciences sociales, coll. « Les réimpressions des Éditions de l'École des hautes études en sciences sociales », 2004 (1re éd. 1972, Mouton), 757-V p. (ISBN 2-7132-1816-0, lire en ligne).
- Philippe Contamine, La Guerre au Moyen Âge, Paris, Presses universitaires de France, coll. « Nouvelle Clio. L'Histoire et ses problèmes » (no 24), 1980, 516 p. (ISBN 2-13-036308-3, présentation en ligne)Réédition mise à jour : Philippe Contamine, La Guerre au Moyen Âge, Paris, Presses universitaires de France, coll. « Nouvelle Clio », 2003, 6e éd. (1re éd. 1980), 516 p. (ISBN 2-13-050484-1).
- Philippe Contamine, « « Vive la croix gente, blanche et hautaine, Du beau jardin des nobles fleurs de lis » : la croix droite blanche de France au XVe et au début du XVIe siècle », dans Denise Turrel, Martin Aurell, Christine Manigand, Jérôme Grévy, Laurent Hablot et Catalina Girbea (dir.), Signes et couleurs des identités politiques : du Moyen Âge à nos jours, Rennes, Presses universitaires de Rennes, coll. « Histoire », 2008, 537 p. (ISBN 978-2-7535-0641-1, présentation en ligne), p. 23-44.
- (en) Craig L. Lambert, Shipping the Medieval Military : English Maritime Logistics in the Fourteenth Century, Woodbridge, Boydell Press, coll. « Warfare in History », 2011, XIII-243 p. (ISBN 978-1-84383-654-4, lire en ligne).

#### Aspects particuliers
- Philippe Contamine, La Vie quotidienne pendant la guerre de Cent ans : France et Angleterre (XIVe siècle), Paris, Hachette, coll. « La Vie quotidienne », 1976, 287 p. (ISBN 2-01-002961-5, présentation en ligne)Réédition : Philippe Contamine, Au temps de la guerre de Cent ans : France et Angleterre, Paris, Hachette, coll. « La Vie quotidienne : civilisations et sociétés », 1994, 263 p. (ISBN 2-01-235101-8).
- Philippe Contamine, « Les Anglais, « anciens et mortels ennemis » des rois de France, de leur royaume et des Français pendant la Guerre de Cent Ans », Revista de História das ideias, no 30,‎ 2009, p. 201-218 (DOI 10.14195/2183-8925_30_12, lire en ligne).
- Richard W. Kaeuper (trad. de l'anglais par Nicole Genet et Jean-Philippe Genet), Guerre, justice et ordre public : l'Angleterre et la France à la fin du Moyen Âge [« War, Justice and Public Order : England and France in the Later Middle Ages »], Paris, Aubier, 1994, 488 p. (ISBN 2-7007-2236-1, présentation en ligne).
- Serge Lusignan, La Langue des rois au Moyen Âge : le français en France et en Angleterre, Paris, Presses universitaires de France, coll. « Le nœud gordien », 2004, 296 p. (ISBN 2-13-054392-8, présentation en ligne), [présentation en ligne], [présentation en ligne].
- Jean Maurice (dir.), Daniel Couty (dir.) et Michèle Guéret-Laferté (dir.), Images de la guerre de Cent Ans : actes du colloque de Rouen, 23, 24 et 25 mai 2000, Paris, Presses universitaires de France, coll. « Études médiévales » (no 2), 2002, 237 p. (ISBN 2-13-051900-8, présentation en ligne).
- Jean Verdon, Les Françaises pendant la guerre de Cent Ans, Perrin, 1991.

#### Histoire politique
- Françoise Autrand et Philippe Contamine, « La France et l'Angleterre, histoire politique et institutionnelle (XIe – XVe siècles) », Revue historique, Paris, Presses universitaires de France, t. 262,‎ 1979, p. 117-168 (lire en ligne).
- La « France anglaise » au Moyen Âge : actes du 111e Congrès national des sociétés savantes, Poitiers, 1986, Section d'histoire médiévale et de philologie, Paris, Éditions du CTHS, 1988, 586 p. (ISBN 2-7355-0136-1, présentation en ligne), [présentation en ligne].

##### Le royaume d'Angleterre
- Bernard Cottret, Histoire de l'Angleterre : de Guillaume le Conquérant à nos jours, Paris, Éditions Tallandier, 2007, 608 p. (ISBN 978-2-84734-262-8).
- (en) Gerald L. Harriss, Shaping the Nation : England 1360-1461, Oxford, Clarendon Press, coll. « The New Oxford History of England », 2007 (1re éd. 2005), XXI-705 p. (ISBN 978-0-19921-119-7, lire en ligne).
- (en) Michael Prestwich, Plantagenet England, 1225-1360, Oxford, Clarendon Press, coll. « The New Oxford History of England », 2007 (1re éd. 2005), XXII-638 p. (ISBN 978-0-19922-687-0, lire en ligne).

###### Études par règne
- (en) Christopher T. Allmand, Henry V, Berkeley / Los Angeles, University of California Press, 1992, 504 p. (ISBN 978-0-300-07370-6, lire en ligne).
- (en) Gwilym Dodd (dir.), Henry V : New Interpretations, Woodbridge / Rochester, The University of York / York Medieval Press, 2013, XIII-305 p. (ISBN 9781903153468, présentation en ligne).
- (en) Ralph Alan Griffiths, The Reign of King Henry VI : The Exercice of Royal Authority, 1422-1461, Sutton Publishing Limited, 2004, 2e éd. (1re éd. 1981), 968 p. (ISBN 978-0-75-093777-1, présentation en ligne).
- (en) Gerald L. Harriss (dir.), Henry V : The Practice of Kingship, Oxford, Oxford University Press, 1985, XII-222 p. (ISBN 978-0-1987-3080-4, présentation en ligne).
- (en) Mark W. Ormrod, Edward III, New Haven, Yale University Press, coll. « Yale English Monarchs Series », 2011, XX-721 p. (ISBN 978-0-30011-910-7, présentation en ligne).
- (en) Michael Prestwich, The Three Edwards : War and State in England, 1272-1377, Londres, Routledge, 2003 (1re éd. 1980), 320 p. (ISBN 978-0-41530-309-5, lire en ligne).
- (en) Clifford J. Rogers (éd.), The Wars of Edward III : Sources and Interpretations, Woodbridge, Boydell Press, coll. « Warfare in History », 2010 (1re éd. 1999), XXVII-384 p. (ISBN 978-1-84383-527-1).
- (en) John Watts, Henry VI and the Politics of Kingship, Cambridge University Press, 1999, 418 p. (ISBN 978-0521653930, présentation en ligne).

###### L'Aquitaine anglaise
- Françoise Bériac, « Les officiers et l'administration dans le duché d'Aquitaine (v. 1439-1451) », Annales du Midi, t. 102, nos 189-190 « Cadres de vie et société dans le Midi médiéval : hommage à Charles Higounet »,‎ janvier-juin 1990, p. 337-348 (lire en ligne).
- Robert Boutruche, La crise d'une société. Seigneurs et paysans du Bordelais pendant la guerre de Cent Ans, Paris, Les Belles Lettres, 1963 (1re édition : 1947), présentation en ligne, présentation en ligne, présentation en ligne.
- Pierre Capra, « Les bases sociales du pouvoir anglo-gascon au milieu du XIVe siècle », Le Moyen Âge, t. 81,‎ janvier-juin 1975, p. 273-299 ; 447-473 (lire en ligne).
- Jacques de Cauna (dir.), L'Aquitaine au temps du Prince Noir, Monein, Éditions des régionalismes, 2010.
- Charles-Henri Piraud, « Les armistices de 1441 en Guyenne », Bulletin de la Société historique et archéologique du Périgord, Société historique et archéologique du Périgord, t. 137, 1re livraison,‎ 2010, p. 31-74 (lire en ligne).
- Nicolas Savy, « Les exactions des compagnies anglo-gasconnes dans la moyenne vallée de la Dordogne durant les années 1370 », Bulletin de la Société historique et archéologique du Périgord, Société historique et archéologique du Périgord, t. 138, 4e livraison,‎ 2011, p. 503-514 (lire en ligne).
- (en) Malcolm Graham Allan Vale, English Gascony, 1399-1453 : A Study of War, Government, and Politics during the Later Stages of the Hundred Years' War, Londres, Oxford University Press, coll. « Oxford Historical Monographs », 1970, XVI-271 p. (présentation en ligne), [présentation en ligne].
- (en) Malcolm Graham Allan Vale, The Origins of the Hundred Years War : The Angevin Legacy (1250-1340), Oxford, Clarendon Press, 1996, XX-319 p. (ISBN 0-19-820620-8, présentation en ligne).
- (en) Malcolm G. A. Vale, « The Gascon Nobility and the Anglo-French War, 1294-1298 », dans Gillingham John et Holt James C. (dir.), War and Government in the Middle Ages. Essays in Honour of J. O. Prestwich, Cambridge, Boydell Press, 1984, p. 134-146.
- (en) Malcolm G. A. Vale, « The Wars in Aquitaine », dans Curry Anne et Hughes Michael (dir.), Arms, Armies and Fortifications in the Hundred Years War, Woodbridge, Boydell Press, 1994, p. 69-82.

##### Le royaume de France

###### Études d'histoire politique
- Françoise Autrand, Charles V : le Sage, Paris, Fayard, 1994, 909 p. (ISBN 2-213-02769-2, présentation en ligne).
- Françoise Autrand, Charles VI : la folie du roi, Paris, Fayard, 1986, 647 p. (ISBN 978-2213017037, présentation en ligne), [présentation en ligne].
- Françoise Autrand, Jean de Berry : l'art et le pouvoir, Paris, Fayard, 2000, 552 p. (ISBN 2-213-60709-5, présentation en ligne).
- Colette Beaune, Naissance de la nation France, Paris, Éditions Gallimard, coll. « Bibliothèque des histoires », 1985, 431 p. (ISBN 2-07-070389-4, présentation en ligne), [présentation en ligne], [présentation en ligne].Réédition : Colette Beaune, Naissance de la nation France, Paris, Éditions Gallimard, coll. « Folio. Histoire » (no 56), 1993, 574 p., poche (ISBN 2-07-032808-2).
- Colette Beaune, Jeanne d'Arc, Paris, Éditions Perrin, 2004, 475 p. (ISBN 2-262-01705-0, présentation en ligne).
- Raymond Cazelles, La société politique et la crise de la royauté sous Philippe de Valois, Paris, D'Argences, coll. « Bibliothèque elzévirienne. Nouvelle série. Études et documents », 1958, 495 p. (présentation en ligne), [présentation en ligne], [présentation en ligne].
- Raymond Cazelles, Société politique, noblesse et couronne sous Jean le Bon et Charles V, Genève / Paris, Droz, coll. « Mémoires et documents publiés par la Société de l'École des chartes » (no 28), 1982, 625 p.
- Raymond Cazelles, Étienne Marcel : la révolte de Paris, Paris, Éditions Tallandier, coll. « Biographie », 2006 (1re éd. 1984), 375 p. (ISBN 978-284734-361-8).
- Philippe Contamine, Olivier Bouzy et Xavier Hélary, Jeanne d'Arc. Histoire et dictionnaire, Paris, Éditions Robert Laffont, coll. « Bouquins », 2012, 1214 p. (ISBN 978-2-221-10929-8, présentation en ligne).
- Philippe Contamine, Charles VII : une vie, une politique, Paris, Éditions Perrin, 2017, 560 p. (ISBN 978-2262-03975-2, présentation en ligne).
- Léonard Dauphant (préf. Élisabeth Crouzet-Pavan), Le royaume des quatre rivières : l'espace politique français, 1380-1515, Seyssel, Éditions Champ Vallon, coll. « Époques », 2012, 430 p. (ISBN 978-2-87673-594-1, présentation en ligne), [présentation en ligne], [présentation en ligne].
- Jean Deviosse, Jean le Bon, Paris, Fayard, 1985, 352 p. (ISBN 2-213-01558-9).
- Jean Favier, Le Roi René, Paris, Fayard, 2008, 742 p. (ISBN 978-2-213-63480-7, présentation en ligne).
- Jean Deviosse, Jean le Bon, Paris, Fayard, 1985, 352 p. (ISBN 2-213-01558-9).
- Jacques Krynen (préf. Bernard Guenée), Idéal du prince et pouvoir royal en France à la fin du Moyen Âge (1380-1440) : étude de la littérature politique du temps, Paris, A. et J. Picard, 1981, 341 p. (présentation en ligne), [présentation en ligne].
- Jacques Krynen, L'empire du roi : idées et croyances politiques en France, XIIIe – XVe siècle, Paris, Éditions Gallimard, coll. « Bibliothèque des histoires », 1993, 556 p. (ISBN 2-07-073117-0, présentation en ligne), [présentation en ligne].
- Françoise Lehoux, Jean de France, duc de Berry. Sa vie, son action politique (1340-1416), éd. Picard, 1966-1968, 4 vol., 459+534+518+151 p.
- Peter S. Lewis, La France à la fin du Moyen Âge. La société politique, Paris, Hachette, 1977 (édition originale : Later Medieval France. The Polity, Londres, Macmillan, 1968).
- Georges Minois, Charles VII : un roi shakespearien, Paris, Éditions Perrin, 2005, 850 p. (ISBN 2-262-02127-9).

###### Études régionales
- René Cintré, Les marches de Bretagne au Moyen Âge : économie, guerre et société en pays de frontière, XIVe – XVe siècles, Pornichet, Éditions Jean-Marie Pierre, 1992, 238 p. (ISBN 2-903999-11-2).
- Anne Curry (dir.) et Véronique Gazeau (dir.), La guerre en Normandie (XIe-XVe siècle), Caen, Presses universitaires de Caen, coll. « Symposia », 2018, 362 p. (ISBN 978-2-84133-889-4).
- Michael Jones (trad. de l'anglais par Nicole Genet et Jean-Philippe Genet), La Bretagne ducale : Jean IV de Montfort (1364-1399) entre la France et l'Angleterre [« Ducal Brittany, 1364-1399: Relations with England and France during the Reign of Duke John IV »], Rennes, Presses universitaires de Rennes, coll. « Histoire », 1998, 269 p. (ISBN 2-86847-297-4, présentation en ligne), [présentation en ligne].
- Jean Kerhervé, L'État breton aux XIVe et XVe siècles : les ducs, l'argent et les hommes, vol. 1 et 2, Paris, Éditions Maloine, 1987 (ISBN 2-224-01703-0 et 2-224-01704-9, présentation en ligne).
- André Leguai, De la seigneurie à l'État : le Bourbonnais pendant la guerre de Cent Ans, Moulins, Imprimeries réunies, 1969, 434 p. (présentation en ligne), [présentation en ligne], [présentation en ligne].
- Jean-Pierre Leguay et Hervé Martin, Fastes et malheurs de la Bretagne ducale, 1213-1532, Rennes, Éditions Ouest-France, coll. « Université », 1982, 435 p. (ISBN 2-85882-309-X, présentation en ligne).
- Jean-Yves Marin (dir.), La Normandie dans la guerre de Cent Ans, 1346-1450, Milan, Skira, 1999.
- François Neveux, La Normandie pendant la guerre de Cent Ans, XIVe – XVe siècle, Ouest France, 2008, 535 p. (ISBN 978-2-737-33695-9).
- Bruno Ramirez de Palacios, Charles dit le Mauvais : Roi de Navarre, comte d'Evreux, prétendant au trône de France, Le Chesnay, Bruno Ramirez de Palacios, janvier 2015, 530 p. (ISBN 978-2-9540585-2-8).
- Charles Samaran, La maison d'Armagnac au XVe siècle et les dernières luttes de la féodalité dans le Midi de la France, Paris, Alphonse Picard et fils, 1907, XXI-523 p. (présentation en ligne, lire en ligne).
- Pierre Tucoo-Chala, Gaston Fébus et la vicomté de Béarn (1343-1391), Bordeaux, Bière, 1959, 471 p. (présentation en ligne), [présentation en ligne].

##### L'État bourguignon
- Paul Bonenfant (préf. Jean Stengers), Philippe le Bon : sa politique, son action (études présentées par A.-M. Bonenfant-Feytmans), Bruxelles, De Boeck université, coll. « Bibliothèque du Moyen Âge » (no 9), 1996, XVIII-452 p. (ISBN 2-8041-2115-1, présentation en ligne, lire en ligne).
- Philippe Contamine, « La Bourgogne au XVe siècle », dans La bataille de Morat. Un événement suisse d'histoire européenne entre le Moyen Âge et les temps modernes, 1476-1976. Actes du colloque international du 5e centenaire de la bataille de Morat, 23-25 avril 1976, Fribourg - Berne, 1976, p. 91-110.
- Henri Dubois, Charles le Téméraire, Paris, Fayard, 2004, 543 p. (ISBN 2-213-59935-1, présentation en ligne, lire en ligne).
- Élodie Lecuppre-Desjardin, Le royaume inachevé des ducs de Bourgogne (XIVe – XVe siècles), Paris, Belin, coll. « Histoire », 2016, 429 p. (ISBN 978-2-7011-9666-4, présentation en ligne).
- Walter Prevenier (dir.), Le prince et le peuple. La société du temps des ducs de Bourgogne, Anvers, Fonds Mercator, 1998.
- Jean Richard, Les ducs de Bourgogne et la formation du duché du XIe au XIVe siècle, Paris, Les Belles Lettres, 1954 (Publications de l'université de Dijon, 12).
- (en) Bertrand Schnerb, « Burgundy », dans The New Cambridge Medieval History, t. VII, c. 1415 - c. 1500, Christopher T. Allmand (dir.), Cambridge, Cambridge University Press, 1998, p. 431-456.
- Bertrand Schnerb, L'État bourguignon : 1363-1477, Paris, Éditions Perrin, 1999, 474 p. (ISBN 2-262-01126-5, présentation en ligne)Réédition : Bertrand Schnerb, L'État bourguignon : 1363-1477, Paris, Éditions Perrin, coll. « Tempus » (no 105), 2005, 474 p., poche (ISBN 2-262-02360-3, présentation en ligne).
- Bertrand Schnerb, Jean sans Peur, le prince meurtrier, Paris, Payot, coll. « Biographie Payot », 2005, 824, (4 p. de pl.), 23 cm (ISBN 2-228-89978-X, présentation en ligne).
- Marie-Rose Thielemans, Bourgogne et Angleterre : relations politiques et économiques entre les Pays-Bas bourguignons et l'Angleterre, 1435-1467, Bruxelles, Presses universitaires de Bruxelles, coll. « Université libre de Bruxelles, Travaux de la Faculté de philosophie et lettres » (no 30), 1966, 641 p. (présentation en ligne), [présentation en ligne], [présentation en ligne].
- (en) Richard Vaughan, Philip the Bold : The Formation of the Burgundian State, Woodbridge, Boydell, 2002 (1re éd. 1962, Harvard University Press), 320 p. (ISBN 9780851159157, présentation en ligne), [présentation en ligne], [présentation en ligne].
- (en) Richard Vaughan (préf. Graeme Small), Philip the Good : The Apogee of Burgundy, Woodbridge, Boydell, 2002 (1re éd. 1970, Longman), LI-456 p. (ISBN 0-85115-917-6, présentation en ligne).
- (en) Richard Waughan (préf. Werner Paravicini), Charles the Bold : The Last Valois Duke of Burgundy, Woodbridge / Rochester (New York), The Boydell Press, coll. « The History of Valois Burgundy », 2002 (1re éd. 1973, Longman), XXXII-523 p. (ISBN 0-85115-918-4, présentation en ligne).
- (en) Richard Vaughan, Valois Burgundy, Londres, A. Lane, 1975.